# Serbia
Serbia (în sârbă Србија, cu alfabetul latin: Srbija; ), oficial Republica Serbia (în sârbă Република Србија, cu alfabetul latin: Republika Srbija [repǔblika sř̩bija] ), este o țară situată la răscrucea Europei Centrale cu Europa de Sud-Est, în sudul Câmpiei Panonice și în Balcanii centrali. Statul suveran se învecinează cu Ungaria la nord, cu România la nord-est, cu Bulgaria la sud-est, cu Macedonia de Nord la sud, cu Croația și cu Bosnia și Herțegovina la vest și cu Muntenegru spre sud-vest. Țara revendică o frontieră cu Albania prin teritoriul disputat⁠(d) Kosovo. Serbia numără aproximativ 7 milioane de locuitori. Capitala sa, Belgrad, se numără printre cele mai vechi și mai mari orașe din sud-estul Europei.
Teritoriul a fost locuit din paleolitic, iar migrațiile slave în Balcani dintre secolele V-VII au dus la formarea câtorva state⁠(d) suverane în Evul Mediu timpuriu, state care uneori au recunoscut în mod nominal suzeranitatea bizantină, francă și maghiară. Regatul Serbiei a obținut recunoașterea de către Vatican și Constantinopol în 1217, ajungând la apogeu în 1346 ca un Țarat Sârb de relativ scurtă durată. La mijlocul secolului al XVI-lea, întreaga Serbia modernă a fost anexată de otomani, dominație uneori întreruptă⁠(d) de Imperiul Habsburgic, care a început să se extindă⁠(d) spre Serbia Centrală pe la sfârșitul secolului al XVII-lea, reușind să cucerească și să mențină sub control un cap de pod în Vojvodina modernă. La începutul secolului al XIX-lea, Revoluția sârbă a dus la apariția statului național ca prima monarhie constituțională din regiune, care și-a extins ulterior teritoriul. După pierderile omenești dezastruoase din Primul Război Mondial și unificarea ulterioară a fostei coroane Habsburgice a Voivodinei (și a altor teritorii) cu Serbia, țara a cofondat, împreună cu alte popoare slave sudice, Iugoslavia, stat ce a existat în diferite configurații politice până la războaiele iugoslave din anii 1990. În procesul destrămării Iugoslaviei, Serbia a format o uniune statală cu Muntenegru care a fost însă dizolvată pe cale pașnică în 2006. În 2008, parlamentul provinciei Kosovo a declarat în mod unilateral independența acestui teritoriu, și a fost recunoscut de majoritatea țărilor membre ONU. 
Serbia este membră a ONU, Consiliului Europei, OSCE, PpP, OCEMN, CEFTA și în curs de aderare la OMC. Începând din 2014, țara negociază aderarea la UE cu perspectiva aderării la Uniunea Europeană până în 2025. Din 2007, Serbia aderă formal la politica de neutralitate militară. O economie cu venituri medii spre ridicate, dominată de sectorul serviciilor, urmat de sectorul industrial și agricultura, țara se situează relativ sus pe indicele dezvoltării umane (66),  indicele progresului social⁠(d) (45), și pe indicele global al păcii (54). 

## Etimologie
Originea denumirii de „Serbia” este neclară. Diverși autori au menționat numele sârbilor (în sârbă Срби, cu alfabetul latin: Srbi) și sorbilor (în sorabă superioară: Serbja; în sorabă inferioară: Serby) în diferite variante: Surbii, Suurbi, Serbloi, Zeriuani, Sorabi, Surben, Sarbi, Serbii, Serboi, Zirbi, Surbi, Sorben,  etc. Ei au folosit denumirile acestea pentru cu referire la sârbi și sorabi în zone în care prezența lor istorică (sau actuală) nu a fost și nu este contestată (în special în Balcani și Lusația), dar există și surse care menționează nume identice sau similare în alte părți ale lumii (mai ales în Sarmația Asiatică din Caucaz). 
Teoretic, rădăcina * sъrbъ a fost pusă în legătură cu cuvântul rusesc paserb (пасерб, „fiul vitreg”), cu cel ucrainean prîserbîtîțea (присербитися, „a se alătură”), vechiul indic sarbh- („a lupta, a tăiaa, a ucide”), latinescul sero („a alcătui, a constitui”), și grecescul siro (ειρω, „a repeta”). Cu toate acestea, lingvistul polonez Stanisław Rospond⁠(d) (1906-1982) a derivat denumirea de Srb de la srbati (cf. sorbo, absorbbo). Cercetătorul sorab H. Schuster-Šewc a sugerat o conexiune cu verbul proto-slav pentru „a sorbi” * sbrb-, de unde se trage și cuvântul românesc. 

## Istorie

### Preistorie
Dovezile arheologice de așezări din paleolitic pe teritoriul Serbiei actuale sunt rare. Un fragment de maxilar uman a fost găsit în defileul Sićevo⁠(d) (Mala Balanica) și se crede că are o vechime de până la 525.000–397.000 de ani.
Cam pe la 6.500 î.e.n., în perioada neolitică, culturile Starčevo⁠(d) și Vinča au existat în Belgradul modern sau în apropierea acestuia și au dominat o mare parte a Europei de Sud-Est (precum și părți din Europa Centrală și Asia Mică). Două importante situri arheologice locale din această epocă, Lepenski Vir⁠(d) și Vinča-Belo Brdo⁠(d), există încă în apropierea malurilor Dunării.

### Istoria antică
În timpul Epocii Fierului, tracii, dacii și ilirii au fost găsiți de grecii antici în timpul expansiunii lor în sudul Serbiei moderne, în secolul al IV-lea î.e.n.; punctul de nord-vest al imperiului lui Alexandru cel Mare era în zona orașului Kale-Krševica⁠(d). Tribul celtic al lui scordiscilor s-a așezat în întreaga zonă în secolul al III-lea î.e.n. și a format un stat tribal, construind mai multe fortificații, inclusiv capitala de la Singidunum (actualul Belgrad) și Naissos (actualul Niš), însă au sfârșit prin a fi asimilați de masa traco-ilirică.

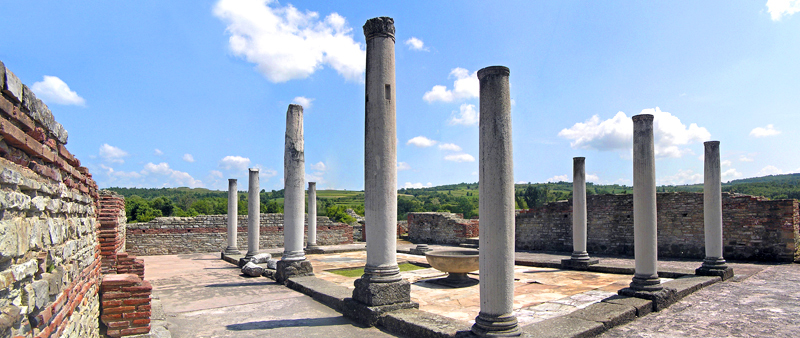
Rămășițele Palatului Imperial Felix Romuliana, sit în Patrimoniul Mondial UNESCO

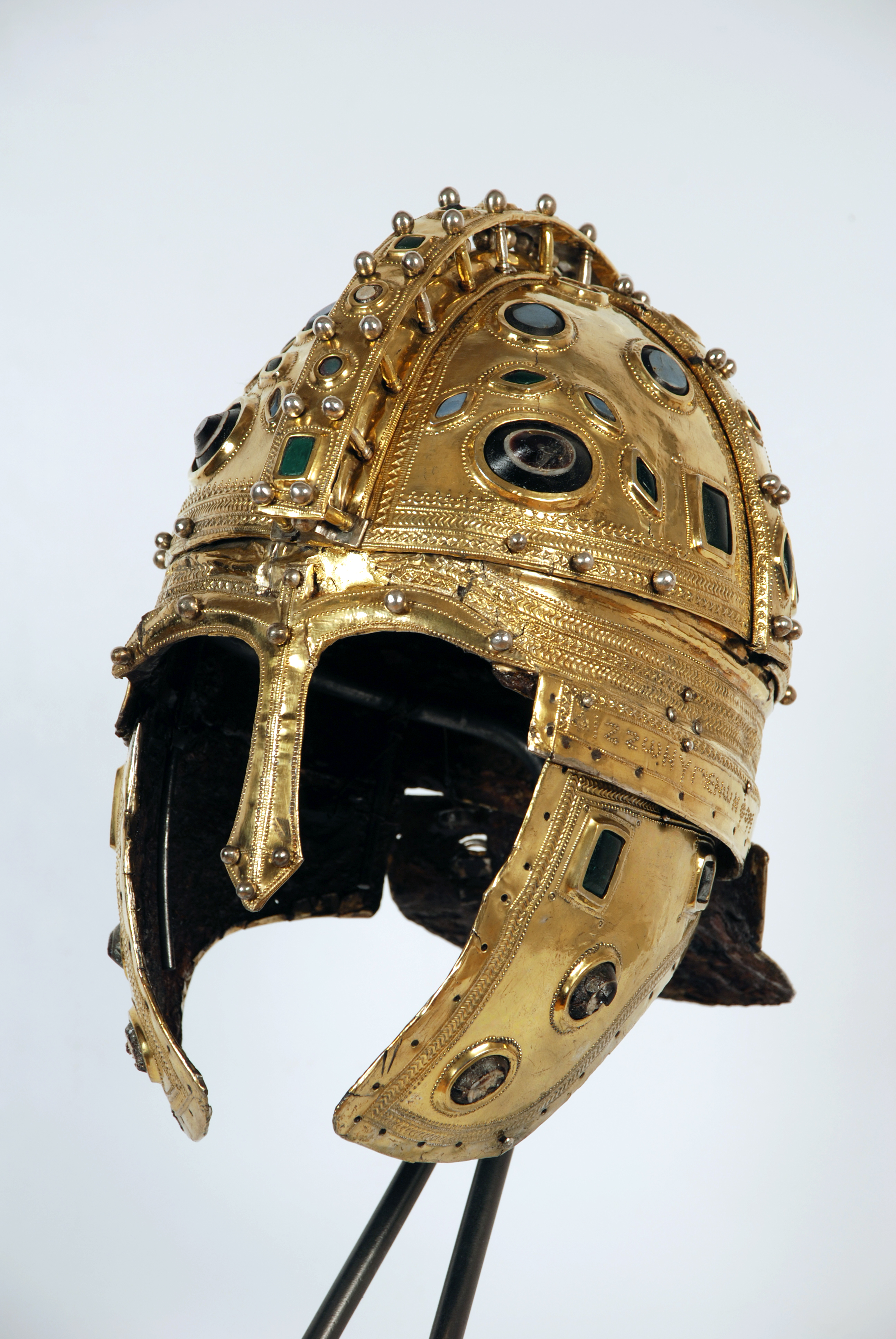
Coif roman din secolul 4 d.Hr.

Romanii au cucerit o mare parte a teritoriului în secolul al II-lea î.e.n. În 167 î.e.n. a fost înființată provincia romană Illyricum; restul a fost cucerit în jurul anului 75 î.e.n., formând provincia romană Moesia Superior; regiunea modernă Srem a fost cucerită în 9 î.e.n.; iar Bačka și Banatul în 106 e.n., după Războaiele Dacice. Drept urmare, Serbia contemporană se extinde integral sau parțial pe mai multe foste provincii romane, între care Moesia, Pannonia, Praevalitana, Dalmația, Dacia și Macedonia. 
Principalele orașe din Moesia Superioară (și din împrejurimi) erau: Singidunum (Belgrad), Viminacium (astăzi vechiul Kostolac), Remesiana (astăzi, Bela Palanka), Naissos (Niš) și Sirmium (astăzi, Sremska Mitrovica), care a fost una din capitalele romane în timpul Tetrarhiei.  Șaptesprezece împărați romani s-au născut în zona Serbiei moderne, țara fiind pe locul doi doar după Italia contemporană. Cel mai faimos dintre aceștia a fost Constantin cel Mare, primul împărat creștin, care a emis un edict de toleranță religioasă în întregul Imperiu. 
Când Imperiul Roman a fost divizat în 395, cea mai mare parte a Serbiei a rămas sub Imperiul Roman de Răsărit, în timp ce părțile sale din nord-vest au fost incluse în Imperiul Roman de Apus. De la începutul secolului al VI-lea, slavii, prezenți în tot Imperiul Bizantin în număr mare, s-au amestecat cu populația băștinașă (daci, iliri, traci romanizați) și au asimilat-o, din acest amestec de popoare rezultând slavii sudici actuali, printre care și sârbii.

### Evul Mediu

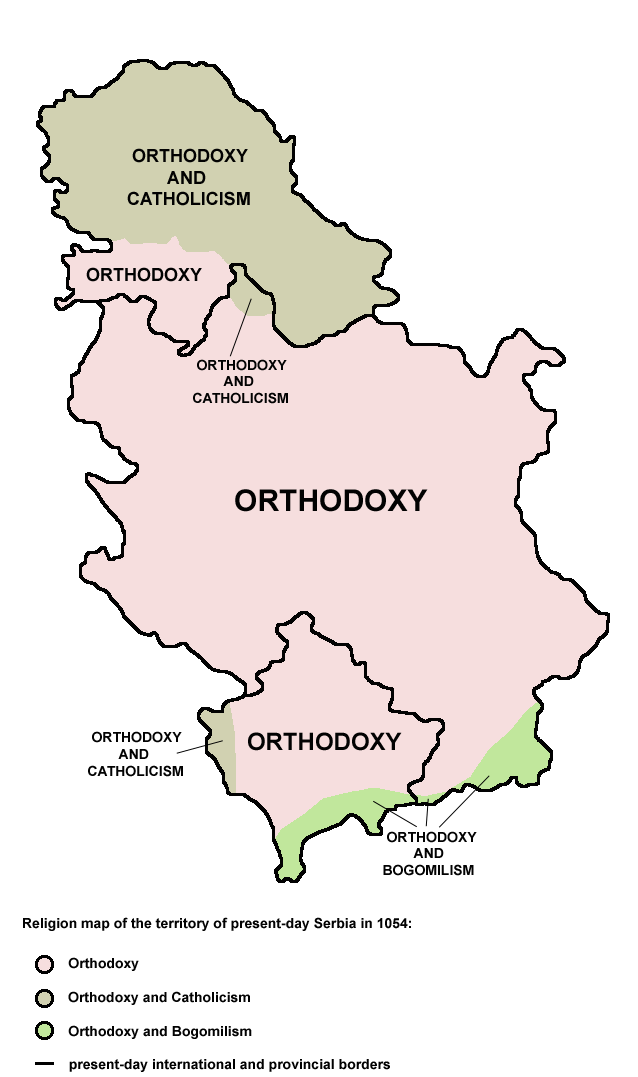
Harta religiilor de pe teritoriul Serbiei actuale în anul 1054.

Sârbii albi, un trib slav care s-a stabilit în Balcani între secolele V-VII, a înființat Principatul Sârb⁠(d) înaintea secolului al VIII-lea. În 822 se afirma că sârbii locuiau cea mai mare parte a Dalmației Romane, teritoriul lor acoperind ceea ce este astăzi sud-vestul Serbiei și părți ale țărilor vecine. Între timp, Imperiul Bizantin și Țaratul Bulgar dețineau alte părți ale teritoriului. Creștinismul a fost adoptat de conducătorii sârbi pe la 870, iar până la mijlocul secolului al X-lea statul sârb se întindea de la Marea Adriatică prin Neretva, Sava, Morava⁠(d) și Skadar. Între anii 1166 și 1371, Serbia a fost condusă de dinastia Nemanjić (a cărei moștenire este deosebit de prețuită), sub care statul a fost ridicat la rang de regat (și, pentru scurt timp, de țarat) și episcopia sârbă la rang de arhiepiscopie autocefală (prin efortul lui Sava, sfântul protector al Serbiei). Monumentele din perioada Nemanjić supraviețuiesc în multe mănăstiri⁠(d) (mai multe fiind în Patrimoniul Mondial⁠(d)) și fortificații⁠(d). În aceste secole, statul (și influența) sârbilor s-a extins semnificativ. Partea de nord, Voivodina, a fost dominată de Regatul Ungariei. Perioada cunoscută sub numele de căderea Țaratului Sârb⁠(d) a însemnat fragmentarea în ducate a statului odinioară puternic, culminând cu bătălia de la Kosovo Polje (1389) împotriva Imperiului Otoman aflat în ascensiune. În 1453, Serbia a participat la asediul Constantinopolului de partea turcilor.Despotatul Sârb a fost în cele din urmă cucerit de către otomani în 1459. Amenințarea otomană și cucerirea din cele din urmă a dus la mari migrații ale sârbilor către vest și nord.

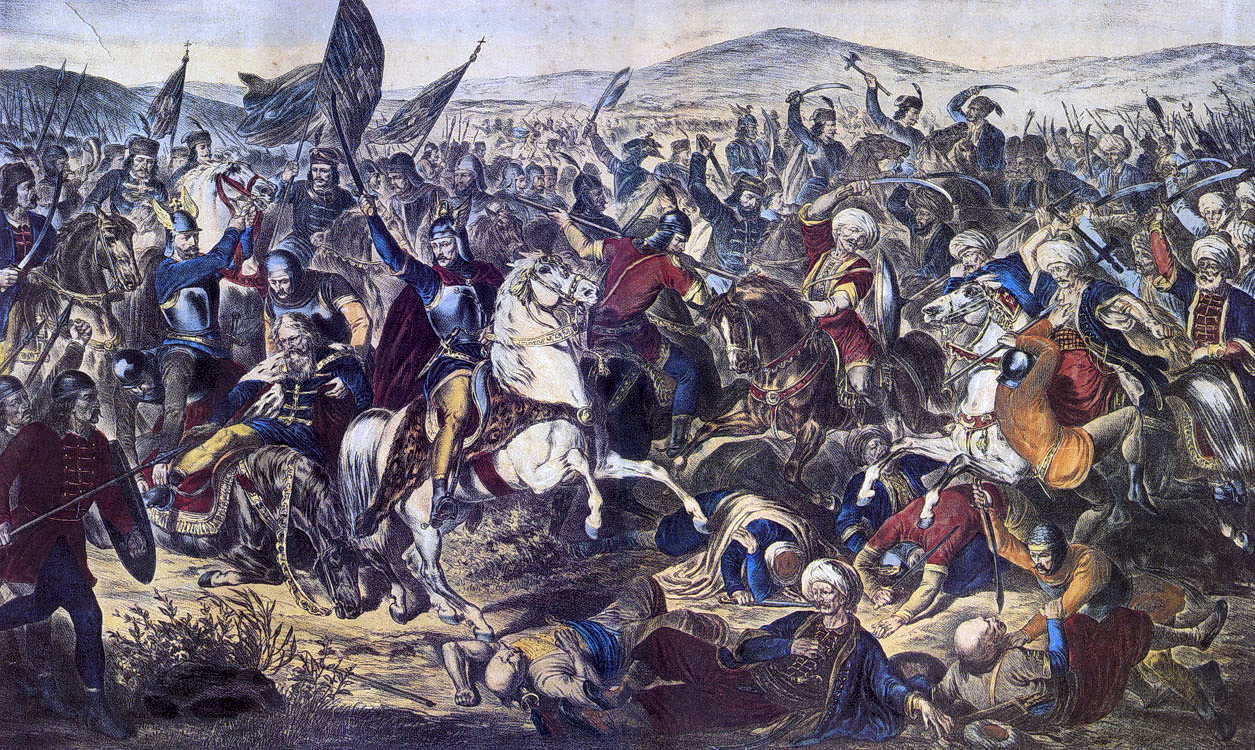
Bătălia de la Kosovo Polje

### Dominația otomană și habsburgică
După pierderea independenței în favoarea Regatului Ungariei și Imperiului Otoman, Serbia și-a redobândit vremelnic suveranitatea în timpul lui Iovan Nenada în secolul al XVI-lea. Trei invazii habsburgice și numeroase rebeliuni au pus multe probleme autorității otomane. Un eveniment celebru a fost revolta din Banat din 1595, în contextul Războiului celui Lung dintre otomani și habsburgi. Zona Vojvodinei moderne a fost ocupată de otomani im secol înainte de a fi cedată Imperiului Habsburgic la sfârșitul secolului al XVII-lea, în baza Tratatului de la Karlowitz. 
În toate ținuturile sârbești de la sud de Dunăre și Sava, nobilimea a fost eliminată, iar țărănimea a fost devenit iobagă în slujba stăpânilor otomani, în vreme ce o mare parte din clerici au fugit ori s-au ascuns în mănăstiri izolate. În sistemul otoman, sârbii, în calitate de creștini, erau considerați o clasă inferioară de oameni și supuși unor biruri grele, iar o mică parte din populația sârbă a cunoscut islamizarea. Otomanii au desființat Patriarhia Sârbă de Peć (1463), dar au reînființat-o în 1557, oferind o continuare limitată a tradițiilor culturale sârbești în cadrul imperiului.
Pe măsură ce marile migrații sârbești au depopulat cea mai mare parte a sudului Serbiei, sârbii au căutat refugiu peste Dunăre în nord în Voivodina și la Frontiera Militară din vest, unde coroana austriacă le-a acordat drepturi prin decizii cum ar fi Statuta Wallachorum din 1630. Centrul ecleziastic al sârbilor s-a mutat spre nord, la Mitropolia Sremski Karlovci, în timp ce Patriarhia Sârbă din Peć⁠(d) a fost din nou desființată de otomani în 1766. În urma mai multor petiții, Sfântul Împărat Roman Leopold I a acordat oficial sârbilor care voiau să plece dreptul la un ținut autonom în cadrul Coroanei Habsburgice.
În 1718-39, monarhia habsburgică a ocupat Serbia centrală și a înființat „Regatul Serbiei⁠(d)”. În afară de Voivodina și nordul Belgradului, care au fost absorbite în Imperiul Habsburgic, Serbia Centrală a fost ocupată din nou de Habsburgi și în 1686-91⁠(d) și în 1788-92⁠(d).

### Revoluția și independența

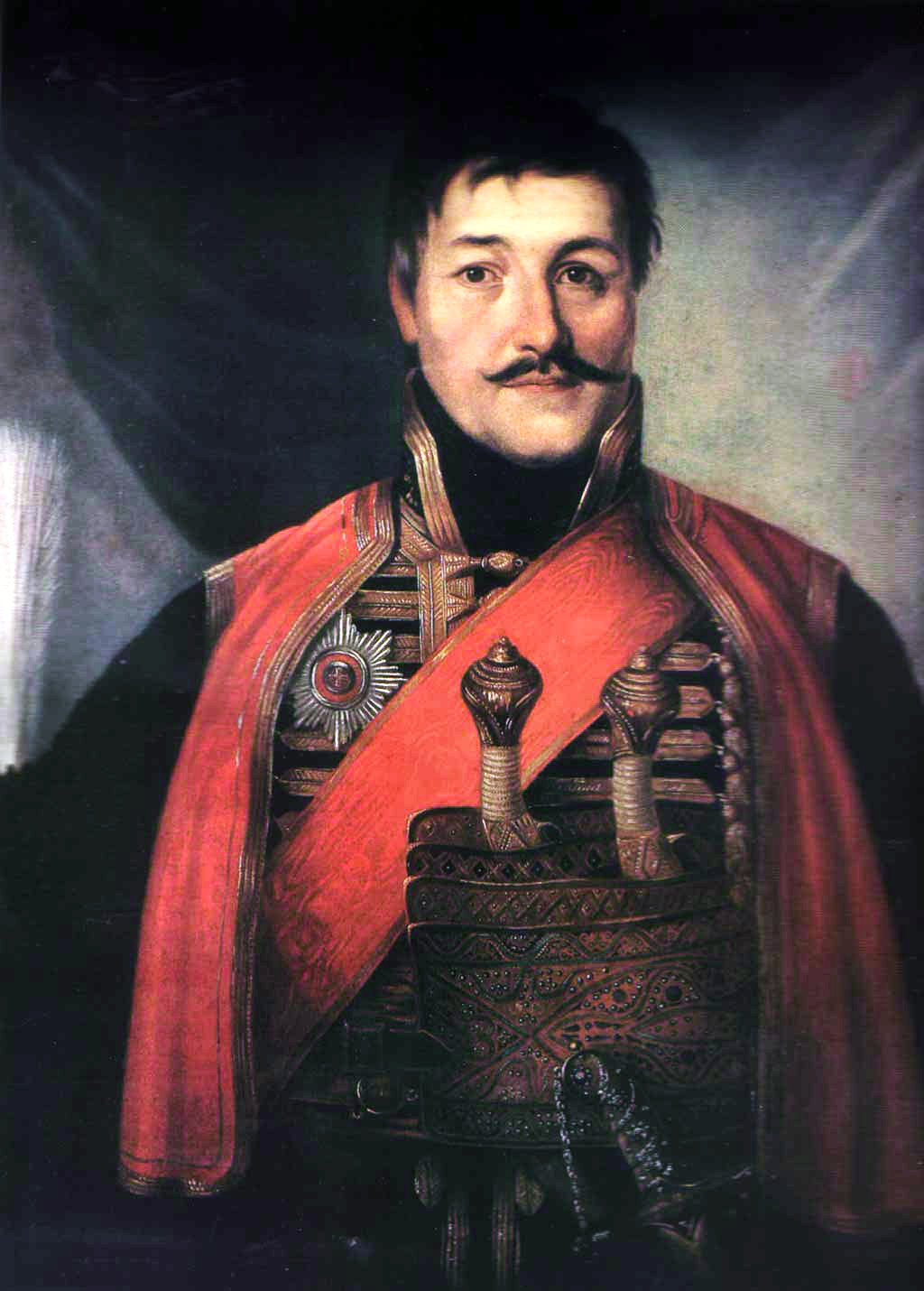
Karađorđe Petrović, liderul Primei Răscoale Sârbe

Revoluția sârbă pentru independență față de Imperiul Otoman a durat unsprezece ani, între 1804 și 1815. Revoluția a cuprins două revolte separate, care au dus la autonomie în cadrul Imperiului Otoman, care a evoluat încet spre independență deplină (1835-1867). În timpul Primei Răscoale Sârbe, condusă de vožd Karađorđe Petrović, Serbia a devenit independentă timp de aproape un deceniu înainte ca armata otomană să poată reocupa țara. La scurt timp după aceasta, a început cea de a Doua Răscoală Sârbă. Condusă de Miloš Obrenović, ea s-a încheiat în 1815 cu un compromis între revoluționarii sârbi și autoritățile otomane. De asemenea, Serbia a fost una dintre primele națiuni din Balcani care a eliminat feudalismul. Convenția de la Ackerman din 1826, tratatul de la Adrianopol din 1829 și, în cele din urmă, un hatișerif emis de Poartă au recunoscut autonomia Serbiei sub suzeranitate otomană. Prima Constituție a Serbiei a fost adoptată la 15 februarie 1835.
După ciocnirile între armata otomană și sârbii din Belgrad din 1862 și sub presiunea marilor puteri, până în 1867 ultimii soldați turci au părăsit Principatul, lăsând țara de facto independentă. Prin adoptarea unei noi constituții fără consultarea Porții, diplomații sârbi au acționat în sensul acestei independențe de facto. În 1876, Serbia a declarat război Imperiului Otoman, proclamând unificarea cu Bosnia. 

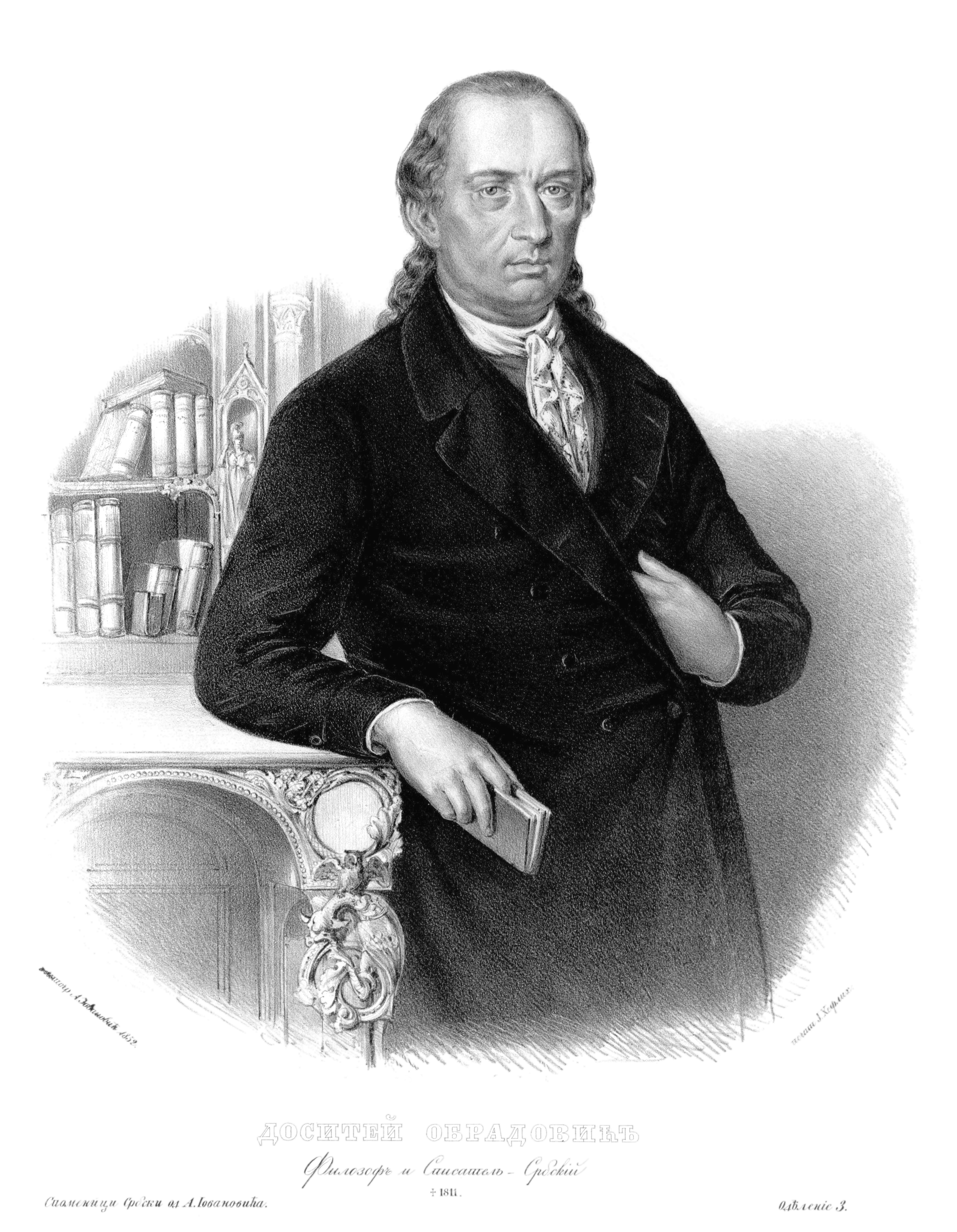
Dositej Obradović, un protagonist influent al Renașterii naționale și culturale sârbe; avocatul ideilor iluministe și raționaliste.

Independența oficială a țării a fost recunoscută la nivel internațional prin Congresul de la Berlin din 1878, care a pus capăt în mod oficial războiului ruso-turc; acest tratat, însă, a interzis Serbiei să se unească cu Bosnia, care a fost plasată sub ocupație austro-ungară, alături de ocupația Sangeacului Novi Pazar. Din 1815 până în 1903, Principatul Serbiei a fost condus de Casa Obrenović, cu excepția domniei lui Aleksandar Karađorđević între 1842 și 1858. În 1882, Principatul Serbiei a devenit Regatul Serbiei, condus de regele Milan I. Dinastia Karađorđević, descendenții liderului revoluționar Karađorđe Petrović, și-a asumat puterea în 1903 ca urmare a loviturii de stat din mai⁠(d). În nord, revoluția din 1848 din Austria a condus la înființarea teritoriului autonom al Voivodinei sârbești⁠(d); până în 1849, regiunea a fost transformată în Voivodina Sârbească și Banatul Timișan.

### Războaiele balcanice, Primul Război Mondial și prima Iugoslavie
În timpul Primului Război Balcanic din 1912, Liga Balcanică a învins Imperiul Otoman și a capturat teritoriile europene ale acestuia, ceea ce a permis extinderea teritorială a Serbiei în Raška și Kosovo. Al Doilea Război Balcanic a urmat curând, când Bulgaria s-a întors împotriva foștilor aliați, dar a fost înfrântă, rezultând Tratatul de la București. În doi ani, Serbia și-a extins teritoriul cu 80%, și populația cu 50%; de asemenea, a suferit pierderi mari în ajunul Primului Război Mondial, cu aproximativ 20.000 de morți. Austro-Ungaria a început să devină îngrijorată de creșterea unei puteri regionale la granițele sale și de potențialul acesteia de a deveni un nucleu pentru unificarea tuturor slavilor din sud, iar relația dintre cele două țări a devenit tensionată.

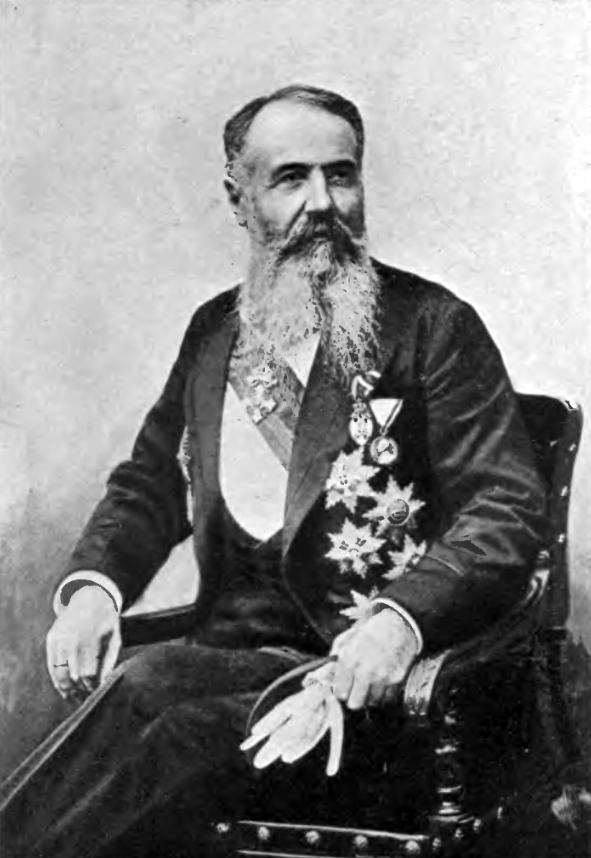
Nikola Pašić, prim-ministru în timpul Primului Război Mondial

Asasinarea arhiducelui Franz Ferdinand al Austriei, la 28 iunie 1914, la Sarajevo, de către Gavrilo Princip, membru al organizației Tânăra Bosnie, a condus la declarația de război a Austro-Ungariei împotriva Serbiei. În apărarea Serbiei și pentru a-și menține statutul de Mare Putere, Rusia și-a mobilizat trupele, ceea ce a făcut ca aliata Austro-Ungariei, Germania, să declare și ea război Rusiei. Serbia a câștigat primele bătălii majore ale Primului Război Mondial, inclusiv bătălia de la Cer și bătălia de la Kolubara⁠(d) - marcând primele victorii ale aliaților împotriva Puterilor Centrale în Primul Război Mondial. 
În ciuda succeselor inițiale, ea a fost în cele din urmă copleșită de Puterile Centrale în 1915. Cea mai mare parte a armatei și a unor persoane au fugit prin Albania în Grecia și Corfu, suferind pierderi imense pe drum. Serbia a fost ocupată de Puterile Centrale. După ce situația militară a Puterilor Centrale s-a înrăutățit pe alte fronturi, rămășițele armatei sârbe s-au întors spre est și au efectuat o pătrundere finală prin liniile inamice la 15 septembrie 1918, eliberând Serbia și înfrângând Imperiul Austro-Ungar și Bulgaria. Serbia, cu campania sa, a reprezentat o importantă putere a Antantei în Balcani, care a contribuit în mod semnificativ la victoria aliaților în Balcani în noiembrie 1918, mai ales ajutând Franța să forțeze capitularea Bulgariei. Serbia a fost clasificată ca putere minoră a Antantei.

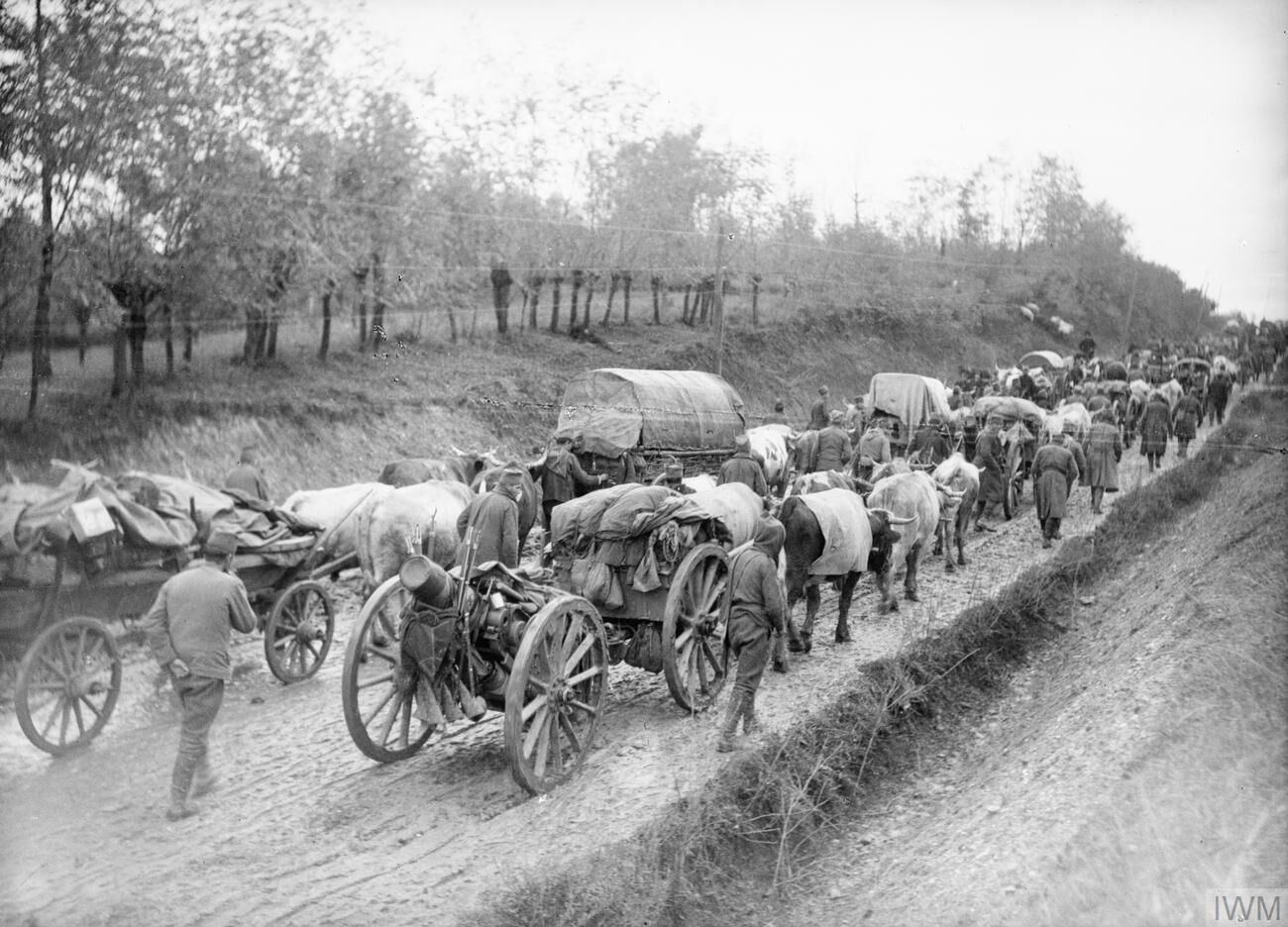
Retragerea armatei sârbești prin Albania

Pierderile din Serbia au reprezentat 8% din totalul deceselor militare ale Antantei; 58% (243.600) din soldații armatei sârbe au pierit în război. Numărul total al victimelor este plasat în jurul cifrei de 700.000, mai mult de 16% din mărimea antebelice a Serbiei și majoritatea (57%) populației sale globale de sex masculin. Odată cu prăbușirea Imperiului Austro-Ungar, teritoriul Syrmia s-a unit cu Serbia la 24 noiembrie 1918, urmat de Banat, Bačka și Baranja⁠(d) o zi mai târziu, aducând întreaga Voivodină în Regatul Serbiei. La 26 noiembrie 1918, Adunarea de la Podgorica⁠(d) a detronat Casa Petrović-Njegoš⁠(d) și a unit Muntenegrul cu Serbia. La 1 decembrie 1918, în Casa Krsmanović de la Terazije⁠(d), prințul regent sârb Alexander Karađorđević a proclamat Regatul Sârbilor, Croaților și Slovenilor sub regele Petru I al Serbiei.
Regele Petru a fost urmat de fiul său, Alexandru, în august 1921. Centraliștii sârbi și autonomiștii croați s-au ciocnit în parlament, iar majoritatea guvernelor au fost fragile și de scurtă durată. Nikola Pašić, un prim-ministru conservator, a condus sau a dominat majoritatea guvernelor până la moartea sa. Regele Alexandru a instaurat o dictatură în 1929, a schimbat numele țării în „Iugoslavia” și a schimbat diviziunile interne de la cele 33 de regiuni la nouă banovine. Efectul dictaturii lui Alexandru a fost acela că a înstrăinat și mai mult pe nesârbii care trăiau în Iugoslavia de ideea de unitate.
Alexandru a fost asasinat la Marsilia, în timpul unei vizite oficiale în 1934, de către Vlado Chernozemski⁠(d), membru al IMRO⁠(d). Alexandru a fost urmat la tron de către fiul său de unsprezece ani, Petru al II-lea și un consiliu de regență condus de vărul acestuia, prințul Paul. În august 1939, acordul Cvetković-Maček⁠(d) a instituit banovină autonomă a Croației Croației⁠(d) ca soluție la doleanțele croaților.

### Al Doilea Război Mondial și a doua Iugoslavie

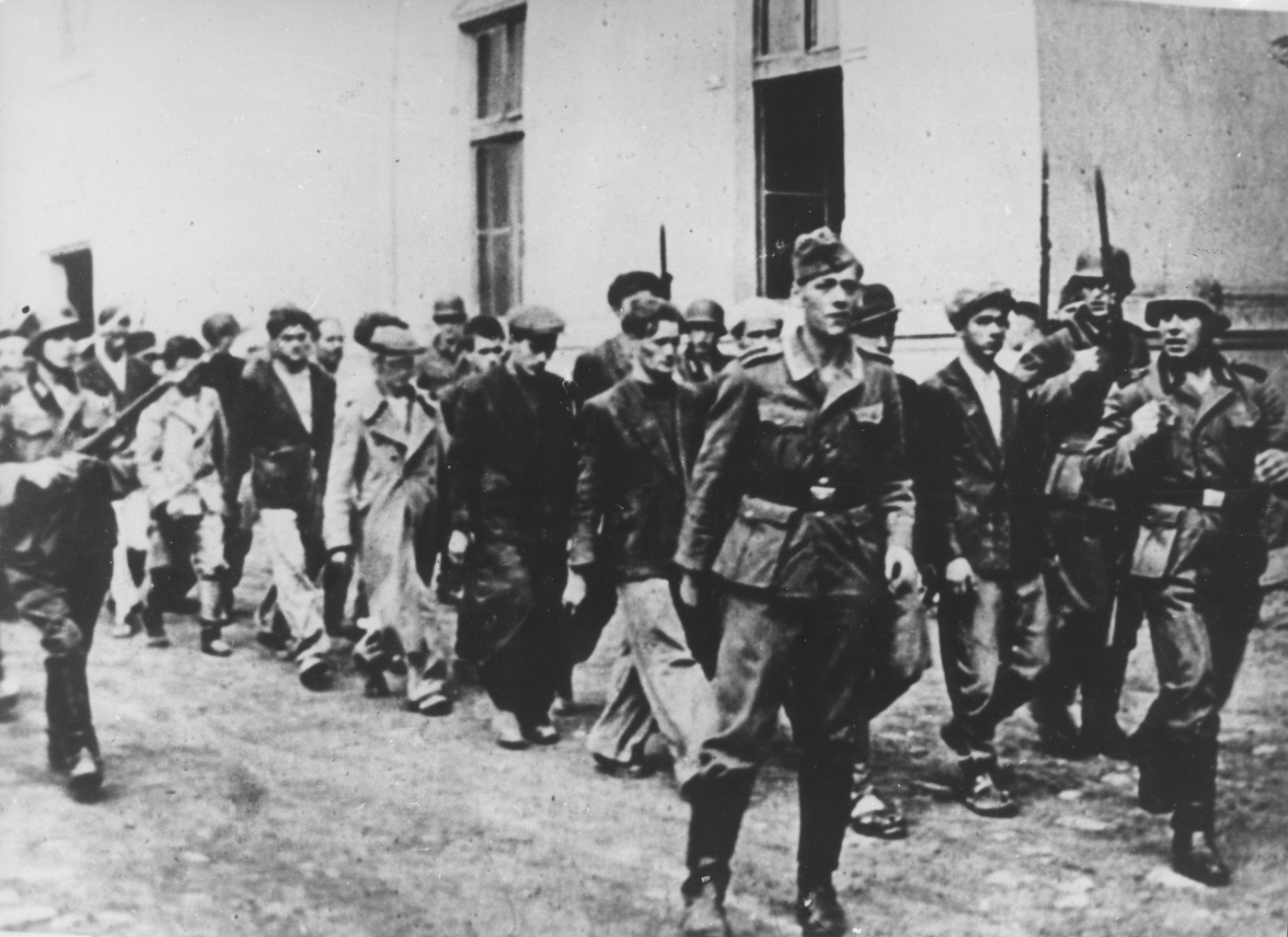
Germanii escortează locuitori din și din zona înconjurătoare pentru a fi executați

În 1941, în ciuda încercărilor iugoslavilor de a rămâne neutri în timpul războiului, puterile Axei au invadat Iugoslavia. Teritoriul Serbiei moderne a fost împărțit între Ungaria, Bulgaria, Statul Independent al Croației (NDH) și Italia (Albania și Muntenegru), în timp ce restul Serbiei a fost plasat sub administrația militară germană, cu guverne-marionetă sârbești conduse de Milan Ačimović⁠(d) și Milan Nedić. 
În această perioadă, sute de mii de etnici sârbi au fugit din statul-marionetă al Axei, cunoscut sub numele de Statul Independent al Croației, și au căutat refugiu în Serbia ocupată de Germania, încercând să scape de persecuțiile și genocidul pe scară largă al sârbilor, evreilor și romilor de către regimul ustaș.
Teritoriul iugoslav a fost scena unui război civil între cetnicii regaliști comandați de Draža Mihailović⁠(d) și partizanii comuniști comandați de Josip Broz Tito. Unitățile auxiliare ale Corpului Voluntarilor Sârbi⁠(d) și Garda de Stat Sârbă⁠(d) au luptat împotriva ambelor forțe. Masacrarea la Draganac și Loznica a 2.950 de țărani din vestul Serbiei în 1941 a fost prima mare execuție de civili din Serbia ocupată de germani, masacrul de la Kragujevac⁠(d) și raidul de la Novi Sad împotriva evreilor și sârbilor, de către fasciștii maghiari, fiind cele mai cunoscute, cu peste 3.000 de victime în fiecare caz. După un an de ocupație, aproximativ 16.000 de evrei sârbi⁠(d) fost uciși în zonă, sau aproximativ 90% din populația evreiască dinainte de război. Multe lagăre de concentrare au fost înființate în întreaga zonă. Lagărul de concentrare de la Banjica⁠(d) a fost cel mai mare lagăr de concentrare, victimele princiaple fiind evreii, romii și deținuții politici sârbi.

Serbia (dreapta) ocupată în timpul celui de-al Doilea Război Mondial de Germania Nazistă, Italia fascistă, Ungaria, Bulgaria și Statul Independent al Croației

Republica de la Užice a fost un teritoriu eliberat pentru scurt timp, proclamat de partizani, și primul teritoriu eliberat în Europa celui de al Doilea Război Mondial, organizat ca un mini-stat militar care a existat în toamna anului 1941 în vestul Serbiei ocupate. Până la sfîrșitul anului 1944, ofensiva Belgradului a înclinat în favoarea partizanilor în războiul civil; partizanii au preluat ulterior controlul asupra Iugoslaviei. După ofensiva Belgradului, Frontul Syrmian⁠(d) a fost ultima acțiune militară majoră a celui de al Doilea Război Mondial din Serbia. Un studiu realizat de Vladimir Žerjavić⁠(d) estimează că numărul total de decese cauzate de război în Iugoslavia este de 1.027.000, dintre care 273.000 în Serbia. 
Victoria partizanilor comuniști a dus la desființarea monarhiei și la un referendum constituțional ulterior. Iugoslavia a devenit stat monopartid având ca partid unic Liga Comuniștilor din Iugoslavia. Între 60.000 și 70.000 de persoane au fost ucise în Serbia în timpul preluării puterii de către comuniști. Toată opoziția a fost suprimată și cei considerați a promova opoziția față de socialism sau separatismul au fost închiși sau executați pentru trădare. Serbia a devenit o republică constituentă⁠(d) a RSFI, cunoscută sub numele de Republica Socialistă Serbia, iar ramura la nivel de republică a partidului comunist federal a fost Liga Comuniștilor din Serbia⁠(d) . 
Cel mai puternic și mai influent politician din Serbia în perioada Iugoslaviei lui Tito a fost Aleksandar Ranković, unul dintre cei „patru mari” lideri iugoslavi, alături de Tito, Edvard Kardelj⁠(d) și Milovan Đilas. Ranković a fost ulterior eliminat din funcție din cauza dezacordurilor privind nomenclatura din Kosovo și unitatea Serbiei. Înlăturarea lui Ranković a fost extrem de nepopulară în rândul sârbilor. Reformiștii pro-descentralizare din Iugoslavia au reușit la sfârșitul anilor 1960 să obțină o descentralizare substanțială a puterilor, creând autonomie substanțială în Kosovo și Voivodina și recunoscând o naționalitate distinctă „musulmană”. Ca urmare a acestor reforme, a existat o revizuire masivă a nomenclaturii și a poliției din Kosovo, care, de la a fi dominată de minoritarii sârbi, a început să fie dominată de etnicii albanezi majoritari, sârbii fiind înlăturați pe scară largă din funcțiile de conducere. S-au făcut mai multe concesii etnicilor albanezi din Kosovo ca răspuns la frământări, între care înființarea Universității din Prishtina⁠(d) ca instituție de limbă albaneză. Aceste schimbări au creat o frică larg răspândită în rândul sârbilor de a fi tratați ca cetățeni de rangul al doilea⁠(d).

### Destrămarea Iugoslaviei și tranziția politică
În 1989, Slobodan Milošević a ajuns la putere în Serbia. Milošević a promis o reducere a puterilor provinciilor autonome Kosovo și Voivodina, unde aliații săi au preluat ulterior puterea, în timpul revoluției antibirocratice⁠(d). Aceasta a provocat tensiuni între conducerea comunistă a celorlalte republici ale Iugoslaviei și a trezit naționalismul etnic în întreaga Iugoslavie, ceea ce a dus în cele din urmă la destrămarea ei, Slovenia, Croația, Bosnia și Herțegovina și Macedonia declarându-și independența. Serbia și Muntenegru au rămas împreună într-un stat-rămășiță numit Republica Federală Iugoslavia (FRJ). Cu toate acestea, potrivit Comisiei Badinter, această țară nu a fost considerată a fi, din punct de vedere legal, continuatoarea fostei RSFI, ci un nou stat. 

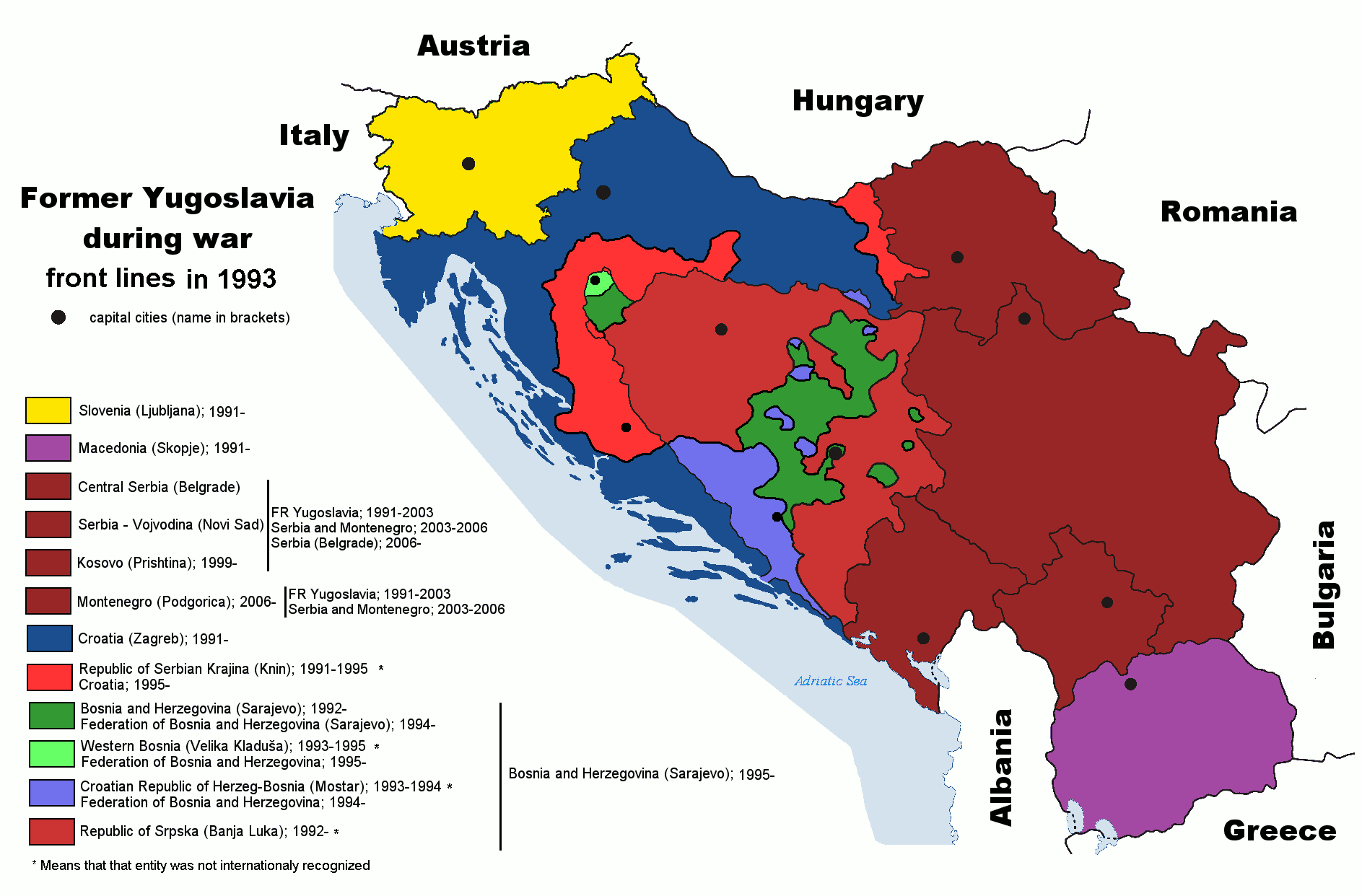
Republica Federală Iugoslavia și teritoriile statelor separatiste sârbe (Republica Srpska și Republica Sârbă Krajina) în timpul războaielor iugoslave (1991-1995)

Alimentate de tensiunile interetnice, au izbucnit războaiele iugoslave (1991-2001), cele mai grave conflicte având loc în Croația și Bosnia, unde marile comunități etnice sârbești s-au opus independenței față de Iugoslavia. RFI a rămas în afara conflictelor, dar a oferit sprijin logistic, militar și financiar forțelor sârbești în timpul războaielor. Ca răspuns, ONU a impus sancțiuni împotriva Serbiei, ceea ce a dus la izolare politică și la prăbușirea economiei (PIB-ul a scăzut de la 24 miliarde dolari în 1990 la sub 10 miliarde dolari în 1993). 
Democrația multipartită a fost introdusă în Serbia în 1990, când s-a abolit oficial sistemul partidului unic. Criticii lui Milošević au susținut că guvernul continuă să fie unul autoritar, în ciuda schimbărilor constituționale, deoarece Milošević și-a menținut influența politică puternică asupra aparatului de stat și a aparatului de securitate. Atunci când Partidul Socialist din Serbia, partid de guvernământ, a refuzat să-și accepte înfrângerea în alegerile locale din 1996, sârbii s-au angajat în proteste mari⁠(d) împotriva guvernului. 
În 1998, ciocnirile continue⁠(d) între trupele de gherilă ale etnicilor albanezi din Armata de Eliberare din Kosovo, și forțele de securitate iugoslave au condus la războiul din Kosovo (1998-1999), în care NATO a intervenit, ceea ce a dus la retragerea forțelor sârbe și la instituirea administrației ONU în provincie.
După alegerile prezidențiale⁠(d) din septembrie 2000, partidele de opoziție l-au acuzat pe Milošević de fraudă electorală. A urmat o campanie de rezistență civilă⁠(d), condusă de Opoziția Democratică din Serbia⁠(d) (ODS), o coaliție largă de partide anti-Milošević. Aceasta a culminat pe 5 octombrie, când s-au adunat în Belgrad o jumătate de milion de oameni din toată țara, obligându-l pe Milošević să-și recunoască înfrângerea. Căderea lui Milošević⁠(d) a pus capăt izolării internaționale⁠(d) a Iugoslaviei. Milošević a fost trimis la Tribunalul Penal Internațional pentru fosta Iugoslavie. DOS a anunțat că RF Iugoslavia va încerca să adere la Uniunea Europeană. În 2003, Republica Federală Iugoslavia a fost redenumită Serbia și Muntenegru; UE a deschis negocierile cu țara pentru Acordul de Stabilizare și Asociere⁠(d). Climatul politic din Serbia a rămas tensionat, iar în 2003 premierul Zoran Đinđić a fost asasinat⁠(d) ca urmare al unui complot al unor cercuri de crimă organizată și foști ofițeri de securitate.

### Istoria recentă
La 21 mai 2006, Muntenegru a organizat un referendum pentru a determina dacă se va retrage din uniunea cu Serbia. Rezultatele au arătat că 55,4% dintre alegători au fost în favoarea independenței, ceea ce a depășit cu puțin pragul de 55% necesar validării referendumului. La 5 iunie 2006, Adunarea Națională a Serbiei a declarat Serbia ca fiind succesorul legal al fostei uniuni statale. Adunarea din Kosovo a declarat și ea unilateral independența față de Serbia la 17 februarie 2008. Serbia a condamnat imediat declarația și continuă să refuze recunoașterea independenței Republicii Kosovo. Declarația a declanșat răspunsuri variate în comunitatea internațională. Au loc discuții paralele cu statutul de statalitate⁠(d) între Serbia și autoritățile albaneze din Kosovo, la Bruxelles, mediate de UE. 
În aprilie 2008, Serbia a fost invitată să participe la programul de dialog intensificat⁠(d) cu NATO, în ciuda ruperii diplomatice cu Alianța pentru Kosovo. Serbia a solicitat oficial aderarea la Uniunea Europeană la 22 decembrie 2009 și a primit statutul de stat-candidat la 1 martie 2012, în urma unei amânări din decembrie 2011. În urma unei recomandări pozitive a Comisiei Europene și a Consiliului European din iunie 2013, negocierile de aderare la UE au început în ianuarie 2014.

## Geografie

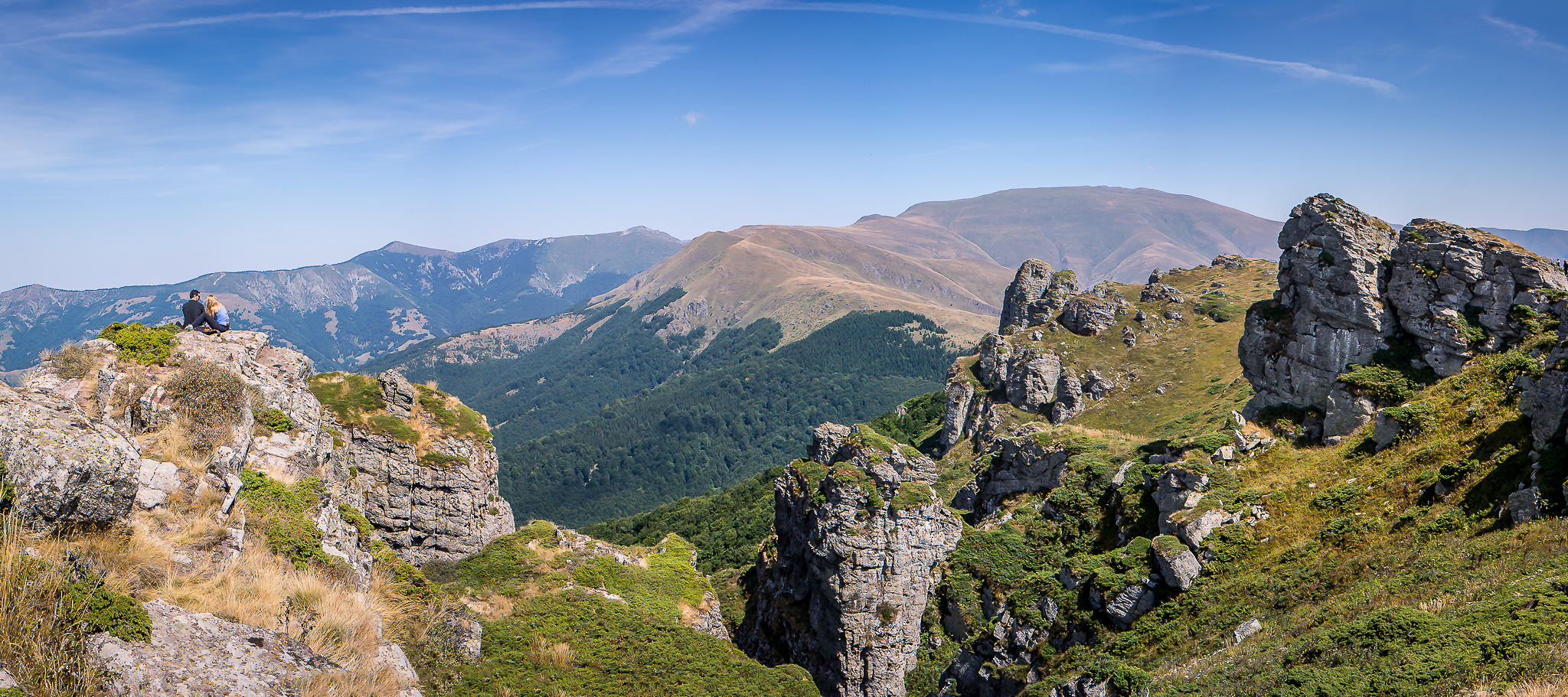
Munții Balcani în Serbia, Babin Zub

Situat la intersecția între Europa Centrală și cea de Sud, Serbia este situată în Peninsula Balcanică și Câmpia Panonică, între latitudinile de 41 ° și 47 ° N și longitudinile de 18 ° și 23 ° E. Țara acoperă un total de 77.474 km² (excluzând Kosovo), ceea ce o pune pe locul 117 în lume. Lungimea totală a frontierei este de 2.026 km. Dintre aceștia, 352 km de frontieră cu Kosovo sunt tratați de Serbia ca „linie administrativă”, ea revendicând în schimb un total similar de frontieră cu Albania, Muntenegru și Macedonia de Nord. Frontiera cu Kosovo este sub controlul comun al poliției de frontieră din Kosovo și al forțelor de poliție sârbe și există 11 puncte de trecere.

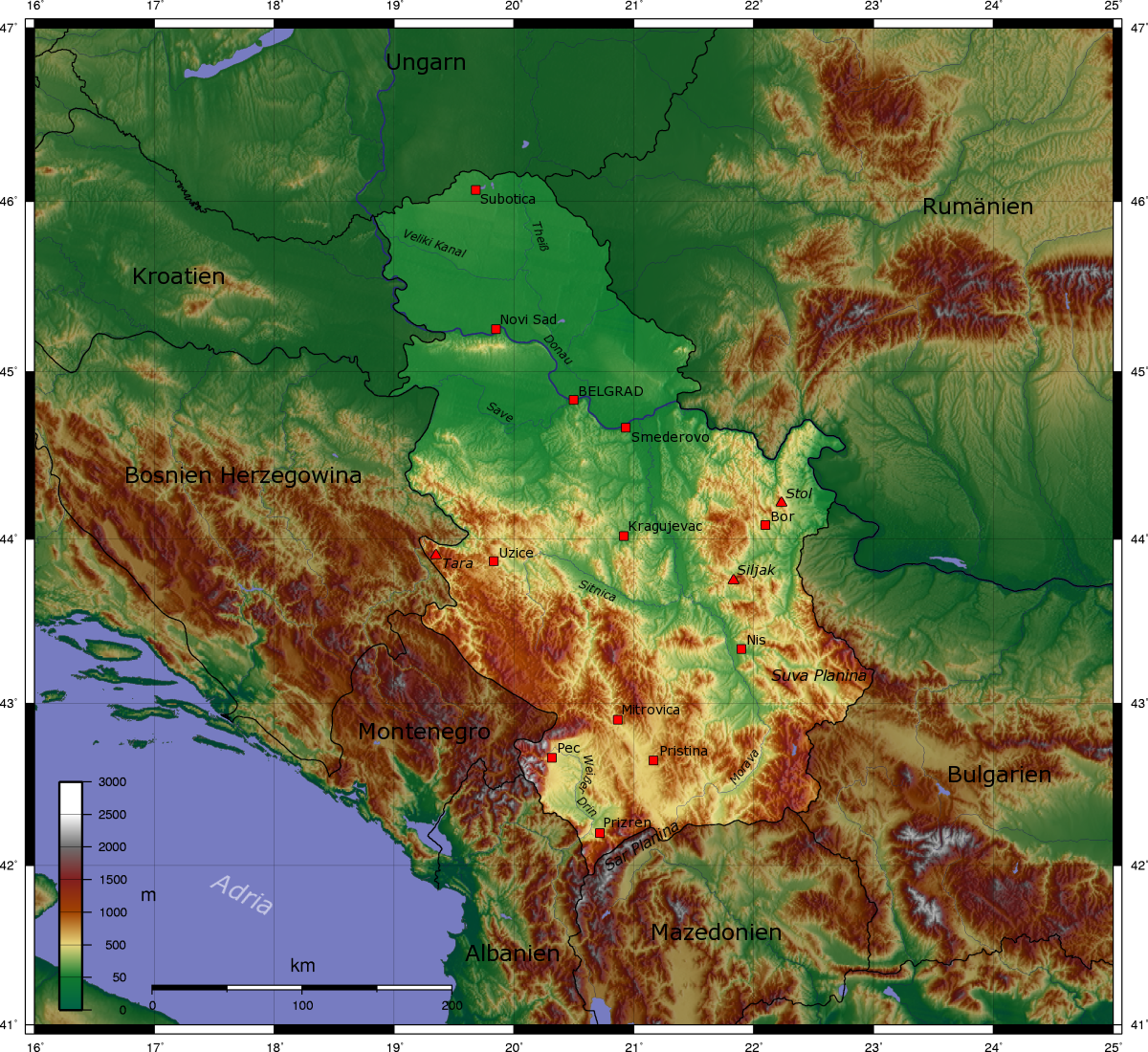
Harta topografică a Serbiei

Câmpia Panonică acoperă treimea nordică a țării (Voivodina și Mačva⁠(d)), în timp ce extremitatea estică a Serbiei se întinde în Câmpia Română. Relieful părții centrale a țării, cu nucleul în regiunea Šumadija, constă în principal în dealuri traversate de râuri. Munții domină treimea de sud a Serbiei. Alpii dinarici se întind în vest și sud-vest, urmând cursul râurilor Drina și Ibar. Munții Carpați și Balcani încep și se întind pe direcția nord-sud în estul Serbiei.
Munții vechi din colțul sud-estic al țării aparțin sistemului montan Rilo-Rodopi. Altitudinea variază de la vârful Midjor al Balcanilor, de 2.169 m, cel mai înalt vârf al Serbiei, până la punctul cel mai jos de doar 17 m pe malul Dunării la Prahovo⁠(d). Cel mai mare lac este Lacul Porțile de Fier 163 kilometri pătrați, iar cel mai lung râu care trece prin Serbia este Dunărea (587,35 km de la intrarea în țară la Bački Breg până la ieșirea din țară la gura Timocului). 

### Clima

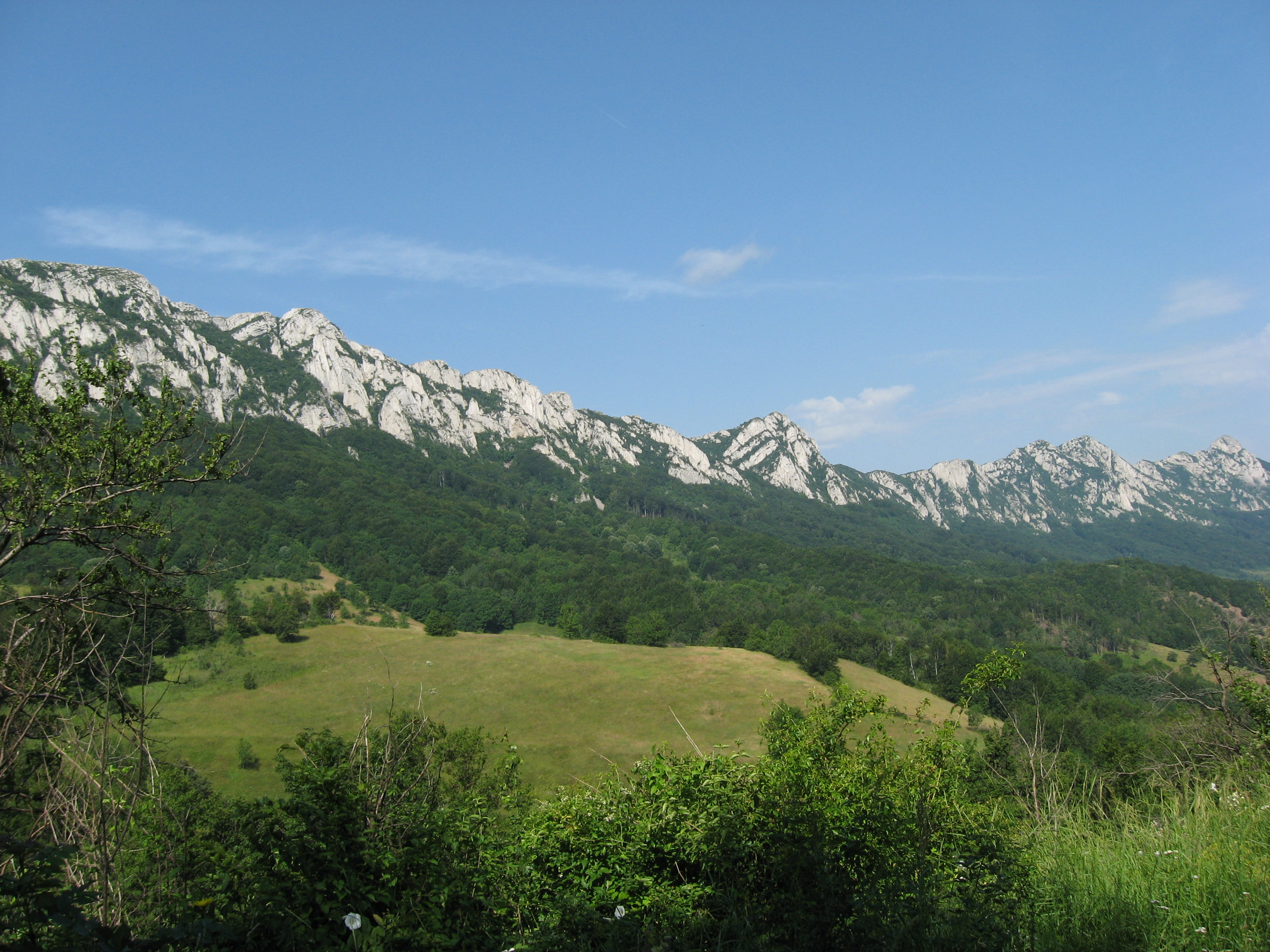
Veliki Krš, Carpații Sârbești

Clima Serbiei se află sub influența continentală a Eurasiei și cea oceanică a Atlanticului și Mării Mediterane. Cu temperaturi medii în ianuarie în jurul valorii de 0 ºC, și temperaturi medii în iulie de 22 ºC, ea poate fi clasificată drept climă continentală caldă-umedă sau climă subtropicală umedă. În nord, clima este mai continentală, cu ierni friguroase și cu veri fierbinți și umede, împreună cu distribuții uniforme de precipitații. În sud, verile și toamna sunt mai uscate, iar ierniile sunt relativ reci, cu ninsori grele în munți. 
Diferențele de altitudine, apropierea de Marea Adriatică și bazinele mari ale râurilor, precum și expunerea la vânt explică variațiile climei. Serbia de Sud este supusă influențelor mediteraneene. Alpii dinarici și alte lanțuri montane contribuie la răcirea majorității maselor de aer cald. Iernile sunt destul de grele în platoul Pešter⁠(d), datorită munților care îl înconjoară. Una dintre trăsăturile climatice ale Serbiei este Košava⁠(d), un vânt dinspre sud-est, rece și în rafale⁠(d) care își are originea în Munții Carpați și urmează Dunărea spre nord-vest prin Porțile de Fier, unde capătă efect de jet⁠(d) și continuă spre Belgrad, ajungând chiar și până la Niš.
Temperatura medie anuală a aerului pentru perioada 1961-1990 pentru zona cu o altitudine de până la 300 m este de 10,9 ºC. Zonele cu o altitudine de 300–500 m au o temperatură medie anuală de aproximativ 10 ºC, iar cele de peste 1.000 m altitudine au în jur de 6 ºC. Cea mai mică temperatură înregistrată în Serbia a fost −39,5 ºC la 13 ianuarie 1985, Karajukića Bunari⁠(d) în Peșter⁠(d), iar cea mai înaltă a fost de 44,9 ºC, la 24 iulie 2007, înregistrată în Smederevska Palanka .
Serbia este una dintre puținele țări europene cu expunere foarte mare la riscuri naturale (cutremure, furtuni, inundații, secetă). Se estimează că inundațiile potențiale, în special în zonele din Serbia centrală, amenință peste 500 de așezări mai mari și o suprafață de 16.000 kilometri pătrați. Cele mai dezastruoase au fost inundațiile din mai 2014, când au murit 57 de persoane și s-au produs pagube de peste 1,5 miliarde de euro.

### Hidrografie

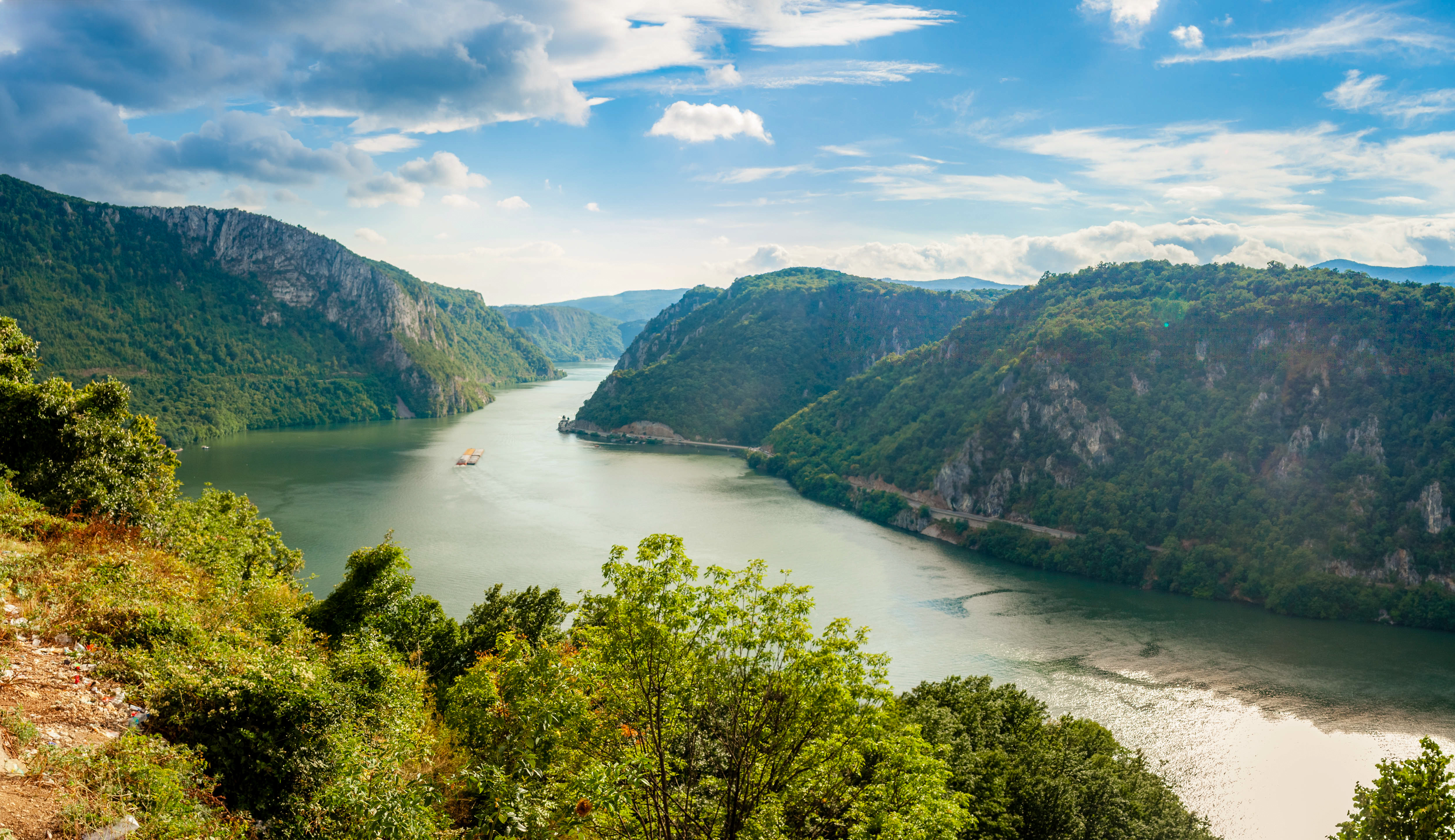
Porțile de Fier

Aproape toate râurile din Serbia se scurg în Marea Neagră prin intermediul fluviului Dunărea. Dunărea, al doilea fluviu din Europa ca lungime, trece prin Serbia cu 588 de kilometri (21% din lungimea sa globală) și reprezintă cea mai mare sursă de apă dulce. El primește în Serbia cei mai mari afluenți ai săi, Morava Mare (cel mai lung râu aflat în întregime în Serbia, cu 493 km lungime), râurile Sava și Tisa. O excepție notabilă este Pčinja care curge spre Marea Egee. Râul Drina formează granița naturală dintre Bosnia și Herțegovina și Serbia și reprezintă atracția principală pentru caiac⁠(d) și rafting în ambele țări. 
Datorită configurației terenului, lacurile naturale sunt rare și mici; cele mai multe dintre acestea sunt situate în zonele joase din Voivodina, cum ar fi lacul Palić sau numeroase brațe moarte de-a lungul râurilor (cum ar fi Zasavica⁠(d) și Carska Bara⁠(d)). Cu toate acestea, există numeroase lacuri artificiale, în mare parte realizate în urma construcției barajelor hidroelectrice, cel mai mare fiind Đerdap (Porțile de Fier) de pe Dunăre cu 163 km² pe partea sârbă (suprafața totală de 253 km² fiind împărțită cu România), tot el fiind și cel mai adânc (cu adâncimea maximă de 92 m); Perućac⁠(d) pe Drina și Vlasina. Cea mai mare cascadă, Jelovarnik⁠(d), situată în Kopaonik, are o înălțime de 71 m. Abundența apei de suprafață relativ nepoluate și numeroasele surse subterane de apă dulce și carbogazoasă cu o înaltă calitate a apei prezintă o oportunitate pentru îmbunătățirea exporturilor și a economiei; totuși, exploatarea mai extinsă și producția apei îmbuteliate sunt abia la început. 

### Mediul înconjurător
Cu 29,1% din teritoriul său acoperit de păduri, Serbia este considerată a fi o țară mediu împădurită, comparativ cu o acoperire mondială a pădurilor cu 30% și cu o medie europeană de 35%. Suprafața totală a pădurilor din Serbia este de 2.252.000 ha (1.194.000 ha sau 53% sunt deținute de stat și 1.058.387 ha sau 47% sunt proprietate privată), sau 0,3 ha/cap de locuitor. 

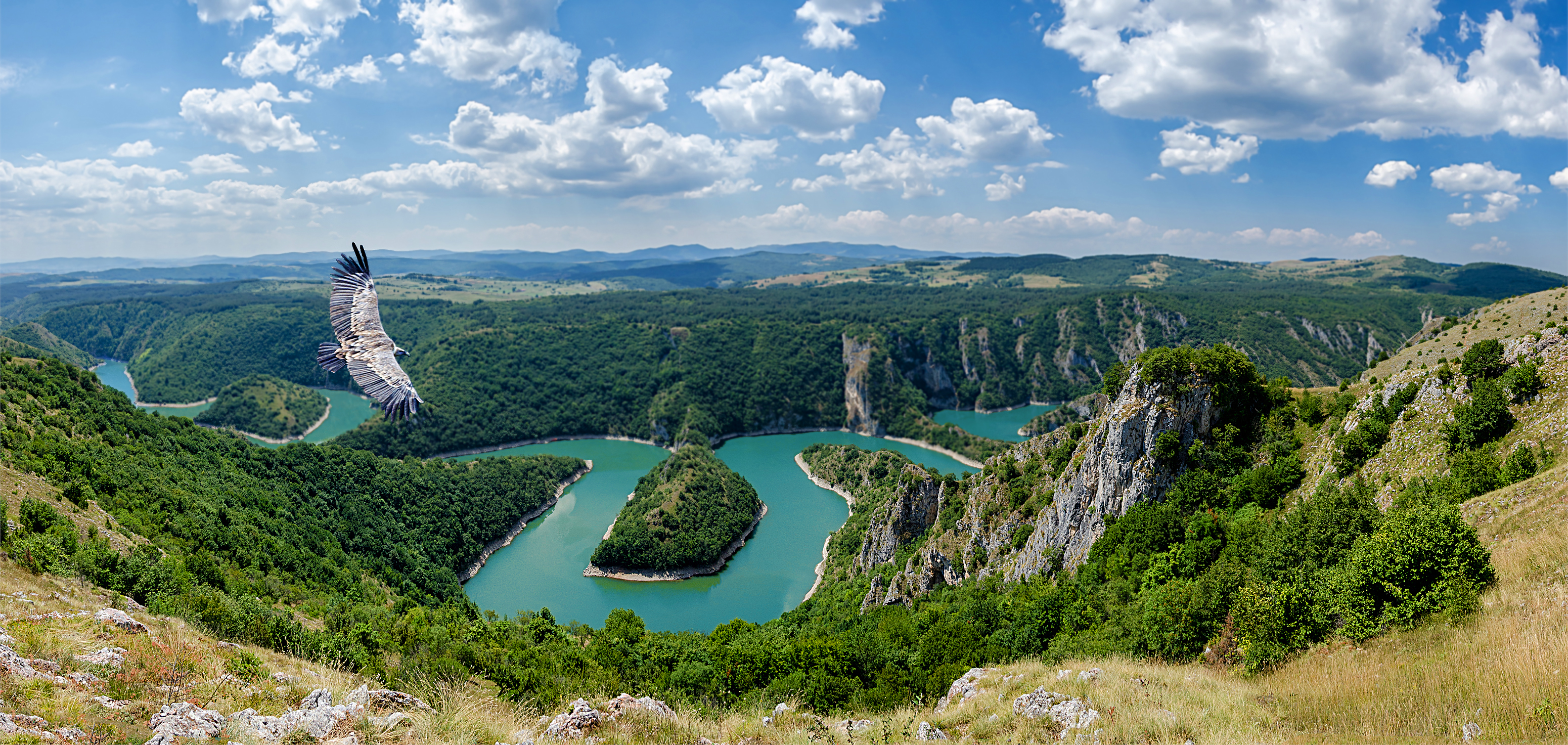
Cheile Uvac, unul dintre ultimele habitate ale vulturului sur din Europa

Copacii cei mai obișnuiți sunt stejarul, fagul, pinul și bradul. Serbia este o țară cu un bogat ecosistem și o bogată diversitate a speciilor — deși acoperă doar 1,9% din întregul teritoriu european, în Serbia trăiește 39% din flora vasculară europeană, 51% din fauna piscicolă europeană, 40% din speciile de reptile și amfibieni din Europa, 74% din speciile de păsări, 67% din cele de mamifere. Abundența munților și râurilor constituie un mediu ideal pentru o varietate de animale, dintre care multe sunt protejate, inclusiv lupii, râșii, urșii, vulpile și cerbii. Există 17 specii de șerpi care trăiesc în toată țara, dintre care 8 sunt veninoase. În Serbia trăiesc specii de bufniță foarte protejate. În partea de nord a câmpiei Voivodinei, în orașul Kikinda, se remarcă un număr de 145 de ciufi de pădure, care fac ca acest oraș să fie cea mai mare așezare din lume a acestei specii. Serbia este deosevit de bogată în specii periclitate de lilieci și fluturi.
Muntele Tara⁠(d) din vestul Serbiei este una din ultimele regiuni din Europa unde urșii mai pot trăi în libertate absolută. În țară trăiesc și aproximativ 380 de specii de păsări. În Carska Bara⁠(d), există peste 300 de specii de păsări pe câțiva kilometri pătrați. Cheile Uvac⁠(d) sunt considerate unul dintre ultimele habitate ale vulturului sur din Europa.

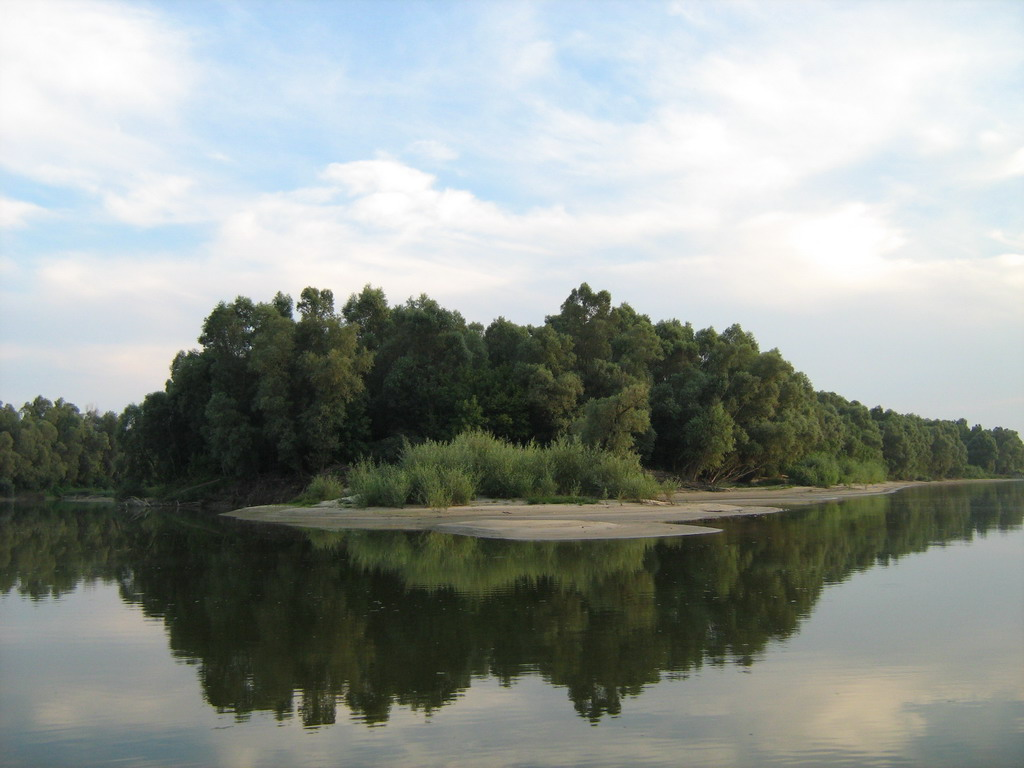
, rezervația biosferei UNESCO-

Există 377 de zone protejate în Serbia⁠(d), care cuprind 4.947 kilometri pătrați sau 6,4% din suprafața țării. „Planul Spațial al Republicii Serbia” prevede că suprafața totală protejată ar trebui să crească la 12% până în 2021. Zonele protejate includ 5 parcuri naționale (Porțile de Fier, Tara⁠(d), Kopaonik, Fruška Gora și Muntele Šar), 15 parcuri naturale, 15 „peisaje cu trăsături remarcabile”, 61 rezervații naturale și 281 de monumente ale naturii.
Poluarea aerului este o problemă semnificativă în zonele Bor, din cauza activității complexului extractiv și de prelucrare a cuprului, și Pančevo, unde se află industrie petrochimică și petrolieră. Unele orașe se confruntă cu probleme legate de aprovizionarea cu apă, din cauza gestionării incorecte și a investițiilor prea reduse din trecut, precum și a poluării apei (cum ar fi poluarea râului Ibar de la combinatul de zinc Trepča⁠(d), care afectează orașul Kraljevo, sau prezența naturală a arsenului în apele subterane din Zrenjanin). 
Gestionarea slabă a deșeurilor a fost identificată drept una dintre cele mai importante probleme de mediu din Serbia, iar reciclarea este o activitate aflată la început, doar 15% din deșeuri fiind întoarse pentru reutilizare. Bombardamentele NATO din 1999 au provocat daune grave mediului, cu câteva mii de tone de substanțe chimice toxice depozitate în fabrici și rafinării fiind eliberate în sol și în apă. 

## Politică
Serbia este o republică parlamentară, guvernarea țării fiind împărțită în ramurile legislativă, executivă și judiciară. 
Serbia a avut una dintre primele constituții moderne din Europa, cea din 1835 (cunoscută sub numele de Constituția de Sretenje⁠(d)), considerată la acea vreme printre cele mai progresiste și liberale constituții din lume. De atunci, s-au adoptat 10 constituții diferite. Constituția actuală a fost adoptată în 2006 în urma referendumului de independență a Muntenegrului⁠(d), care a dus și la reînnoirea independenței Serbiei. Curtea Constituțională⁠(d) se pronunță asupra problemelor privind Constituția. 
Președintele Republicii⁠(d) (Predsednik Republike) este șeful statului, ales prin vot popular pentru o perioadă de cinci ani și este limitat de Constituție la maximum două mandate. Pe lângă faptul că este comandantul suprem⁠(d) al forțelor armate, președintele are datoria procedurală de a numi premierul cu acordul Parlamentului și are o anumită influență asupra politicii externe. Aleksandar Vučić al Partidului Progresist Sârb este actualul președinte în urma alegerilor prezidențiale din 2017. Sediul președinției este Novi Dvor⁠(d). 

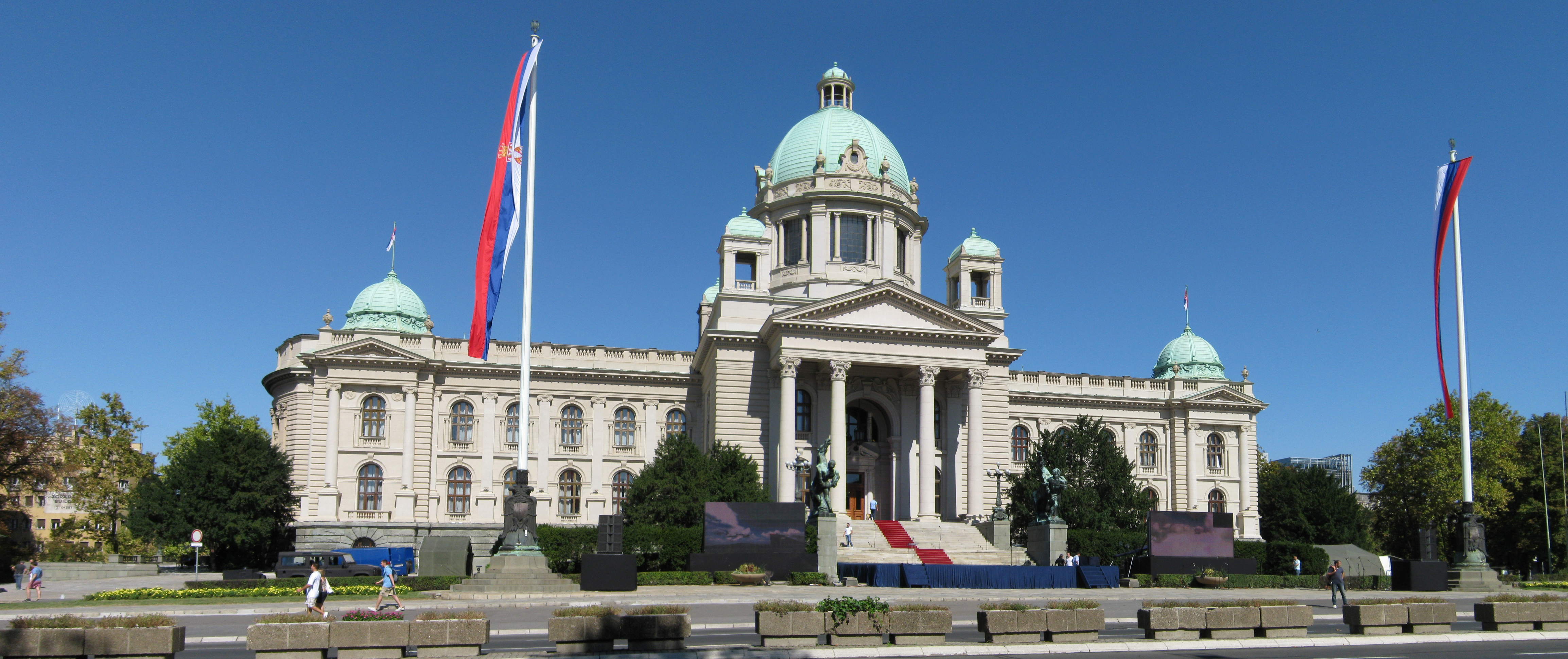

Guvernul (Vlada) este compus din premier și miniștrii cabinetului. Guvernul este responsabil pentru propunerea de legislație și buget, executarea legilor și ghidarea politicilor interne și externe. Actualul prim-ministru este Ana Brnabić de la Partidul Progresist Sârb.
Adunarea Națională (Narodna skupština) este un organism legislativ unicameral. Adunarea Națională are puterea să adopte legi, să aprobe bugetul, să programeze alegerile prezidențiale, să aleagă și să demită prim-ministrul și alți miniștri, să declare război și să ratifice tratatele și acordurile internaționale. Acesta este alcătuit din 250 de membri aleși proporțional, cu mandate de patru ani. 
Cele mai mari partide politice din Serbia sunt Partidul Progresist Sârb, centru-dreapta, Partidul Socialist al Serbiei (stânga) și Partidul Radical Sârb⁠(d) extremă dreapta.

### Dreptul și justiția penală
Serbia are un sistem judiciar pe trei niveluri, format din Curtea Supremă de Casație⁠(d) ca instanță supremă, curțile de apel ca instanță de apel și tribunalele și judecătoriile ca jurisdicții generale în primă instanță. 
Instanțele de jurisdicție specială sunt Curtea Administrativă, instanțele comerciale (inclusiv Curtea Comercială de Apel în a doua instanță) și tribunalele de delicte minore (inclusiv Înalta Curtea pentru Delicte Minore ca a doua instanță). Sistemul judiciar este supravegheat de Ministerul Justiției. Serbia are un sistem tipic de drept civil. 
Aplicarea legii este responsabilitatea Poliției Sârbe⁠(d), care este subordonata Ministerului de Interne. Poliția sârbă cuprinde 26.527 ofițeri. Securitatea națională și contrainformațiile sunt responsabilitatea Agenției de Informații și Securitate (BIA)⁠(d) . 

### Relațiile externe
Serbia a stabilit relații diplomatice cu 188 state membre ale ONU, cu Sfântul Scaun, cu Ordinul Militar Suveran de Malta și cu Uniunea Europeană. Relațiile externe se desfășoară prin intermediul Ministerului Afacerilor Externe. Serbia are o rețea de 65 de ambasade și 23 de consulate pe plan internațional. Există 65 de ambasade străine⁠(d), 5 consulate și 4 birouri de legătură în Serbia.
Politica externă a Serbiei se concentrează pe realizarea obiectivului strategic de a deveni stat membru al Uniunii Europene (UE). Serbia a început procesul de aderare la UE prin semnarea cordului de Stabilizare și Asociere⁠(d) la 29 aprilie 2008 și a depus cerere oficială pentru aderarea la Uniunea Europeană la 22 decembrie 2009. Ea a primit statut oficial de stat-candidat⁠(d) la 1 martie 2012 și a început discuțiile de aderare la 21 ianuarie 2014. Comisia Europeană consideră posibilă aderarea până în 2025.
Provincia Kosovo și-a declarat independența față de Serbia la 17 februarie 2008, ceea ce a provocat răspunsuri variate din comunitatea internațională, unele state recunoscând-o, în timp ce altele condamnau mișcarea unilaterală. În semn de protest, Serbia și-a rechemat inițial ambasadorii din țările care au recunoscut independența Kosovo. Rezoluția din 26 decembrie 2007 a Adunării Naționale declara că atât declarația de independență a Republicii Kosovo, cât și recunoașterea acesteia de către orice stat ar fi o încălcare gravă a dreptului internațional.
Serbia a început cooperarea și dialogul cu NATO în 2006, când țara s-a alăturat programului Parteneriat pentru Pace și Consiliului Parteneriatului Euro-Atlantic. Neutralitatea militară a țării a fost proclamată în mod oficial printr-o rezoluție adoptată de Parlamentul Serbiei în decembrie 2007, ceea ce face ca aderarea la orice contingent alianță militară să depindă de un referendum popular,  poziție recunoscută de NATO. Pe de altă parte, relațiile Serbiei cu Rusia sunt descrise în mod obișnuit de către mass-media ca o „alianță religioasă, etnică și politică veche de secole” și se spune că Rusia a încercat să-și solidifice relația cu Serbia⁠(d) de la impunerea de sancțiuni Rusiei în 2014.

### Armata

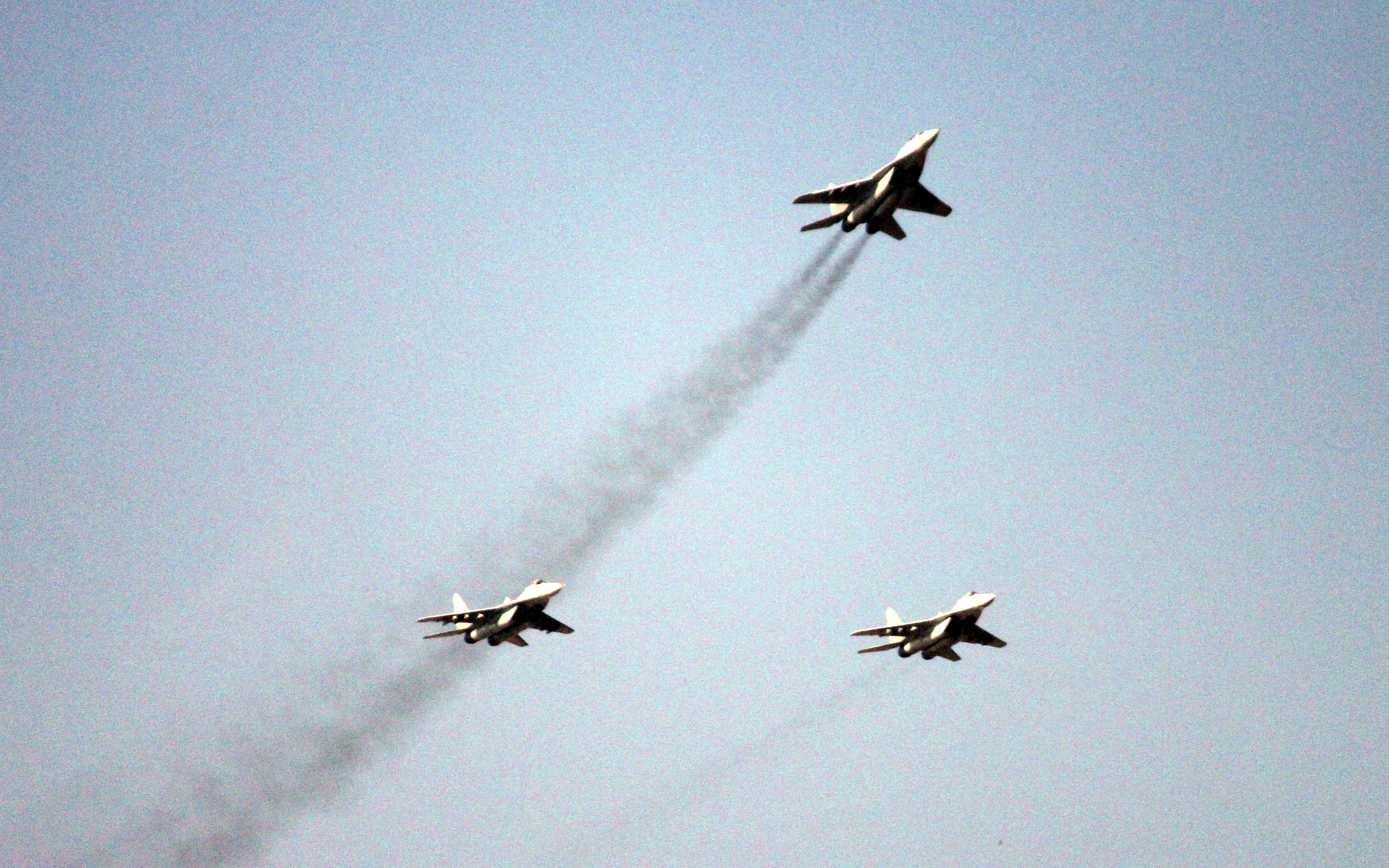
Avioane MiG-29 ale

Forțele Armate Sârbe sunt subordonate Ministerului Apărării⁠(d) și sunt compuse din Forțele Terestre și Forțele Aeriene⁠(d). Deși nu are ieșire la mare , Serbia operează o flotă fluvială⁠(d) care patrulează pe Dunăre, Sava și Tisa. Șeful Statului Major General⁠(d) al Serbiei raportează ministrului apărării. Șeful Statului Major este numit de președinte⁠(d), care este comandant-suprem⁠(d). La data de 2017, Bugetul sârb al apărării se ridica la 804 milioane de dolari.
Bazată în mod tradițional pe un număr mare de recruți, forțele armate sârbe au trecut printr-o perioadă de reducere, restructurare și profesionalizare⁠(d). Serviciul militar obligatoriu⁠(d) a fost abolit în 2011. Forțele armate sârbe dispun de 28.000 de militari activi, suplimentați cu o „rezervă activă” care numără 20.000 de membri și o „rezervă pasivă” de aproximativ 170.000.
Serbia participă la programul Plan Individual de Acțiune pentru Parteneriat al NATO  dar nu intenționează să adere la NATO, din cauza unei respingeri populare semnificative, în mare parte o moștenire a bombardamentelor NATO asupra Iugoslaviei în 1999. Este membru observator al Organizației Tratatelor privind Valorile Mobiliare (CSTO). Țara a semnat, de asemenea, Pactul de Stabilitate pentru Europa de Sud-Est. Forțele Armate Sârbe participă la câteva misiuni multinaționale de menținere a păcii, inclusiv desfășurări în Liban, Cipru, Coasta de Fildeș și Liberia.
Serbia este un important producător și exportator de echipamente militare în regiune. Exporturile de apărare au totalizat aproximativ 569 milioane de dolari în 2017. Serbia exportă în întreaga lume, în special în Orientul Mijlociu, Africa, Asia de Sud-Est și America de Nord. Industria de apărare a înregistrat o creștere semnificativă pe parcursul anilor și continuă să crească anual.

### Împărțire administrativă
Serbia este un stat unitar compus din comune și orașe, districte și o provincie autonomă. În Serbia, cu excepția provinciei Kosovo, există 145 de comune (opštine) și 29 de orașe (gradovi), care formează unitățile de bază ale autoguvernării locale. Pe lângă comune și orașe, există 24 de districte (okruzi, cele mai multe populate 10 sunt enumerate mai jos), orașul Belgrad constituind un district suplimentar. Cu excepția Belgradului, care are un guvern local ales, districtele sunt centre regionale de autoritate de stat, dar nu au competențe proprii; ele prezintă diviziuni pur administrative.
Serbia are o provincie autonomă, Voivodina, în nordul țării, în timp ce teritoriul Republicii Kosovo este considerat de guvernul sârb o altă provincie autonomă, numită Kosovo și Metohija.  Zona rămasă, „Serbia Centrală”, nu are nicio autoritate regională.

## Demografie
La recensământul din 2011, Serbia (excluzând Kosovo) avea o populație totală de 7.186.862 de locuitori, iar densitatea populației este una medie, la nivelul de 92,8 locuitori pe kilometru pătrat.  Recensământul nu a fost efectuat în Kosovo, care a avut propriul recensământ, care a numărat populația totală la 1.739.825 de locuitori, cu excepția provinciei Kosovo de Nord, locuite majoritar de sârbi, deoarece sârbii din acea zonă (aproximativ 50.000) au boicotat recensământul.
| Compoziția etnică (2011) | Compoziția etnică (2011) | Compoziția etnică (2011) | Compoziția etnică (2011) | Compoziția etnică (2011) |
| ------------------------ | ------------------------ | ------------------------ | ------------------------ | ------------------------ |
|                          |                          |                          |                          |                          |
| Sârbi                    | Sârbi                    |                          | 83.3%                    | 83.3%                    |
| Maghiari                 | Maghiari                 |                          | 3.5%                     | 3.5%                     |
| Romi                     | Romi                     |                          | 2.1%                     | 2.1%                     |
| Bosniaci                 | Bosniaci                 |                          | 2%                       | 2%                       |
| Croați                   | Croați                   |                          | 0.8%                     | 0.8%                     |
| Slovaci                  | Slovaci                  |                          | 0.7%                     | 0.7%                     |
| Alte naționalități       | Alte naționalități       |                          | 4.7%                     | 4.7%                     |
| Nespecificat/necunoscut  | Nespecificat/necunoscut  |                          | 3.3%                     | 3.3%                     |

Serbia suferă o criză demografică de la începutul anilor 1990, cu o rată a mortalității care a depășit în mod continuu rata natalității și o rată a fertilității totale⁠(d) de 1,43 copii pe mamă, una dintre cele mai scăzute din lume. 
Serbia are astfel una dintre cele mai îmbătrânite populații din lume, cu vârsta medie de 42,9 ani iar populația se micșorează cu una dintre cele mai rapide rate din lume. O cincime din toate gospodăriile sunt formate dintr-o singură persoană și doar un sfert din patru și mai multe persoane. Speranța medie de viață în Serbia la naștere este de 74,8 ani.
În anii 1990, Serbia a avut cea mai mare populație de refugiați din Europa. Refugiații și persoanele⁠(d) strămutate intern (IDP) din Serbia au format între 7 și 7,5% din populația sa la acea dată — aproximativ jumătate de milion de refugiați au căutat refugiu în țară după seria războaielor iugoslave, în principal din Croația (și într-o mai mică măsură din Bosnia și Herțegovina) și din Kosovo. 
Se estimează că 300.000 de persoane au părăsit Serbia în anii 1990, dintre care 20% aveau studii superioare.
Sârbii, în număr de 5.988.150, sunt cel mai mare grup etnic din Serbia, reprezentând 83% din totalul populației. Cu o populație de 253.899, maghiarii sunt cea mai mare minoritate etnică din Serbia, concentrată predominant în nordul Voivodinei și reprezentând 3,5% din populația țării (13% în Voivodina). Populația romilor se situează la 147.604, conform recensământului din 2011, însă estimările neoficiale plasează numărul real între 400.000 și 500.000. Bosniacii⁠(d), în număr de 145.278 sunt concentrați în Raška (Sandžak), în sud-vest. Alte grupuri minoritare sunt croații⁠(d), slovacii⁠(d), albanezii⁠(d), muntenegrenii⁠(d), vlahii/românii, macedonenii⁠(d) și bulgarii. Chinezii⁠(d), estimați la aproximativ 15.000, sunt singura minoritate imigrantă non-europeană semnificativă.  
Majoritatea populației, sau 59,4%, locuiește în zonele urbane și 16,1% în Belgrad. Belgradul este singurul oraș cu peste un milion de locuitori și există încă patru, cu peste 100.000 de locuitori.

### Religie

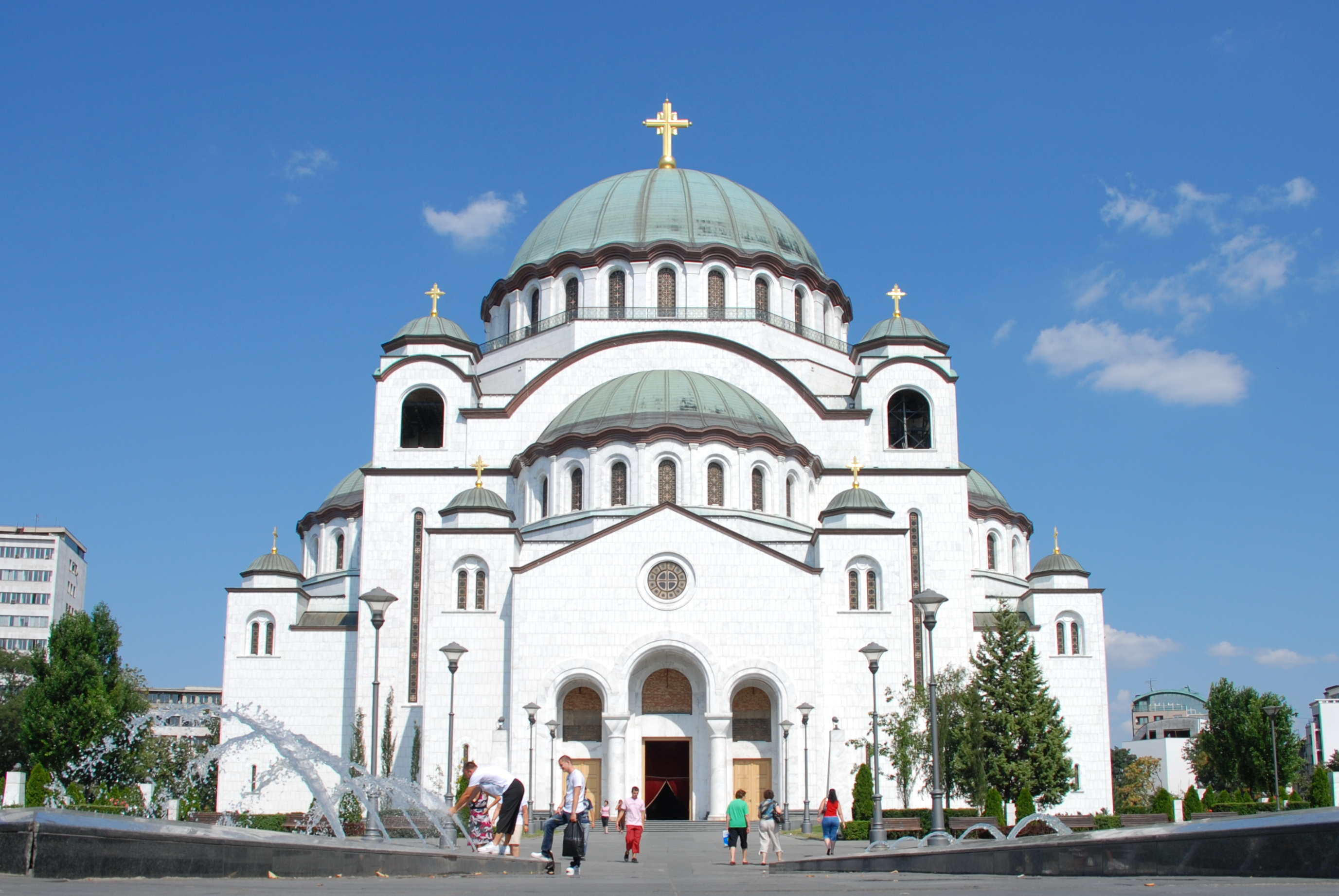
Catedrala Sfântul Sava este una dintre cele mai mari din lume

Constituția Serbiei o definește ca pe un stat secular cu libertate religioasă garantată. Creștinii ortodocși, în număr de 6.079.396, reprezintă 84,5% din populația țării. Biserica Ortodoxă Sârbă este cea mai mare și biserică a țării, adepții ei fiind în mare parte sârbi. Alte comunități creștine ortodoxe din Serbia sunt muntenegrenii, românii, vlahii, macedonenii și bulgarii. 
Romano-catolicii⁠(d) sunt în număr de 356.957 în Serbia, sau aproximativ 6% din populație, mai ales în Voivodina (în special partea de nord), unde trăiesc grupuri etnice minoritare, cum ar fi maghiarii, croații, bunjevcii, precum și unii slovaci și cehi.
Protestantismul reprezintă aproximativ 1% din populația țării, mai ales luteranismul printre slovacii din Voivodina⁠(d) , precum și calvinismul dintre maghiarii reformați. Biserica Greco-Catolică⁠(d) are circa 25.000 de aderenți (0,37% din populație), în mare parte ruteni⁠(d) din Voivodina. 
Musulmanii, în număr de 222.282, sau 3% din populație, formează al treilea grup religios ca dimensiuni. Islamul are o puternică tradiție în regiunile sudice ale Serbiei, mai ales în sudul Raškăi. Bosniacii sunt cea mai mare comunitate islamică din Serbia; estimările sunt că aproximativ o treime din populația romă a țării este musulmană. 
Există doar 578 de evrei⁠(d) în Serbia. Ateii numărau 80.053 sau 1,1% din populație, iar alți 4.070 s-au declarat agnostici.

### Limba

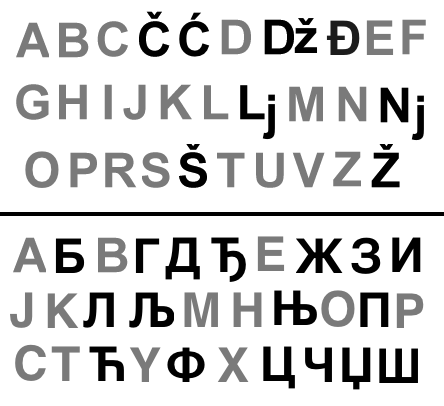
Alfabet latin sârb (sus) și alfabet chirilic sârb (jos)

Limba oficială este sârba, limbă maternă pentru 88% din populație. Limba sârbă este singura limbă europeană activ digrafă⁠(d), folosind alfabetul chirilic și cel latin⁠(d). Alfabetul chirilic sârb este desemnat în Constituție ca „scriere oficială” și a fost conceput în 1814 de filologul sârb Vuk Karadžić, care l-a fundamentat pe principii fonemice, în timp ce alfabetul latin⁠(d) are statut de „scriere în uz oficial” prin Constituție. Un sondaj din 2014 a arătat că 47% dintre sârbi preferă alfabetul latin, 36% îl preferă pe cel chirilic și 17% nu au nicio preferință. 
Limbi minoritare recunoscute sunt: maghiara, bosniaca, slovaca, croata, albaneza, româna, bulgara și ruteana. Toate aceste limbi sunt în uz oficial în comune sau orașe unde minoritatea etnică depășește 15% din totalul populației. În Voivodina, administrația provincială folosește, alături de limba sârbă, și alte cinci limbi (maghiară, slovacă, croată, română și ruteană).

## Economie

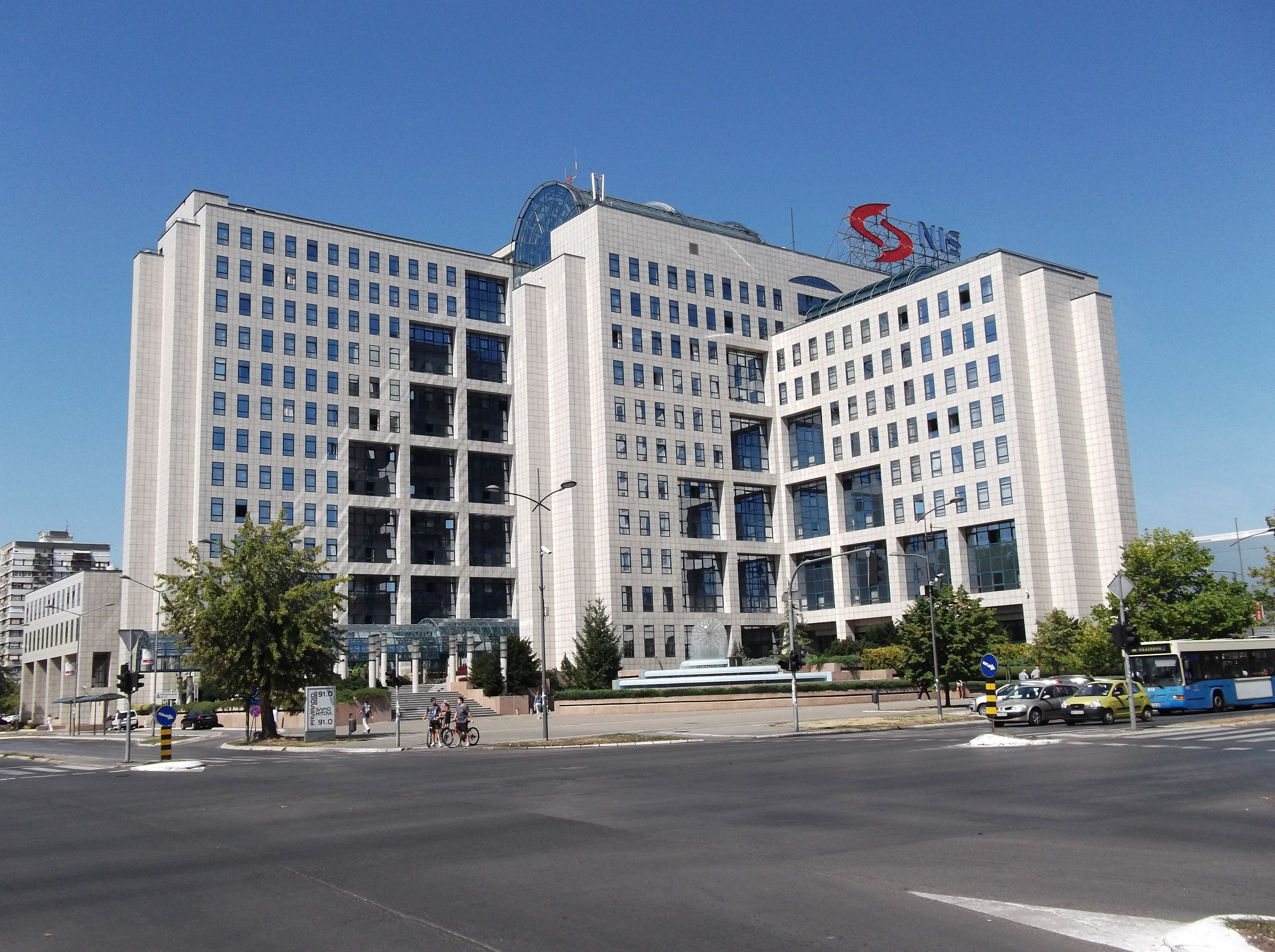
Sediul central al NIS din Novi Sad

Serbia are o economie de piață emergentă cu venituri în gama medie spre superioară. Potrivit FMI, PIB-ul nominal sârb în 2017 este oficial estimat la 39.366 miliarde dolari sau 5.599 dolari pe cap de locuitor, în timp ce PIB-ul ajustat după paritatea puterii de cumpărare a fost de 106.602 miliarde de dolari sau 15.163 dolari pe cap de locuitor. Economia este dominată de servicii care reprezintă 60,8% din PIB, urmată de industrie cu 31,3% din PIB, iar agricultura cu 7,9% din PIB. Moneda oficială a Serbiei este dinarul sârbesc (cod ISO : RSD), iar banca centrală este Banca Națională a Serbiei. Bursa de Valori din Belgrad⁠(d) este singura bursă din țară, cu o capitalizare de piață de 8,65 miliarde dolari și BELEX15⁠(d) ca indice principal reprezentând cele mai lichide 15 acțiuni. 
Economia a fost afectată de criza economică globală. După aproape un deceniu de creștere economică puternică (cu o medie de 4,45% pe an), Serbia a intrat în recesiune în 2009, cu o creștere negativă de -3%, iar din 2012 și 2014, cu -1%, respectiv -1,8%. Pe măsură ce guvernul a luptat împotriva crizei, datoria publică s-a dublat: de la nivelul de dinainte de criză, de la aproximativ 30% până la aproximativ 70% din PIB, care a scăzut recent, până la aproximativ 60%. Forța de muncă este de 3,1 milioane de persoane, dintre care 56,2% sunt angajați în sectorul serviciilor, 24,4% sunt angajați în agricultură și 19,4% sunt angajați în industrie. Salariul mediu lunar net în noiembrie 2017 a fost de 47.575 dinari sau 480 dolari. Șomajul rămâne o problemă acută, cu o rată de 13% în 2017.
Din 2000, Serbia a atras peste 25 de miliarde de dolari în investiții străine directe⁠(d) (ISD).  Coporații blue-chip care fac investiții sunt: Fiat Chrysler Automobiles, Siemens, Bosch, Philip Morris⁠(d), Michelin, Coca-Cola, Carlsberg și altele. În sectorul energetic, giganții ruși de energie, Gazprom și Lukoil au făcut mari investiții.
Serbia are o balanță comercială nefavorabilă: importurile depășesc exporturile cu 23%. Exporturile din Serbia totuși au înregistrat o creștere constantă în ultimii ani, atingând 17 miliarde USD în 2017. Țara are acorduri de liber schimb⁠(d) cu AELS și CEFTA, un regim comercial preferențial cu Uniunea Europeană, un sistem generalizat de preferințe⁠(d) cu Statele Unite și acorduri individuale de liber schimb cu Rusia, Belarus, Kazahstan și Turcia. 

### Agricultură

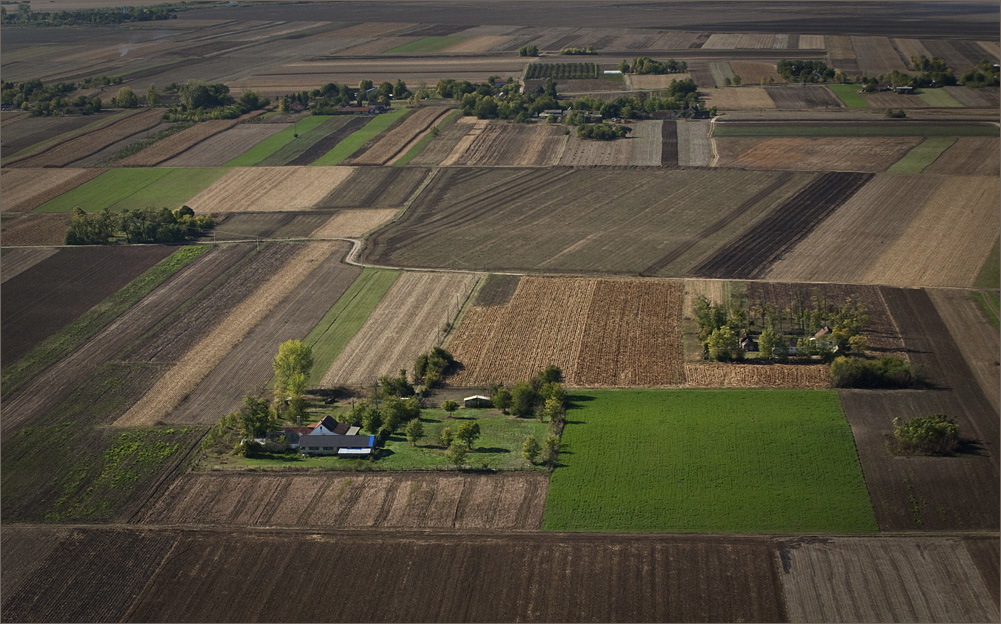
Peste 40% din Serbia este teren arabil

Serbia are condiții naturale foarte favorabile (teren și climă) pentru producția agricolă variată. Are 5.056.000 ha (0,7 ha pe cap de locuitor), din care 3.294.000 ha teren arabil (0,45 ha pe cap de locuitor). În 2016, Serbia a exportat produse agricole și alimentare în valoare de 3,2 miliarde de dolari, iar raportul export-import a fost de 178%. Exporturile agricole reprezintă mai mult de o cincime din totalul vânzărilor Serbiei pe piața mondială. Serbia este unul dintre cei mai mari furnizori de fructe congelate în UE (cel mai mare pe piața franceză și al doilea pe piața germană). 
Producția agricolă este cea mai importantă în Voivodina în fertila Câmpie Panonică. Alte regiuni agricole sunt Mačva⁠(d), Pomoravlje⁠(d), Tamnava, Rasina și Jablanica.

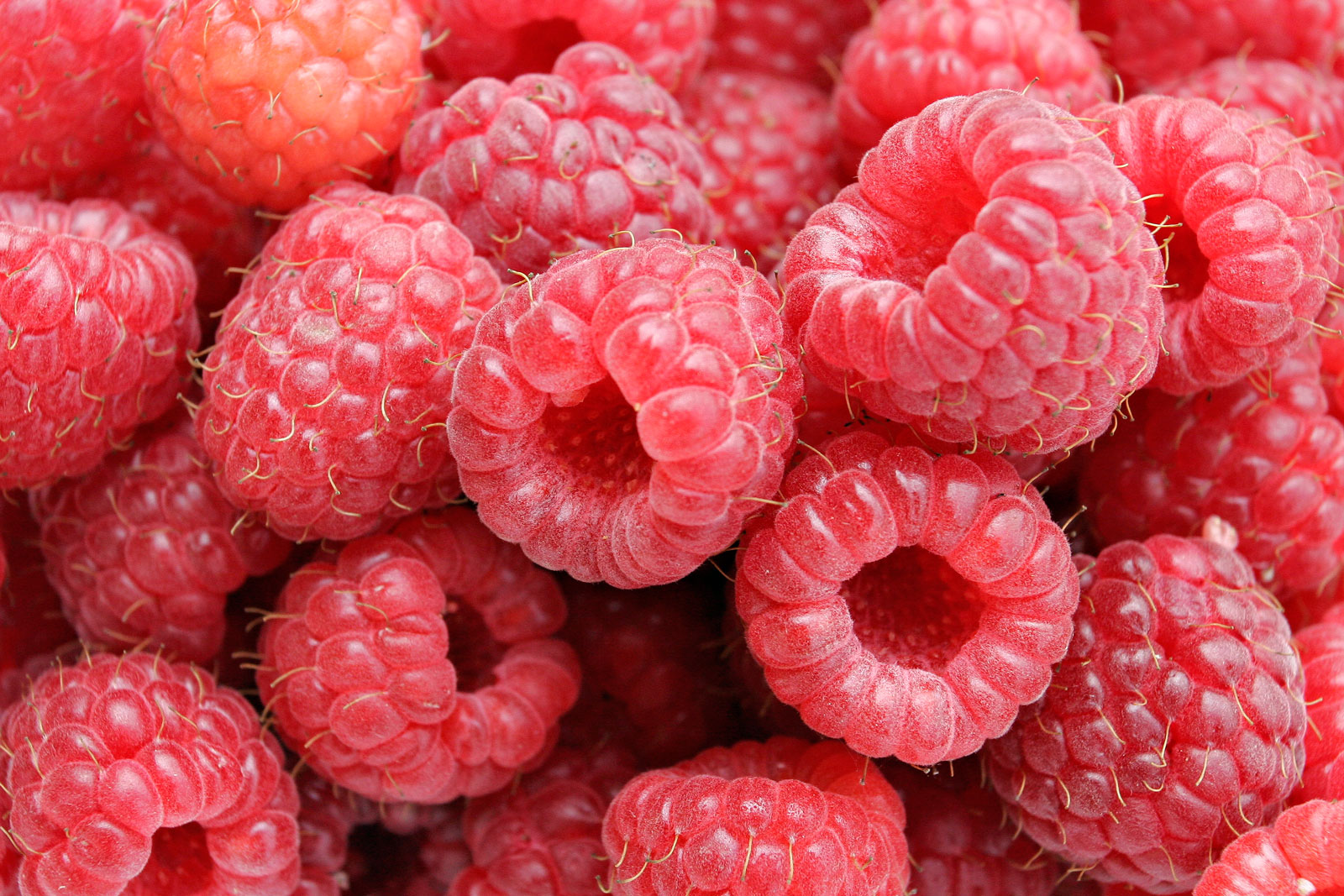
Serbia este al doilea producător mondial de zmeură.

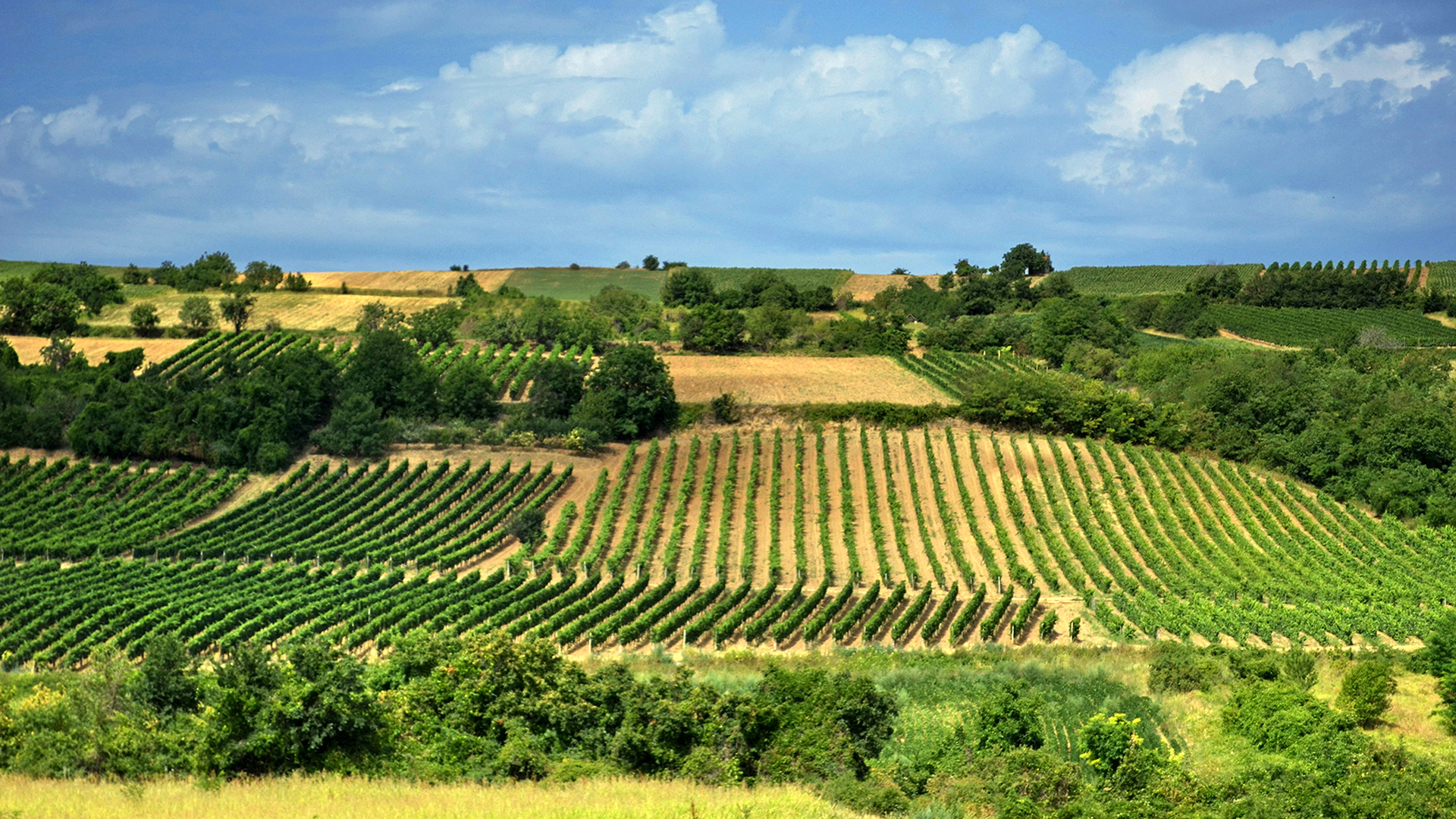
Podgoriile din Syrmia lângă Sremski Karlovci

În structura producției agricole, 70% este din producția de cultură, iar 30% este din producția animalieră. Serbia este al doilea producător mondial de prune⁠(d) (582.485 tone, al doilea după China), al doilea ca mărime de zmeură⁠(d) (89.602 tone, al doilea după Polonia), este, de asemenea, un producător important de porumb (6,48 milioane de tone, clasat pe locul 32 în lume), grâu (2,07 milioane de tone, clasat pe locul 35 în lume). Alte produse agricole importante sunt: floarea-soarelui, sfecla de zahăr, soia, cartoful, merele, carnea de porc, carnea de vită, păsările de curte și produsele lactate. 
Există 56 000 de hectare de podgorii în Serbia⁠(d), producând anual aproximativ 230 milioane de litri de vin. Cele mai renumite regiuni viticole sunt situate în Voivodina și Šumadija. 

### Industria
Industria este sectorul economic care a fost cel mai grav afectat de sancțiunile ONU și de embargoul comercial⁠(d) și de bombardamentele NATO din anii 1990 și de tranziția la economia de piață în anii 2000. Producția industrială a cunoscut o diminuare dramatică: în 2013, era de așteptat să fie doar jumătate din cea din 1989. Printre principalele sectoare industriale se numără: industria auto, mineritul, metalele neferoase, industria alimentară, electronică, produse farmaceutice, îmbrăcăminte. 

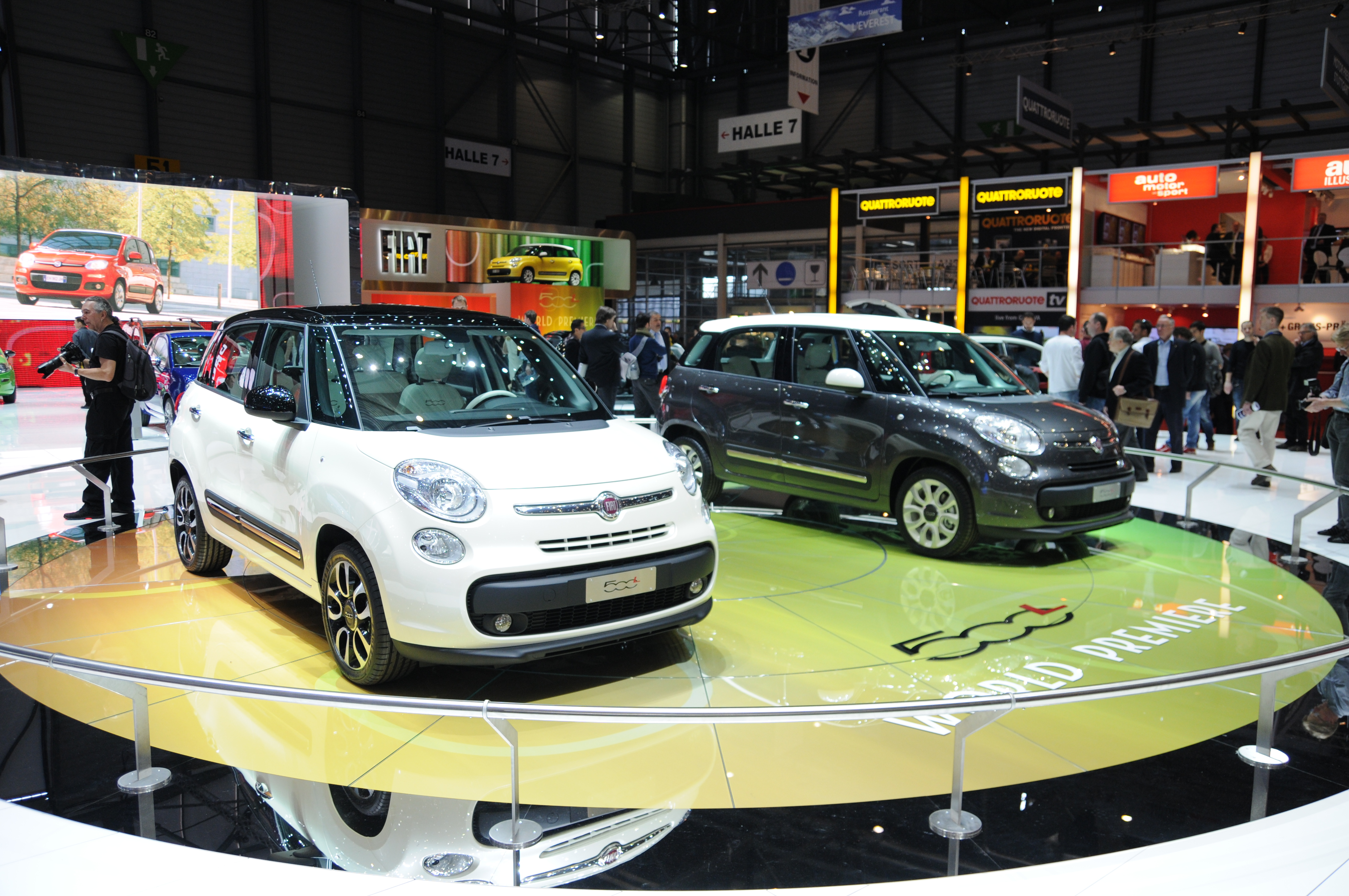
Fiat 500L, asamblat la uzina FCA din Kragujevac

Industria de automobile (în frunte cu Fiat Chrysler Automobiles) este dominată de un cluster situat în Kragujevac și în vecinătatea sa și contribuie la export cu aproximativ 2 miliarde de dolari.  Industria minieră a Serbiei este relativ puternică: Serbia este al 18-lea cel mai mare producător de cărbune (al 7-lea în Europa) extras din depozitele mari din bazinele Kolubara⁠(d) și Kostolac⁠(d); este de asemenea cel de-al 23-lea producător de cupru din lume, care este extras de RTB Bor⁠(d), o mare companie internațională de exploatare a cuprului; exploatarea semnificativă a aurului este dezvoltată în zona Majdanpek. Serbia produce și smartphone-uri Intel, sub denumirea de Tesla.
Industria alimentară este bine cunoscută atât la nivel regional, cât și la nivel internațional și este unul dintre punctele forte ale economiei.  Unele mărci internaționale au stabilit unități de producție în Serbia: PepsiCo și Nestlé în sectorul de procesare a produselor alimentare; Coca-Cola (Belgrad), Heineken (Novi Sad) și Carlsberg (Bačka Palanka) în industria băuturilor; Nordzucker în industria zahărului. Industria electronică din Serbia a avut un apogeu în anii 1980, dar nu a reușit să țină pasul cu evoluția tehnologică, și industria de astăzi reprezintă doar o treime din ceea ce era ea în acel moment. Ea a înregistrat o revigorare abia în ultimul deceniu, prin investiții ale companiilor precum Siemens (turbine eoliene) în Subotica, Panasonic dispozitive de iluminat) din Svilajnac și Gorenje (electrocasnice) în Valjevo. Industria farmaceutică din Serbia cuprinde o duzină de producători de medicamente generice, dintre care Hemofarm⁠(d) din Vršac și Galenika⁠(d) din Belgrad, reprezentând 80% din volumul producției. Producția internă satisface peste 60% din cererea locală. 

### Energie
Sectorul energetic este unul dintre cele mai mari și mai importante sectoare ale economiei țării. Serbia este un exportator net de electricitate și importator de combustibili cheie (precum petrol și gaz). 
Serbia are o abundență de cărbune și rezerve semnificative de petrol și gaze. Rezerva demonstrată de 5,5 miliarde de tone de lignit sunt a 5-a cea mai mare din lume (a doua în Europa, după Germania). Cărbunele se găsește în două depozite mari: Kolubara⁠(d) (4 miliarde de tone de rezerve) și Kostolac⁠(d) (1,5 miliarde de tone). În ciuda faptului este o țară mică la scară mondială, resursele de petrol și gaze ale Serbiei (77,4 milioane tone echivalent petrol și, respectiv, 48,1 miliarde metri cubi) au o anumită importanță regională, deoarece sunt cele mai mari din regiunea fostei Iugoslavii și Balcanilor (excluzând România). Aproape 90% din petrolul și gazele descoperite se găsesc în Banat, iar acele câmpuri de petrol și gaze sunt de dimensiuni între cele mai mari din bazinul panonic, dar medii la scară europeană. 

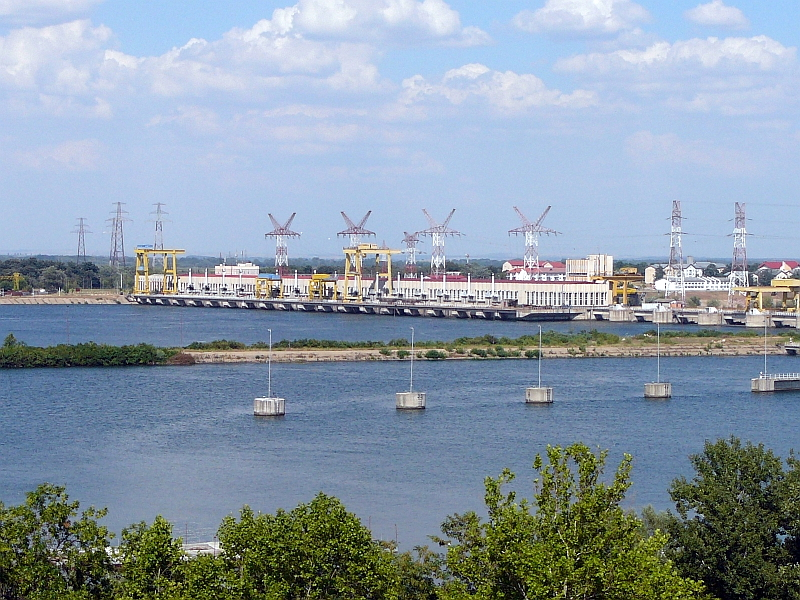
Hidrocentrala Porțile de Fier (Đerdap) 1, cel mai mare baraj de pe Dunăre și una dintre cele mai mari hidrocentrale din Europa

Producția de energie electrică în Serbia în 2015 a fost de 36,5 miliarde kilowați-oră (KWh), în timp ce consumul final de energie electrică a fost de 35,5 miliarde kilowați-oră (KWh). Cea mai mare parte a energiei electrice provine din centralele termoelectrice (72,7% din totalul energiei electrice) și într-o mai mică măsură de centralele hidroelectrice (27,3%). Există 6 termocentrale⁠(d) pe bază de lignit, cu o putere instalată de 3.936 MW; cele mai mari dintre acestea fiind Nikola Tesla 1⁠(d) de 1.502 MW și Nikola Tesla 2⁠(d) de 1.160 MW, ambele în Obrenovac. Puterea totală instalată a principalelor 9 centrale hidroelectrice este de 2.831 MW, cea mai mare dintre acestea fiind Porțile de Fier 1, cu o capacitate de 1.026 MW. În plus, există centrale termoelectrice cu gaze cu putere instalată de 353 MW. Întreaga producție de energie electrică este concentrată în cadrul societății Elektroprivreda Srbije (EPS)⁠(d), societate publică de electricitate utilitară. 
Producția curentă de petrol în Serbia se ridică la peste 1,1 milioane tone de echivalent petrol și satisface circa 43% din necesarul țării, restul fiind importat. Compania națională de petrol, Naftna Industrija Srbije (NIS), a fost achiziționată în 2008 de Gazprom Neft. Compania a efectuat lucrări de modernizare în valoare de 700 de milioane de dolari, la rafinăria de la Pančevo (capacitate de 4,8 milioane de tone) și este în curs de convertire a rafinăriei de petrol de la Novi Sad în fabrică de lubrifianți. Ea operează și o rețea de 334 de benzinării în Serbia (74% din piața internă) și alte 36 de benzinării în Bosnia și Herzegovina, 31 în Bulgaria, și 28 în Romania. Există 155 kilometri de conducte de petrol ce leagă rafinăriile Pančevo și Novi Sad de de conducta transanțională Adria⁠(d).
Serbia este dependentă în mare măsură de sursele externe de gaze naturale, numai 17% provenind din producția internă (în total, 491 milioane de metri cubi în 2012), iar restul se importă, în special din Rusia (prin conductele de gaze care tranzitează Ucraina și Ungaria). Srbijagas⁠(d), o companie publică de gaze, operează sistemul de transport al gazelor naturale care cuprinde conducte de 3.177 km de conductă principală și regională, și o unitate de stocare subterană cu o capacitate de de 450 milioane de metri cubi de gaz la Banatski Dvor.

### Transporturi
Serbia are o locație strategică pentru transport, din moment ce coloana vertebrală a țării, Valea Morava, reprezintă de departe cea mai ușoară cale de a călători pe uscat din Europa continentală în Asia Mică și în Orientul Apropiat.   
     în folosință
     în construcție
     planificat

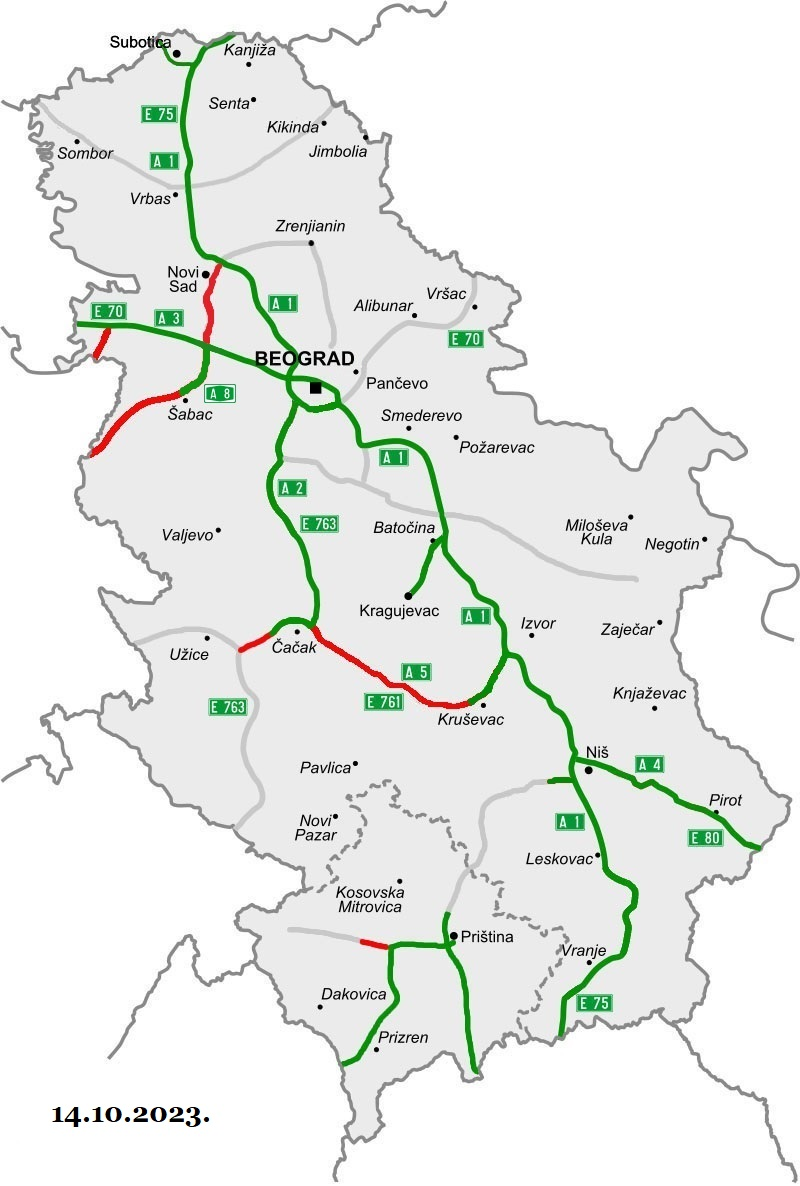
Rețeaua de autostrăzi
în folosință
în construcție
planificat

Rețeaua rutieră sârbă transportă cea mai mare parte a traficului din țară. Lungimea totală a drumurilor este de 45.419 km, din care 782 km „drumuri naționale de clasă Ia” (adică autostrăzi); 4.481 km sunt „drumurile naționale de clasa-Ib” (drumuri naționale); 10.941 km sunt „drumuri naționale de clasa a II-a” (drumuri regionale) și 23.780 km „drumuri comunale”. Rețeaua rutieră, cu excepția celor mai multe drumuri clasa Ia, are o calitate relativ scăzută față de standardele occidentale, din cauza lipsei de resurse financiare pentru întrenținerea lor în ultimii 20 de ani. 
În prezent există 124 km de autostrăzi în construcție: două secțiuni de 34 km din Autostrada A1 (de la sud de Leskovac la Bujanovac), 67 km din A2⁠(d) (între Belgrad și Ljig Municipality⁠(d)) și 23 km din A4⁠(d) (la est de Niš până la granița cu Bulgaria).  Transportul cu autocarul este foarte amplu: aproape toate așezările din țară sunt conectate cu autobuzul, de la cele mai mari orașe până la sate; în plus există rute internaționale (în special în țări din Europa de Vest cu diaspora sârbă mare). Rutele, atât cele interne, cât și internaționale, sunt deservite de mai mult de 100 de companii de autobuze, dintre care cele mai mari sunt Lasta⁠(d) și Niš-Ekspres⁠(d). La data de 2015, erau înmatriculate 1.833.215 autoturisme, sau 1 autoturism la 3,8 locuitori.

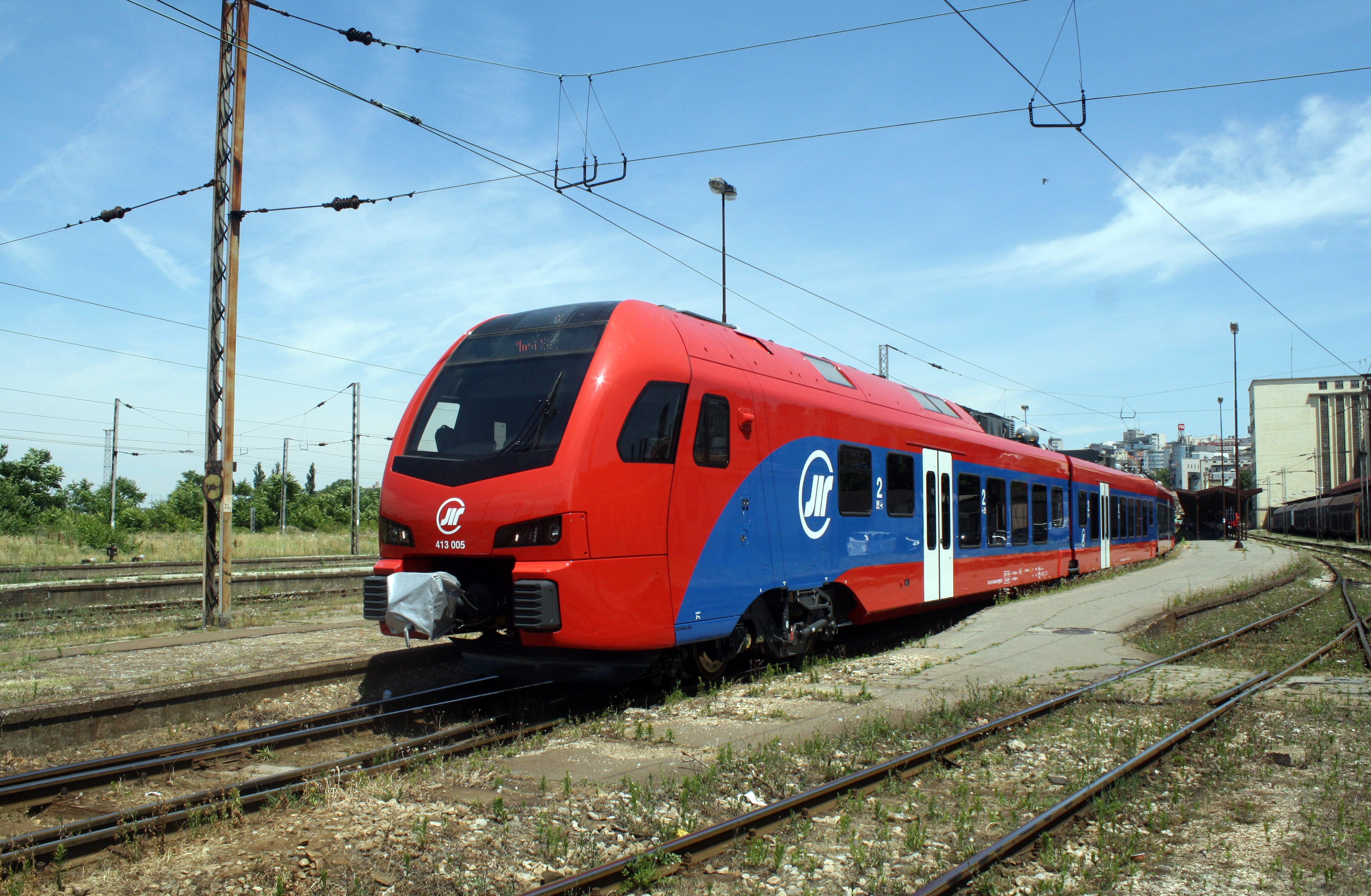
Tren Srbija Voz

Serbia are 3819 kilometri de linii de cale ferată, dintre care 1279 sunt electrificate și 283 kilometri sunt dublate. Principalul nod feroviar major este Gara Belgrad Centar (și, într-o măsură mai mică, Niš), în timp ce cele mai importante căi ferate sunt: Belgrad-Bar (Muntenegru)⁠(d), Belgrad-Šid-Zagreb (Croația) / Belgrad-Niš-Sofia (Bulgaria)⁠(d) (o parte din Coridorul pan-european X⁠(d)), Belgrad-Subotica-Budapesta (Ungaria) și Niš-Salonic (Grecia). Deși încă un mod major de transport de marfă, căile ferate se confruntă cu probleme tot mai mari cu întrenținerea infrastructurii și cu viteze reduse. Serviciile feroviare sunt operate de Srbijavoz⁠(d) (transport de pasageri) și Srbija Kargo⁠(d) (transport de marfă).

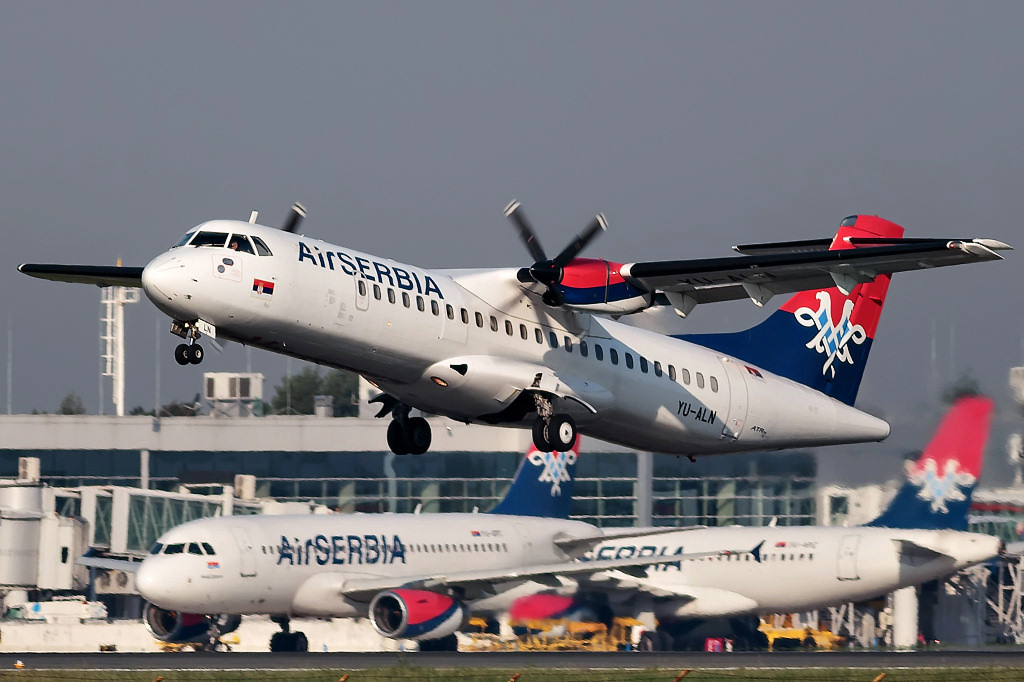
Avion decolând de la Aeroportul Nikola Tesla din Belgrad

Există doar două aeroporturi cu trafic regulat de pasageri: Aeroportul Nikola Tesla din Belgrad a deservit aproape 5 milioane de pasageri în 2016 și este hubul transport aerian al companiei naționale Air Serbia⁠(d), care a transportat aproximativ 2,6 milioane de pasageri în 2016. Aeroportul Niš Constantin cel Mare deservește în principal companii aeriene low-cost. 
Serbia are o rețea dezvoltată de transport fluvial, deoarece există 1716 kilometri de căi navigabile interioare (1.043 km de râuri navigabile și 673 km de canale navigabile), care sunt aproape toate situate în treimea nordică a țării. Cea mai importantă cale navigabilă interioară este Dunărea (parte a coridorului VII paneuropean). Alte râuri navigabile sunt Sava, Tisa, Bega și Timișul, toate care leagă Serbia cu Europa de Nord și de Vest prin Canalul Rin-Main-Dunăre și pe ruta Mării Nordului, de Europa de Est prin traseele Tisa, Bega și Dunăre ale Mării Negre, și cu sudul Europei prin râul Sava. Peste 2 milioane de tone de mărfuri au fost transportate pe râurile și canalele sârbeștri în 2016, în timp ce cele mai mari porturi fluviale sunt: Novi Sad, Belgrad, Pančevo, Smederevo, Prahovo⁠(d) și Šabac. 

### Telecomunicațiile
Liniile de telefonie fixă leagă 81% din gospodăriile din Serbia, iar cu circa 9,1 milioane de utilizatori numărul de telefoane mobile depășește cu 28% populația totală. Cel mai mare operator de telefonie mobilă este Telekom Srbija⁠(d) cu 4,2 milioane de abonați, urmat de Telenor⁠(d) cu 2,8 milioane de utilizatori și A1 Srbija⁠(d) cu aproximativ 2 milioane de utilizatori. Aproape 58% din gospodării au conexiune la internet în bandă largă pe linii fixe, în timp ce 67% beneficiază de servicii de televiziune cu plată⁠(d) (38% prin cablu TV, 17% IPTV și 10% prin satelit). Tranziția digitală a televiziunii⁠(d) a fost finalizată în 2015 cu standardul DVB-T2 pentru transmiterea semnalului. 

### Turism
Serbia nu este o destinație de turism în masă, dar are totuși o gamă variată de produse turistice.  În 2017, au fost înregistrate peste 3 milioane de turiști, dintre care circa 1,5 milioane au fost străini. Venitul din turism din străinătate a fost estimat la 1,44 miliarde de dolari.
Turismul se concentrează în principal pe munții și stațiunile balneare din țară, care sunt vizitate în cea mai mare parte de turiștii locali, precum și pe Belgrad și, într-o mai mică măsură, Novi Sad, alegeri preferate ale turiștilor străini (aproape două treimi din totalul străinilor se fac vizite în aceste două orașe). Cele mai renumite stațiuni montane sunt Kopaonik⁠(d), Stara Planina⁠(d) și Zlatibor⁠(d). Există, de asemenea, numeroase stațiuni balneare în Serbia, dintre care cele mai mari sunt Vrnjačka Banja⁠(d), Sokobanja⁠(d) și Banja Koviljača⁠(d). Turismul de city-break și de conferințe este dezvoltat în Belgrad și Novi Sad. Alte produse turistice pe care Serbia le oferă sunt situri naturale, cum ar fi Đavolja varoš⁠(d), pelerinajul creștin la numeroasele mănăstiri ortodoxe⁠(d) din țară și croazierele pe Dunăre. Există mai multe festivaluri de muzică cunoscute la nivel internațional organizate în Serbia, cum ar fi EXIT⁠(d) (cu 25-30.000 de vizitatori străini provenind din 60 de țări diferite) și festivalul de trompete Guča⁠(d). 

## Educație și știință

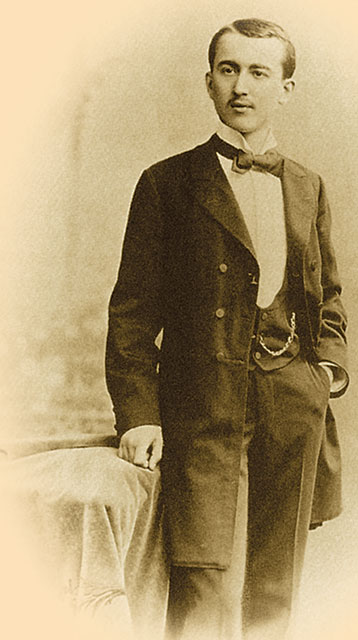
Milutin Milanković, clasat printre primele cincisprezece minți ale tuturor timpurilor din domeniul științelor pământului.

Conform recensământului din 2011, gradul de alfabetizare în Serbia se situează la 98% din populație, în timp ce alfabetizarea pe calculator este de 49% (gradul alfabetizării complete pe calculator este de 34,2%). Același recensământ a arătat urmatoarele niveluri de educație: 16,2% dintre locuitori au studii superioare (10,6% au studii de licență sau masterat, 5,6% au un grad asociat), 49% au studii medii, 20,7% au o educație elementară și 13,7% nu au absolvit învățământul elementar. 
Educația în Serbia este reglementată de Ministerul Educației și Științei. Învățământul începe fie la grădinițe, fie în școli elementare. Copiii se înscriu în școlile elementare la vârsta de șapte ani. Educația obligatorie este formată din opt clase de școală primară. Elevii au posibilitatea să participe la gimnazii și școli profesionale timp de încă patru ani sau să se înscrie la școli profesionale timp de 2 până la 3 ani. În urma finalizării gimnaziilor sau a școlilor profesionale, elevii au posibilitatea să meargă la universitate. Învățământul elementar și secundar este disponibil și în limbile minorităților recunoscute din Serbia, unde cursurile sunt organizate în limbile maghiară, slovacă, albaneză, română, rusă, bulgară, bosniacă și croată. 
În Serbia există 17 universități (opt universități publice cu un număr total de 85 de facultăți și nouă universități private cu 51 de facultăți). În anul universitar 2010/2011, 181.362 de studenți au participat la cursurile a 17 universități (148.248 la universități publice și 33.114 la universități private), iar 47.169 au frecventat 81 de „școli superioare”. Universitățile publice din Serbia sunt: Universitatea din Belgrad (cea mai veche, fondată în 1808, și cea mai mare universitate, cu 89.827 studenți la ciclul de licență și cele postuniversitare), Universitatea din Novi Sad⁠(d) (fondată în 1960 și cu un număr de 47.826 studenți), Universitatea din Niš⁠(d) (fondată în 1965, 27.000 de studenți), Universitatea din Kragujevac⁠(d) (înființată în 1976, 14.000 de studenți), Universitatea de Stat din Novi Pazar⁠(d), precum și două universități de specialitate — Universitatea de Arte⁠(d) și Universitatea de Apărare⁠(d). Cele mai mari universități private sunt Universitatea John Naisbitt⁠(d) și Universitatea Sngidunum⁠(d), ambele din Belgrad, ca și Universitatea Educons din Novi Sad. Universitățile publice tind să fie de o calitate mai bună și, prin urmare, mai renumite decât cele private. Universitatea din Belgrad (plasată în grupa locurilor 301-400 în clasamentul Shanghai al universităților mondiale pe 2013 , fiind cea mai bună universitate din Europa de Sud-Est după cele din Atena și Salonic) și Universitatea din Novi Sad⁠(d) sunt în general considerate cele mai bune instituții de învățământ superior din țară.

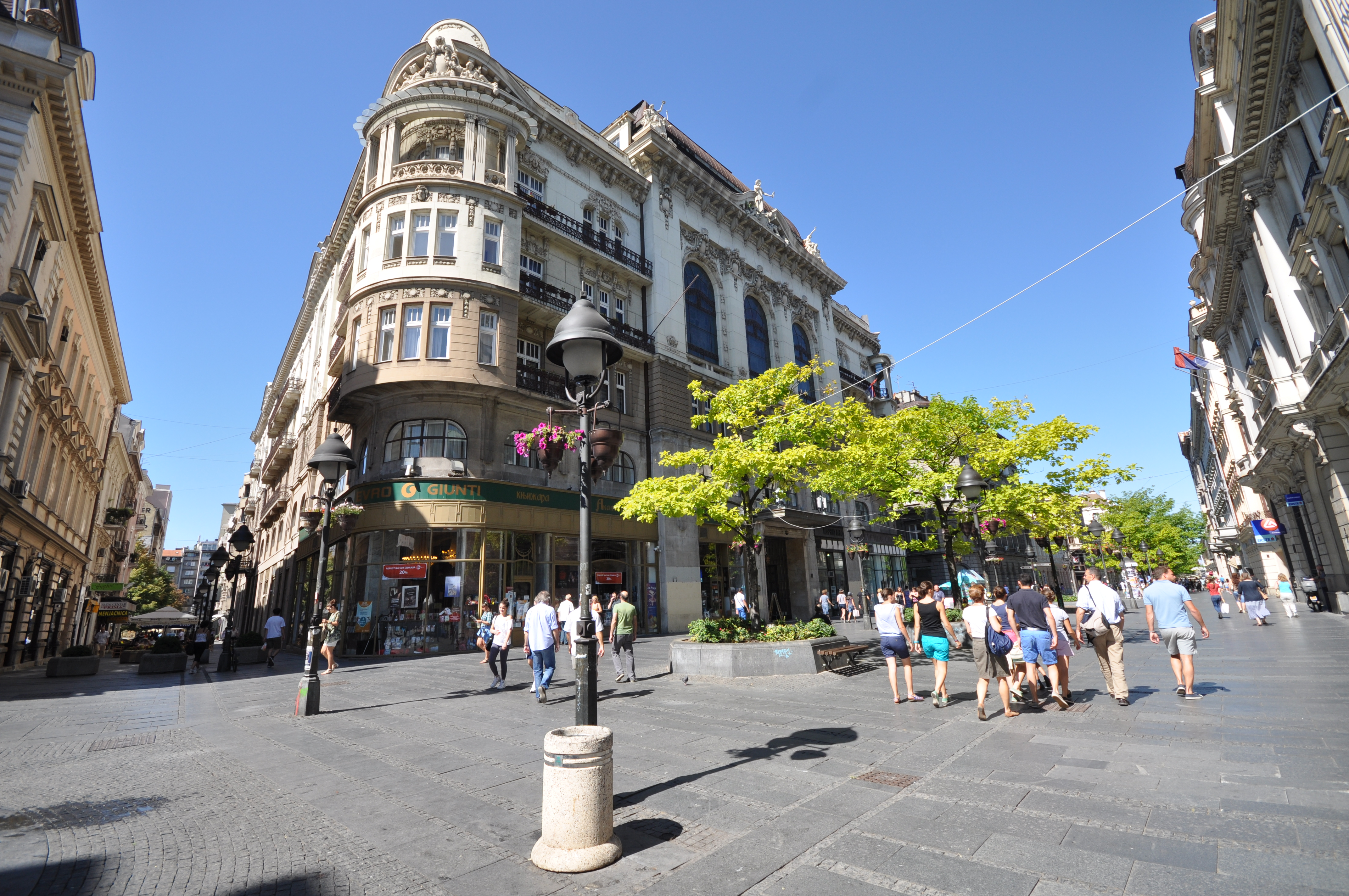
Academia de Științe și Arte din Serbia, societatea academică națională

În 2012, Serbia a cheltuit 0,4% din PIB pentru cercetarea științifică, unul dintre cele mai scăzute bugete pentru cercetare și dezvoltare din Europa. Începând cu anul 2018, Serbia a devenit membru cu drepturi depline al CERN. Serbia are o lungă istorie de excelență în domeniul matematicii și științelor informatice, care a creat o masă critică de talent tehnic, deși sancțiunile economice din anii 1990 și subinvestițiile cronice în cercetare au forțat pe mulți profesioniști științifici să părăsească țara. Cu toate acestea, există mai multe domenii în care Serbia încă mai excelează, cum ar fi sectorul în creștere al tehnologiei informației, care include dezvoltarea de software și outsourcingul. Aceasta a generat exporturi în valoare de 200 milioane de dolari în 2011, atât de la investitori internaționali, cât și de la un număr semnificativ de întreprinderi dinamice din țară. În 2005, gigantul global de tehnologie, Microsoft , a înființat Microsoft Development Center, doar al patrulea astfel de centru din lume. Printre institutele științifice care operează în Serbia, cele mai mari sunt Institutul Mihajlo Pupin⁠(d) și Institutul Nuclear Vinča, ambele la Belgrad. Academia Sârbă de Științe și Arte este o societate academică⁠(d) ce promovează știința și artele de la înființarea sa în 1841. Cu un ecosistem științific și tehnologic puternic, Serbia a produs mai mulți oameni de știință renumiți care au contribuit în mare măsură la domeniul științei și tehnologiei.

## Cultură
Aflată de secole la limita între Orient și Occident, teritoriul Serbiei fusese împărțit între jumătatea estică și cea vestică ale Imperiului Roman; apoi între Bizanț și Regatul Ungariei; și în perioada modernă timpurie între Imperiul Otoman și Imperiul Habsburgic. Aceste influențe suprapuse au avut ca rezultat diverse varietăți culturale pe întreg teritoriul Serbiei; nordul înclină spre profilul Europei Centrale, în timp ce sudul este caracteristic Balcanilor și chiar zonei Mediterane. Influența bizantină asupra Serbiei a fost profundă, în primul rând prin introducerea creștinismului oriental (ortodoxia) în Evul Mediu timpuriu. Biserica Ortodoxă Sârbă a rezistat în Serbia, numeroasele mănăstiri sârbe⁠(d) constituind cele mai valoroase monumente culturale rămase din Serbia Evului Mediu. În Serbia s-au exercitat influențe și din partea Republicii Veneția, în special prin comerț, literatură și arhitectura romanescă. 

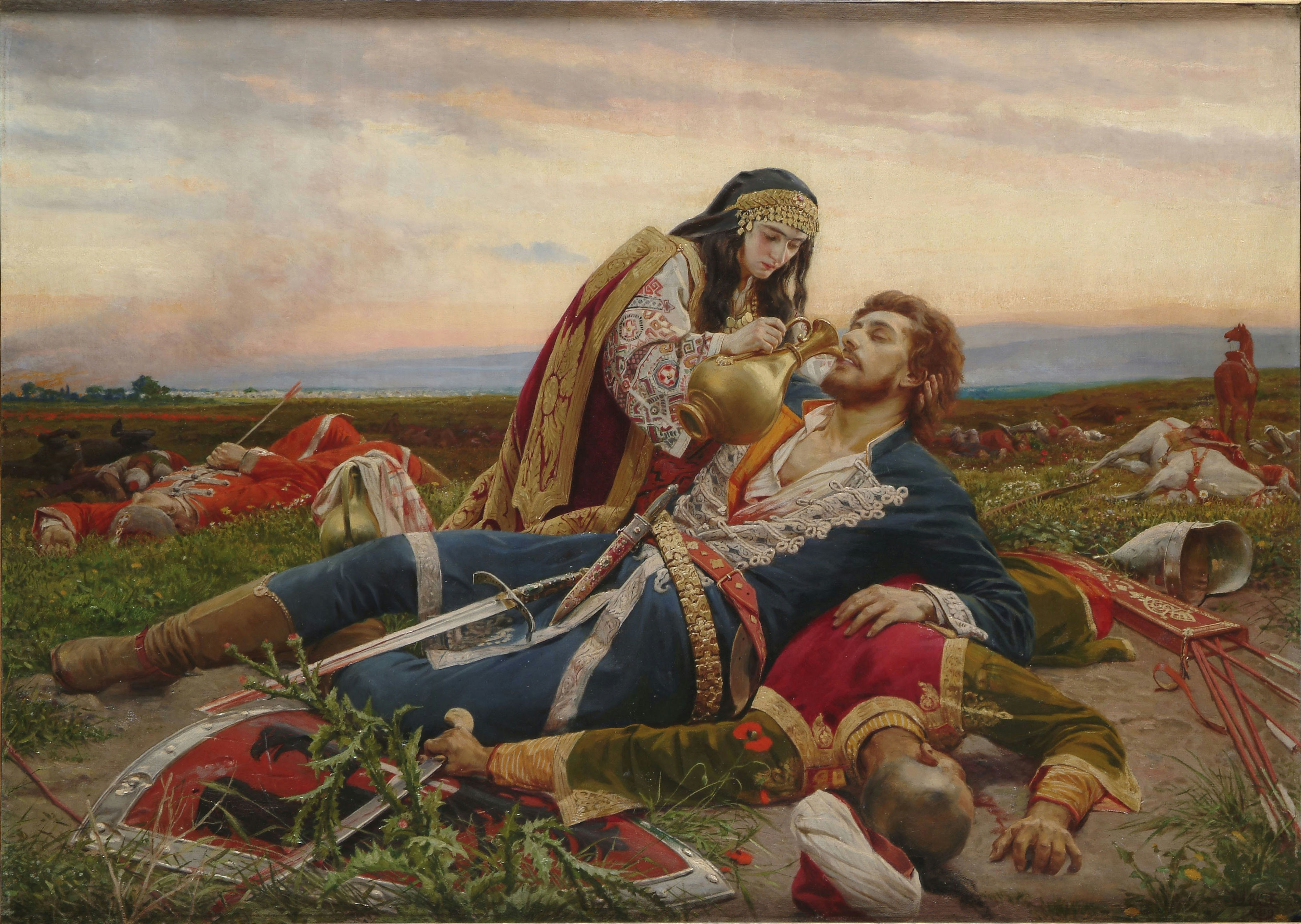
' de, probabil una dintre cele mai faimoase picturi sârbești, descrie o fată care îi ajuta pe războinicii răniți după bătălia de la Kosovo Polje din 1389

Serbia are cinci monumente culturale înscrise pe lista patrimoniului mondial UNESCO: capitala medievală timpurie Stari Ras și mănăstirea Mănăstirea Sopoćani din secolul al XIII-lea; mănăstirea Studenica⁠(d) din secolul al XII-lea; complexul roman din Gamzigrad-Felix Romuliana; pietrele funerare medievale Stećci; și, în final, în Kosovo exista monumente medievale⁠(d) pe cale de dispariție (mănăstirile Visoki Dečani, Fecioara de la Ljeviš⁠(d), Gračanica⁠(d) și mănăstirea Patriarhală din Peć⁠(d)). 
Există două monumente literare în Programul Memoria Lumii desfășurat de UNESCO: Evanghelia Miroslav⁠(d) din secolul al XII-lea și valoroasa arhivă a savantului Nikola Tesla. Slava (venerarea sfântului protector), kolo (dansul popular tradițional) și cântarea cu acompaniament de guzlă⁠(d) sunt înscrise în lista patrimoniului cultural imaterial UNESCO. Ministerul Culturii și Informației⁠(d) are sarcina de a păstra patrimoniul cultural⁠(d) al națiunii și de a supraveghea dezvoltarea acestuia. Alte activități care sprijină dezvoltarea culturii se desfășoară la nivelul administrației locale. 

### Artă și arhitectură

Fresca îngerului alb (1235) din mănăstirea Mileševa; trimisă ca mesaj în primul semnal de emisie prin satelit din Europa în America, drept simbol al păcii și civilizației

Urme ale moștenirii arhitecturale a Imperiului Roman și a Imperiului Bizantin sunt găsite în multe orașe regale și palate din Serbia, precum Sirmium, Felix Romuliana și Justiniana Prima. 
Mănăstirile sârbești reprezintă punctul culminant al artei medievale sârbe. La început erau sub influența artei bizantine, care a fost resimțită în mod deosebit după căderea Constantinopolului în 1204, când mulți artiști bizantini au fugit în Serbia. Cea mai remarcată dintre aceste mănăstiri este Studenica⁠(d) (construită în jurul anului 1190). Ea a fost un model pentru mănăstirile de mai târziu, cum ar fi mănăstirea Mileševa⁠(d), Mănăstirea Sopoćani, Mănăstirea Žiča, Gračanica⁠(d) și Visoki Dečani. La sfârșitul secolului al XIV-lea și în secolul al XV-lea, stilul arhitectural autohton cunoscut drept stilul Morava⁠(d) a evoluat în zona din jurul Văii Morava. O caracteristică a acestui stil era decorarea bogată a pereților frontali ai bisericilor. Printre exemple se numără mănăstirile Manasija⁠(d), Mănăstirea Ravanica și Kalenić⁠(d) mănăstiri. 
Icoanele și frescele sunt adesea considerate apogeul artei sârbești. Cele mai faimoase fresce sunt Îngerul Alb (mănăstirea Mileševa), Răstignirea (mănăstirea Studenica) și Adormirea Maicii Domnului (Sopoćani). 
Țara este dotată cu multe fortificații medievale bine conservate și castele precum Cetatea Smederevo (cea mai mare cetate de câmpie din Europa), Golubac, Maglič⁠(d), Soko grad⁠(d), Ostrvica⁠(d) și Ram. 
În timpul ocupației otomane, arta sârbă era practic inexistentă, cu excepția câtorva artiști sârbi care trăiau în teritoriile stăpânite de Monarhia Habsburgică. Arta tradițională sârbă a fost influențată de baroc la sfârșitul secolului al XVIII-lea, așa cum arată lucrările lui Nikola Nešković⁠(d), Teodor Kračun⁠(d), Zaharije Orfelin⁠(d) și Jakov Orfelin.
Pictura sârbă a fost influențată de Biedermeier, neoclasicism și romantism în secolul al XIX-lea. Cei mai importanți pictori sârbi din prima jumătate a secolului al XX-lea au fost Paja Jovanović și Uroš Predić⁠(d) din curentul realist, cubistul Sava Šumanović, Milena Pavlović-Barili și Nadežda Petrović care au reprezentat impresionismul, expresionistul Milan Konjović⁠(d). Printre pictorii cunoscuți din a doua jumătate a secolului al XX-lea se numără Marko Čelebonović⁠(d), Petar Lubarda⁠(d), Milo Milunović⁠(d) și Vladimir Veličković⁠(d). 
Anastas Jovanović⁠(d) a fost unul dintre primii fotografi din lume, în timp ce Marina Abramović este unul dintre cei mai importanți artiști interpretativi. Covorul Pirot⁠(d) este cunoscut ca una dintre cele mai importante artizanate tradiționale din Serbia. 
În Serbia există aproximativ 100 de muzee de artă, dintre care cel mai proeminent este Muzeul Național al Serbiei, fondat în 1844; el găzduiește una dintre cele mai mari colecții de artă din Balcani, cu peste 400.000 de exponate, peste 5.600 de picturi și 8.400 de desene și amprente, inclusiv multe colecții de capodopere străine. Alte muzee de artă sunt Muzeul de Artă Contemporană⁠(d) din Belgrad și Muzeul Voivodinei⁠(d) din Novi Sad.

### Literatură

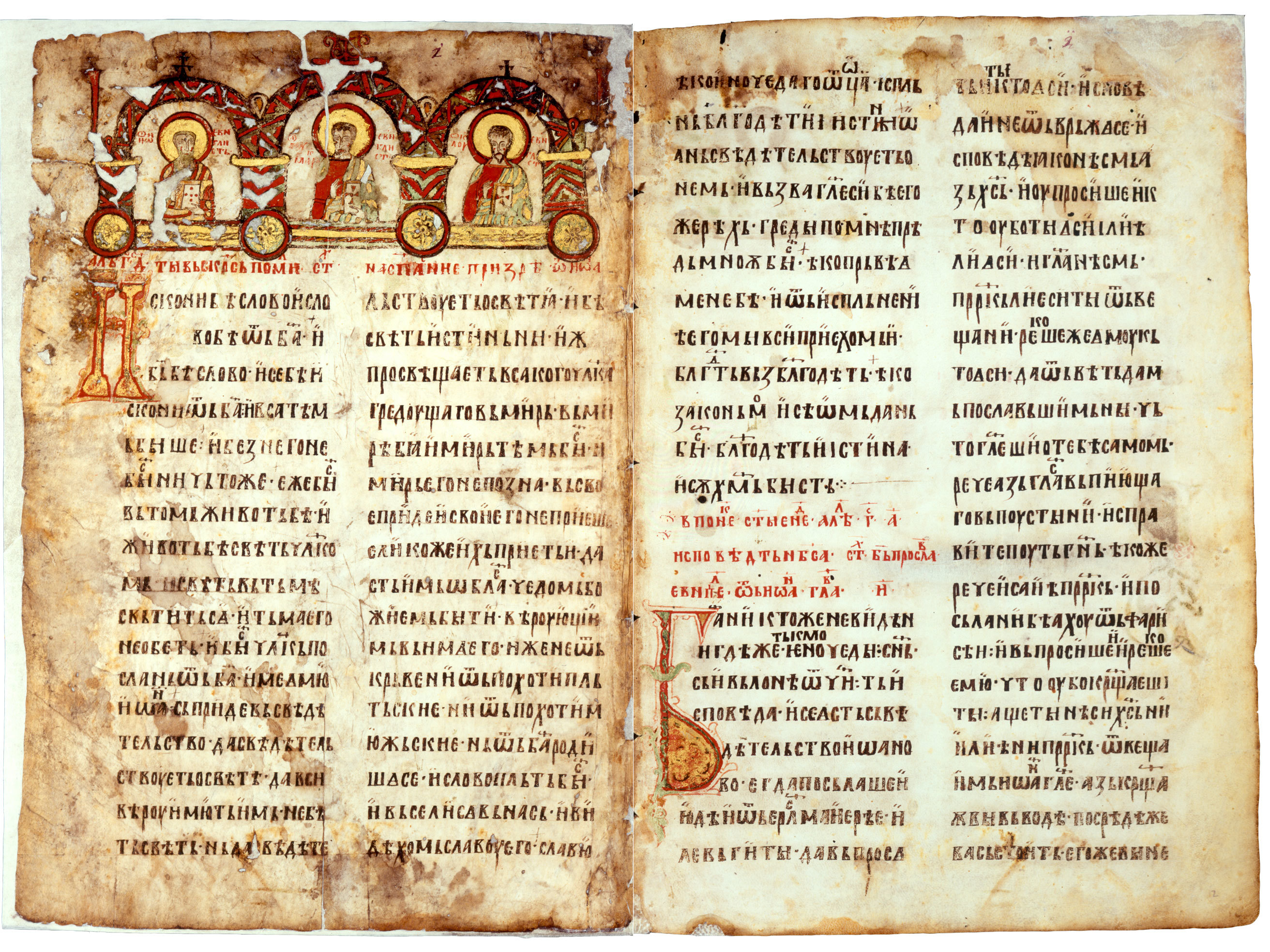
(1186)

Începutul alfabetizării Serbiei datează de la activitatea fraților Chiril și Metodiu în Balcani. Monumente ale alfabetizării Serbiei de la începutul secolului al XI-lea pot fi găsite în scrierea glagolitică. Începând cu secolul al XII-lea, cărțile au fost scrise în alfabet chirilic. Din această epocă, cea mai veche ediție a cărții chirilice sârbești este Evanghelia lui Miroslav⁠(d) din 1186. Evanghelia lui Miroslav este considerată cea mai veche carte a istoriei medievale sârbe și, ca atare, a intrat în Registrul UNESCO Memoria Lumii.
Printre autorii medievali notabili se numără Sfântul Sava, Jefimija, Stefan Lazarević, Constantin de Kostenets și alții. Din cauza ocupației otomane, care a pus capăt tuturor aspectelor legate de alfabetizarea formală, Serbia a rămas exclusă din întregul flux al Renașterii în cultura occidentală. Cu toate acestea, tradiția povestirii orale a înflorit, și s-a conturat prin poezia epică, inspirată de încă recenta bătălie de la Kosovo Polje și de povestile folclorice adânc înrădăcinate în mitologia slavă⁠(d). Poezia epică sârbă⁠(d) din acele vremuri era considerată cea mai eficientă modalitate de păstrare a identității naționale. Cele mai vechi poeme cunoscute, în întregime fictive, alcătuiesc ciclul non-istoric; acesta este urmat de poezii inspirate de evenimentele petrecute înainte, în timpul și după bătălia de la Kosovo Polje. Ciclurile speciale sunt dedicate legendarului erou sârb, Marko Kraljević, apoi despre haiduci și uskoci⁠(d), iar ultimul este dedicat eliberării Serbiei în secolul al XIX-lea. Unele dintre cele mai cunoscute balade populare sunt „Moartea mamei familiei Jugović” și „Cântarea de doliu a nobilei soții” a lui Asan Aga⁠(d) (1646), traduse în limbile europene de Goethe, Walter Scott, Pușkin și Mérimée. Cea mai notabilă poveste din folclorul sârbesc este Cele nouă păunițe și merele de aur⁠(d). 
Tendințele baroce din literatura sârbă au apărut la sfârșitul secolului al XVII-lea. Autori notabili influențați de stilul baroc au fost Gavril Stefanović Venclović⁠(d), Jovan Rajić⁠(d), Zaharije Orfelin⁠(d), Andrija Zmajević și alții. Dositej Obradović a fost cea mai proeminentă figură a epocii iluministe, în timp ce cel mai notabil scriitor clasicist a fost Jovan Sterija Popović, deși lucrările sale conțineau și elemente de romantism. În epoca renașterii naționale, în prima jumătate a secolului al XIX-lea, Vuk Stefanović Karadžić a cules literatură populară⁠(d) sârbească și a reformat limba și ortografia sârbă, deschizând calea romantismului sârbesc. Prima jumătate a secolului al XIX-lea a fost dominată de romantism, cu Branko Radičević, Đura Jakšić , Jovan Jovanović Zmaj și Laza Kostić ca reprezentanții cei mai notabili, în timp ce a doua jumătate a secolului a fost marcată de scriitorii realiști, cum ar fi Milovan Glišić, Laza Lazarević, Simo Matavulj, Stevan Sremac, Vojislav Ilić, Branislav Nušić, Radoje Domanović și Borisav Stanković. 

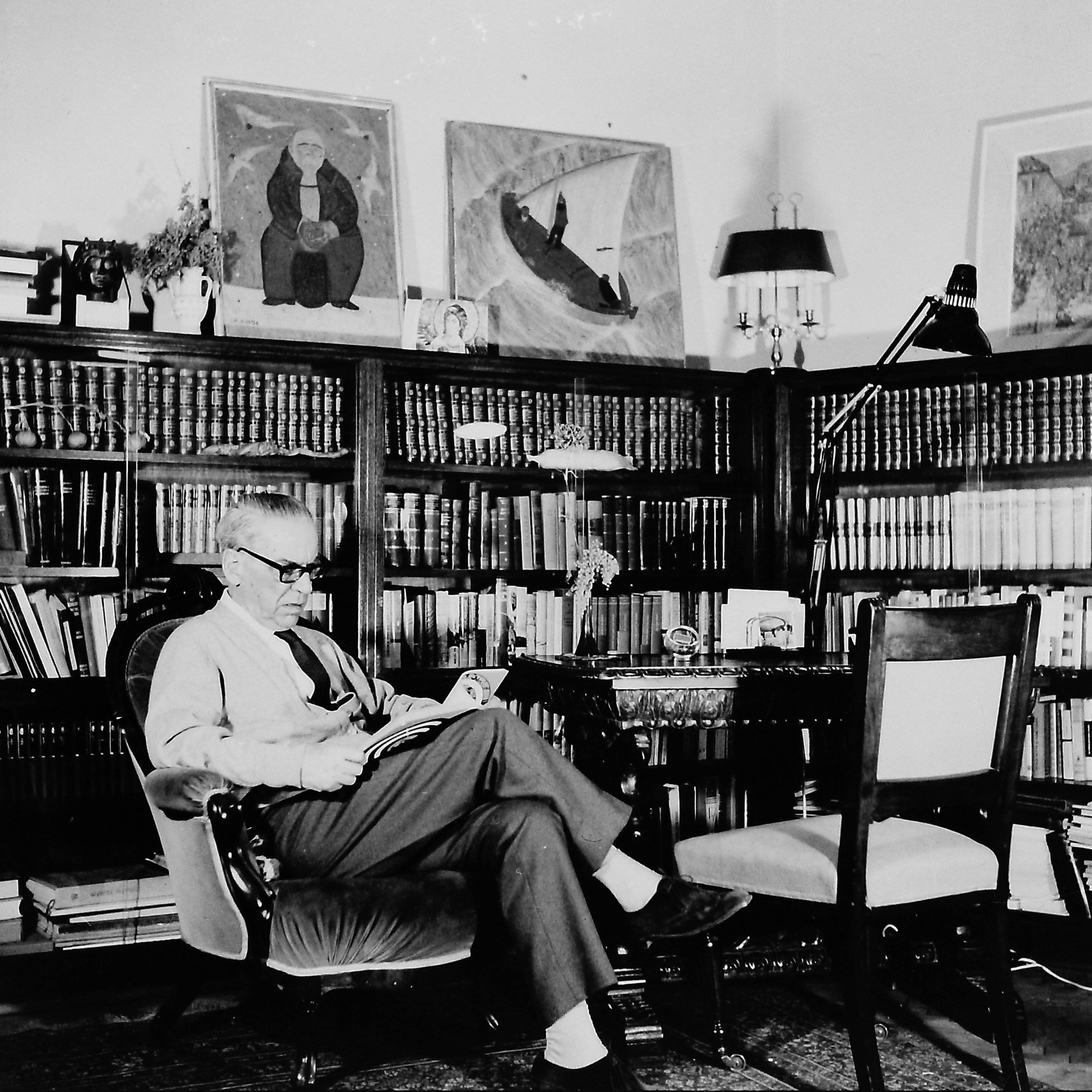
Ivo Andrić, scriitor sârb și laureat al premiului Nobel pentru Literatură în 1961, în casa lui din Belgrad

Secolul al XX-lea a fost dominat de prozatorii Meša Selimović (Moartea și dervișul⁠(d)), Miloš Crnjanski (Migrații), Isidora Sekulić (Cronica unui cimitir de oraș mic), Branko Ćopić (Vulturii zboară devreme⁠(d)), Borislav Pekic (Timpul miracolelor), Danilo Kiš (Enciclopedia morților⁠(d)), Dobrica Ćosić (Rădăcinile⁠(d)), Aleksandar Tišma⁠(d), Milorad Pavić și alții. Pavić este cel mai apreciat autor sârb de la începutul secolului al XXI-lea, mai ales pentru Dicționarul Hazarilor (Hazarski rečnik), tradus în 24 de limbi. Poeți notabili au fost Milan Rakić, Jovan Dučić, Vladislav Petković Dis⁠(d), Rastko Petrović⁠(d), Stanislav Vinaver⁠(d), Dušan Matić⁠(d), Branko Miljković⁠(d), Vasko Popa, Oskar Davičo⁠(d), Miodrag Pavlović⁠(d) și Stevan Raičković⁠(d). Printre autorii contemporani notabili se numără David Albahari, Svetislav Basara⁠(d), Goran Petrović⁠(d), Gordana Kuić⁠(d), Vuk Drašković și Vladislav Bajac⁠(d). 
Ivo Andrić (E un pod pe Drina...) este probabil cel mai cunoscut autor sârb; a fost distins cu Premiul Nobel pentru Literatură în 1961. Cea mai îndrăgită față a literaturii sârbești a fost Desanka Maksimović, care timp de șapte decenii a rămas prima doamnă a poeziei iugoslave. Ea este onorată cu statui și cu timbre poștale, și există străzi numite după ea.
Există 551 de biblioteci publice, dintre care cele mai mari sunt: Biblioteca Națională a Serbiei din Belgrad cu fonduri de aproximativ 5 milioane de volume și Matica Srpska (cea mai veche instituție culturală sârbă, înființată în 1826) din Novi Sad, cu aproape 3,5 milioane de volume. În 2010, au fost publicate 10.989 de cărți și broșuri. Piața de carte este dominată de mai multe edituri majore, cum ar fi Laguna și Vulkan (ambele operând propriile lanțuri de librării), iar evenimentul central al industriei, Târgul de Carte de la Belgrad, este cel mai vizitat eveniment cultural din Serbia, cu 158.128 de vizitatori în 2013. Punctul central al scenei literare este acordarea premiului NIN⁠(d), acordat în luna ianuarie a fiecărui an începând cu 1954 pentru cel mai bun roman nou publicat în limba sârbă (în perioada Iugoslaviei, în limba sârbo-croată).

### Muzică

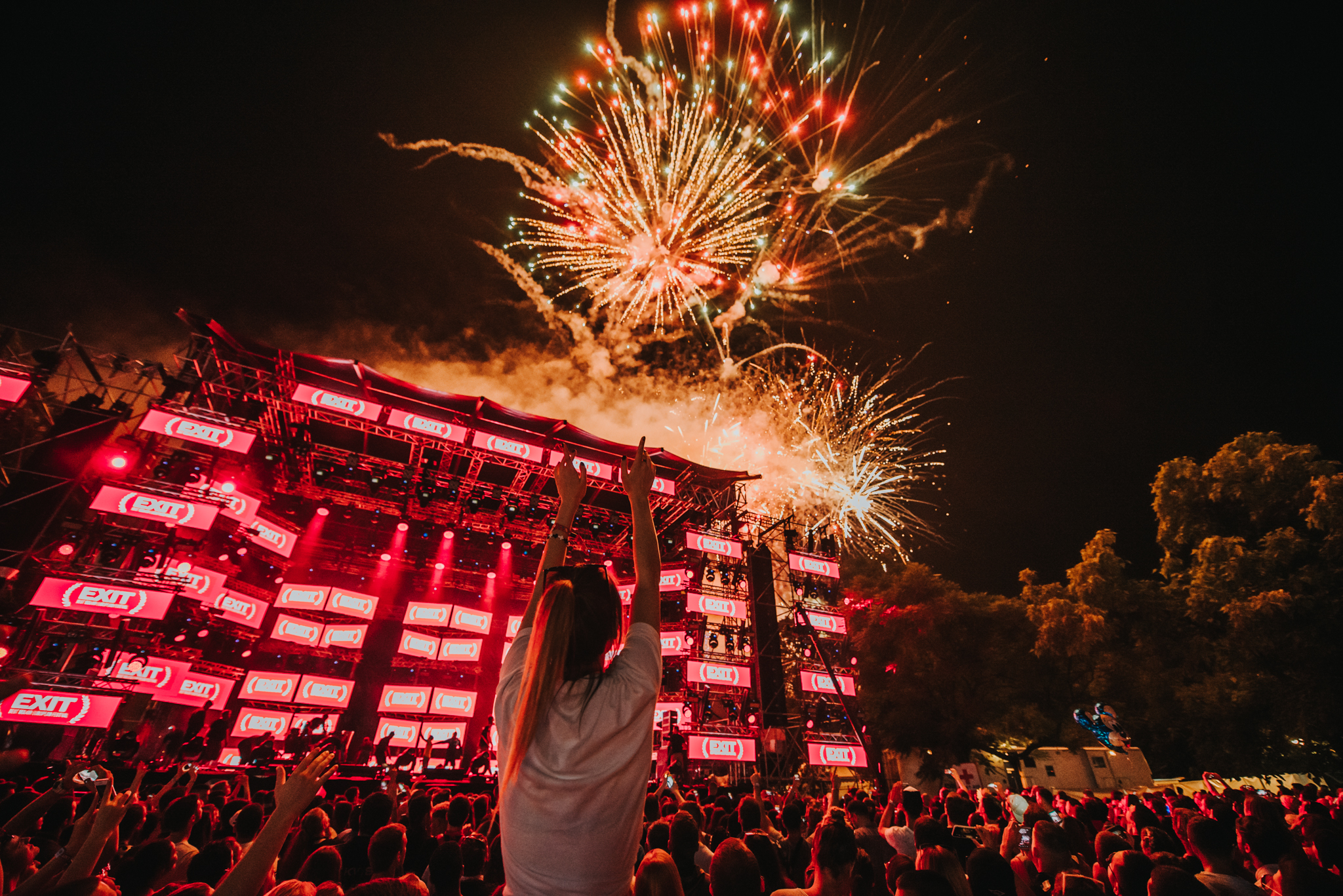
Arena de Dans la Festivalul Exit 2018, proclamat oficial ca „Cel mai bun Festival European Major” la EU Festival Awards

Compozitorul și muzicologul Stevan Mokranjac este considerat fondatorul muzicii moderne sârbe. Compozitorii sârbi ai primei generații Petar Konjović, Stevan Hristić⁠(d) și Miloje Milojević⁠(d) au menținut expresia națională și au modernizat romantismul în direcția impresionismului. Alți compozitori clasici sârbi au fost Isidor Bajić⁠(d), Stanislav Binički și Josif Marinković⁠(d). Există trei opere în Serbia: Opera Teatrului Național⁠(d) și Opera Madlenianum⁠(d), ambele în Belgrad, și Opera Teatrului Național Sârb⁠(d) din Novi Sad. În țară funcționează patru orchestre simfonice: Orchestra Filarmonicii din Belgrad, Orchestra Simfonică Niš⁠(d), Orchestra Simfonică a Radio Televiziunii Serbia și Orchestra Filarmonicii Novi Sad. Corul Radio-Televiziunii Sârbe este ansamblul vocal principal din țară. BEMUS⁠(d) este unul dintre cele mai proeminente festivaluri de muzică clasică din Europa de Sud-Est. 

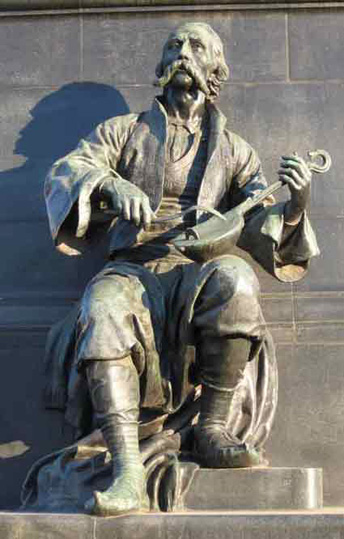
Filip Višnjić cântând la

Muzica tradițională sârbă include diferite tipuri de cimpoaie⁠(d), fluiere, cornuri⁠(d), trompete, lăute, țitere, tobe și țambale. Kolo este dansul tradițional popular colectiv, care are un număr de varietăți⁠(d) în toate regiunile. Cele mai populare sunt cele din regiunea Užice și Morava. Poezia epică poetică⁠(d) a fost o parte integrantă a muzicii sârbe și balcanice timp de secole. În regiunile muntoase ale Serbiei, aceste poezii lungi sunt de obicei acompaniate de o vioară cu o singură coardă, numită guzlă⁠(d) și se preocupă de teme din istorie și mitologie. La curtea regelui Ștefan I Prvovenčani din secolul al XIII-lea sunt consemnate cântări din guzlă. 
Muzica pop⁠(d) are o mare popularitate. Željko Joksimović a câștigat locul doi la concursul de cântec Eurovision 2004, iar Marija Šerifović a reușit să câștige concursul de cântec Eurovision 2007 cu melodia „Molitva”, și ca urmare Serbia a fost gazda ediției 2008 a concursului. Printre cei mai cunoscuți cântăreți pop se numără Đorđe Balašević⁠(d), Goca Tržan⁠(d), Zdravko Čolić⁠(d), Aleksandra Radović⁠(d), Vlado Georgiev⁠(d), Jelena Tomašević⁠(d) și Nataša Bekvalac⁠(d) . 
Rock-ul sârbesc⁠(d) care a fost în anii 1960, 1970 și 1980, făcea parte din scena rock iugoslavă⁠(d), a fost destul de bine dezvoltat, cu diferite genuri de rock și a fost bine acoperit de presă, printre care numeroase reviste, emisiuni radio și TV. În anii 1990 și 2000, popularitatea muzicii rock a scăzut în Serbia și, deși mai multe formații importante au reușit să-și susțină popularitatea, s-a dezvoltat o scenă muzicală underground și independentă. Anii 2000 au adus o revigorare a scenei mainstream și apariția unui număr mare de formații notabile. Cele mai notabile grupări și artiști rock sârbi sunt Bajaga i Instruktori⁠(d), Discipina Kičme⁠(d), Ekatarina Velika, Električni Orgazam⁠(d), Eva Braun⁠(d), Kerber⁠(d), Neverne Bebe⁠(d), Partibrejkers⁠(d), Ritam Nereda⁠(d), Orthodox Celts⁠(d), Rambo Amadeus⁠(d), Riblja Čorba, SARS⁠(d), Smak⁠(d), Van Gogh⁠(d), YU grupa⁠(d) și altele. 
Muzica populară în forma sa originară a fost un stil de muzică proeminent după Primul Război Mondial după succesul timpuriu al lui Sofka Nikolić. Muzica a fost promovată în continuare de Danica Obrenić, Anđelija Milić, Nada Mamula⁠(d) și chiar mai târziu, în anii '60 și '70, cu vedete precum Silvana Armenulić, Toma Zdravković⁠(d), Lepa Lukić⁠(d), Vasilija Radojčić, Vida Pavlović și Gordana Stojićević. 

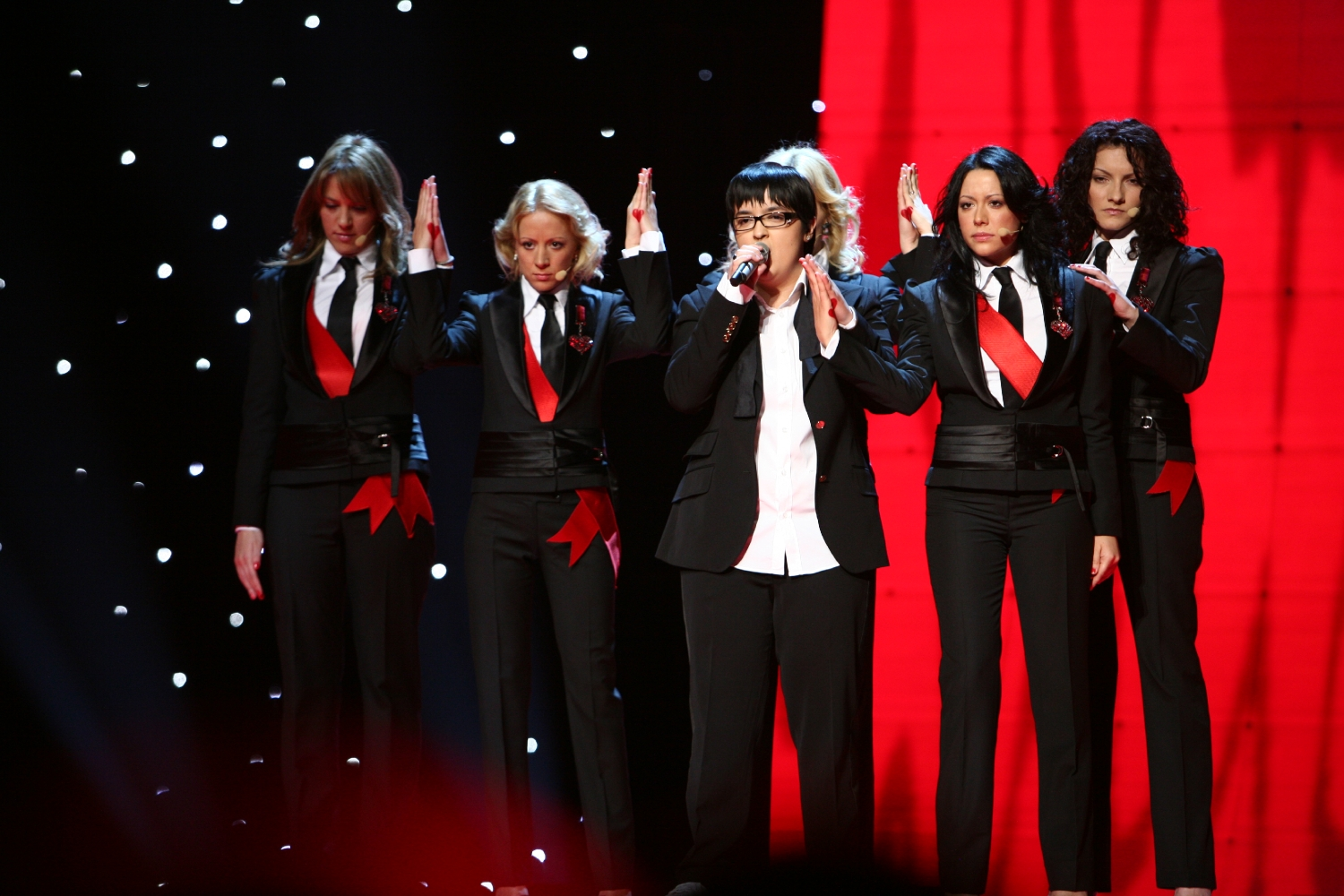
Serbia a câștigat Concursul Eurovision 2007

Subgenul manelelor (denumite turbo-folk) s-a dezvoltat în Serbia la sfârșitul anilor 1980 și începutul anilor 1990 și de atunci s-a bucurat de o popularitate imensă prin artiști ca Dragana Mirković, Zorica Brunclik⁠(d), Šaban Šaulić⁠(d), Ana Bekuta⁠(d), Sinan Sakić⁠(d), Vesna Zmijanac⁠(d), Mile Kitić⁠(d), Snežana Đurišić, Šemsa Suljaković⁠(d) și Nada Topčagić. El este un amestec de muzică populară cu elemente pop și / sau de dans și poate fi văzută un hibrid obținut prin urbanizarea și orientalizarea muzicii populare. În ultima perioadă, turbo-folk-ul conține și elemente de muzică pop, iar câțiva artiști au fost atribuiți unui gen pop-folk. Cei mai cunoscuți dintre aceștia sunt Ceca, Jelena Karleuša, Aleksandar Vuksanović⁠(d), Seka Aleksić, Dara Bubamara⁠(d), Indira Radić⁠(d), Saša Matić⁠(d), Viki Miljković⁠(d), Stoja și Lepa Brena, poate cea mai cunoscută din fosta Iugoslavie. 
Balkan Brass⁠(d) sau truba („trompetă”) este și el un gen popular, mai ales în Serbia centrală și sudică, de unde este originar. Muzica își are tradiția din Prima Răscoală Sârbă. Trompeta a fost folosită ca un instrument militar pentru a trezi și aduna soldații și a anunța bătălii, dar a devenit instrument de divertisment în timpul perioadelor de pace, deoarece soldații o foloseau și pentru a reda cântece populare cunoscute. Când războiul s-a încheiat și soldații s-au întors la viața rurală, muzica a intrat în viața civilă și, în cele din urmă, a devenit stil muzical, cântat la nașteri, botezuri, nunți și înmormântări. Există două varietăți principale ale genului, unul din vestul Serbiei și celălalt din sudul Serbiei. Cel mai cunoscut muzician al genului este Boban Marković⁠(d), de asemenea unul dintre cele mai mari nume din lumea formațiilor moderne de instrumente de suflat. 
Cele mai populare festivaluri de muzică sunt Festivalul de Trompete Guča⁠(d) cu peste 300.000 de vizitatori anuali și EXIT⁠(d) din Novi Sad (titlul de „Cel mai bun festival european” în 2007 decernat de UK Festival Awards și Yourope — Asociația Europeană a celor mai mari 40 de festivaluri din Europa). Alte festivaluri sunt Festivalul de Jazz Nišville⁠(d) din Niš și festivalul rock Gitarijada⁠(d) din Zaječar.

### Teatru și film
Serbia are o tradiție teatrală bine stabilită, iar Joakim Vujić⁠(d) este considerat fondatorul teatrului modern sârb. Serbia are 38 teatre profesioniste, dintre care cele mai importante sunt Teatrul Național⁠(d) din Belgrad, Teatrul Național Sârb⁠(d) din Novi Sad, Teatrul Național din Subotica, Teatrul Național din Niš⁠(d) și Princely Serbian Theatre⁠(d) din Kragujevac (cel mai vechi teatru din Serbia, înființat în 1835). Festivalul Internațional de Teatru de la Belgrad - BITEF⁠(d), fondat în 1967, este unul dintre cele mai vechi festivaluri de teatru din lume și a devenit unul dintre cele cinci mari festivaluri europene. Sterijino pozorje⁠(d) este, pe de altă parte, un festival care prezintă spectacole naționale de teatru. Cei mai importanți dramaturgi sârbi au fost Jovan Sterija Popović și Branislav Nušić, iar nume cunoscute din ziua de azi sunt Dušan Kovačević⁠(d) și Biljana Srbljanović. 
Cinematografia sârbă⁠(d) este una dintre cele mai dinamice cinematografii europene mici. Industria cinematografică a Serbiei este puternic subvenționată de guvern, în principal prin granturi aprobate de Centrul de Film al Serbiei. În 2011, au fost produse 17 filme de lung metraj. Există 22 de cinematografe funcționale în țară, dintre care 12 multiplexuri⁠(d), cu o participare totală de peste 2,6 milioane. Un procent relativ ridicat, de 32,3% din totalul biletelor vândute, este pentru filme sârbești. Studiourile PFI⁠(d) situate în Šimanovci⁠(d) sunt în prezent singurul complex de studiouri din Serbia; este format din 9 scene sonore de ultimă oră și atrage în principal producții internaționale, în special din America și Europa de Vest. Arhiva Iugoslavă de Film⁠(d) aparține acum Serbiei - și cuprinde peste 95 de mii de filmări, fiind una dintre cele mai mari cinci arhive de filme din lume.

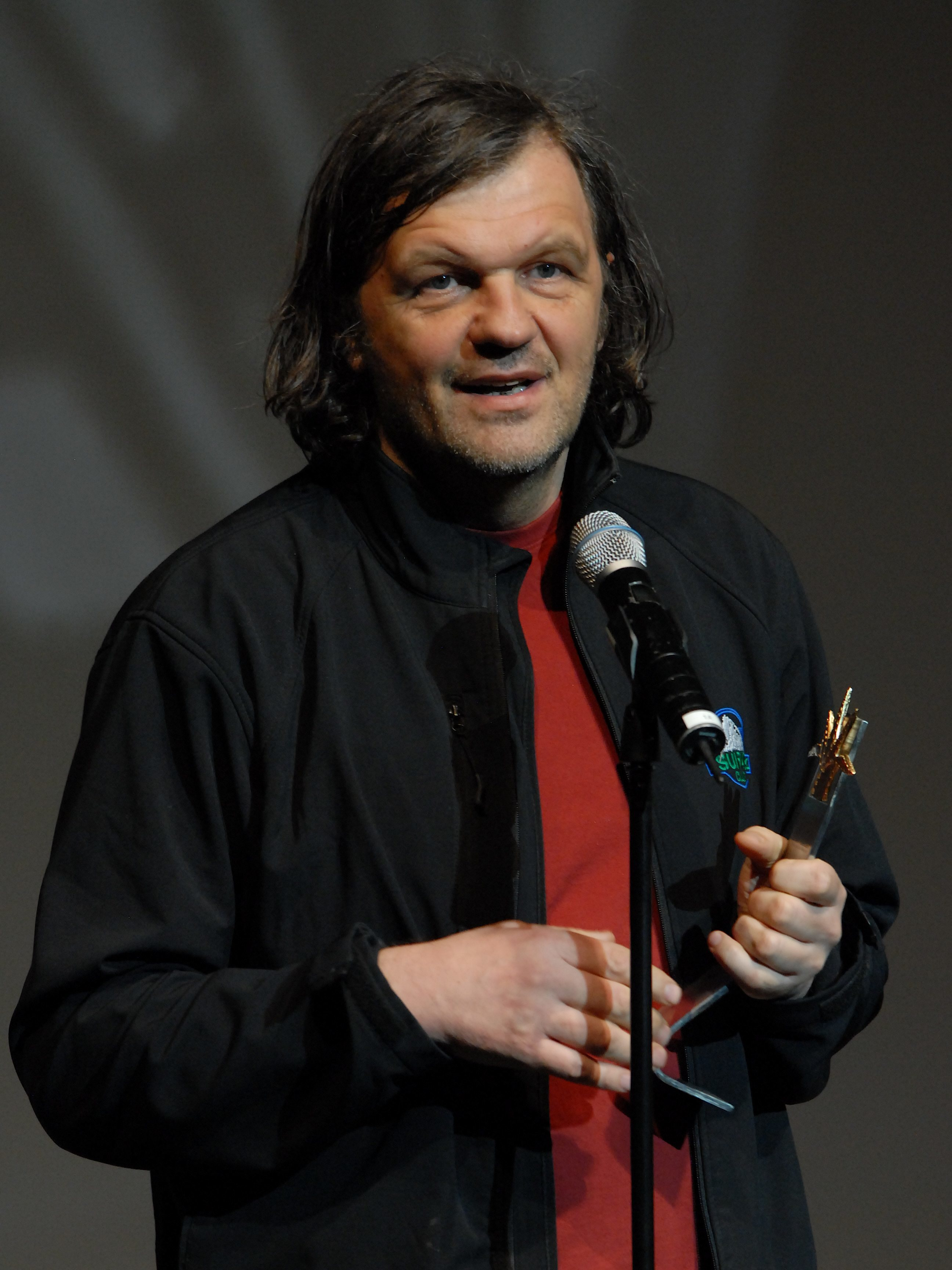
Emir Kusturica, cel mai renumit regizor de film sârb, a câștigat de două ori Palme d'Or la Festivalul de Film de la Cannes

Cinematografia sârbă datează de la 1896, odată cu lansarea celui mai vechi film din Balcani, Viața și faptele nemuritorului Vožd Karađorđe⁠(d), o biografie despre liderul revoluționar sârb, Karađorđe.
Cel mai renumit regizor sârb este Emir Kusturica, care a câștigat două Palme d'Or pentru cel mai bun film de film la Festivalul de Film de la Cannes, pentru Tata în călătorie de afaceri din 1985 și apoi pentru Underground din 1995. Alți regizori de renume sunt Goran Paskaljević⁠(d), Dušan Makavejev⁠(d), Želimir Žilnik⁠(d), Goran Marković⁠(d), Srdjan Dragojević și Srdan Golubović⁠(d), printre alții. Steve Tesich⁠(d), scenarist sârbo-american, a câștigat premiul Oscar pentru cel mai bun scenariu original în 1979 pentru filmul Breaking Away⁠(d). 
Unele dintre cele mai proeminente vedete de film din Serbia au lăsat un patrimoniu valoros în cinematografia Iugoslaviei. Mențiuni notabile sunt Zoran Radmilović⁠(d), Pavle Vuisić, Radmila Savićević⁠(d), Olivera Marković⁠(d), Mija Aleksić⁠(d), Miodrag Petrović Čkalja⁠(d), Ružica Sokić⁠(d), Bata Živojinović, Danilo Stojković⁠(d), Seka Sablić⁠(d), Olivera Katarina, Dragan Nikolić⁠(d), Mira Stupica⁠(d), Nikola Simić⁠(d), Bora Todorović⁠(d), și altii. Milena Dravić este cea mai celebrită actriță din cinematografia sârbă. Actrița a câștigat premiul pentru cea mai buna actriță⁠(d) la Festivalul de Film de la Cannes în 1980.

### Mass-media
Libertatea presei și libertatea de exprimare sunt garantate de Constituția Serbiei. Serbia este clasată pe locul 54 din 180 de țări în raportul privind libertatea presei din 2014, realizat de Reporteri fără Frontiere. Ambele rapoarte au remarcat faptul că mass-media și jurnaliștii continuă să facă față presiunii partizane și guvernamentale asupra politicilor editoriale. Cu toate acestea, mass-media este acum mult mai dependentă de contractele de publicitate și de subvențiile guvernamentale pentru a supraviețui financiar.

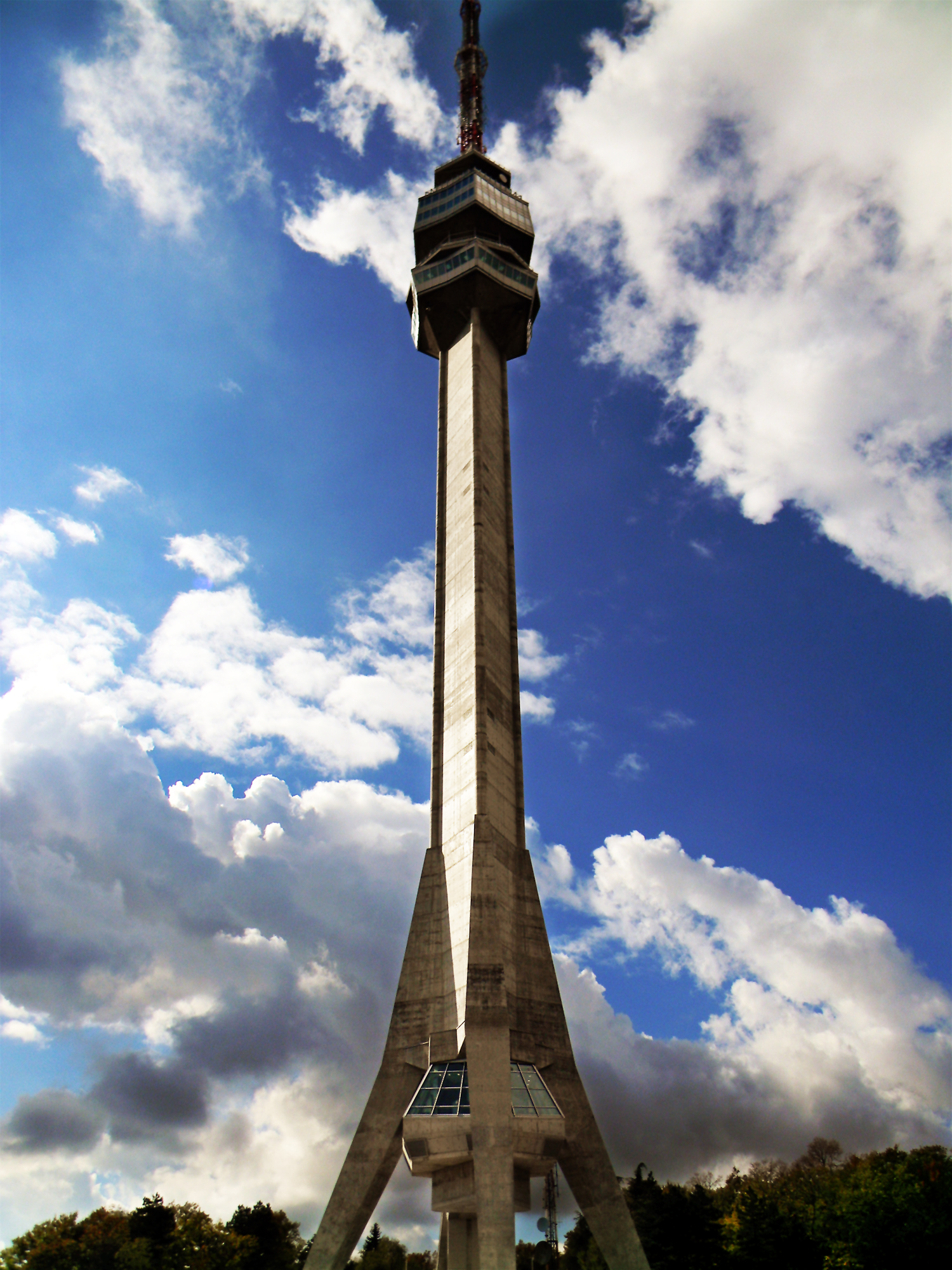
, cel mai înalt turn din Balcani

Potrivit AGB Nielsen Research în 2009, sârbii urmăresc, în medie, cinci ore de televiziune pe zi, cea mai mare medie din Europa. Există șapte canale de televiziune gratuite la nivel național, Radioteleviziunea publică a Serbiei (RTS) operând trei dintre ele (RTS1⁠(d), RTS 2⁠(d) și RTS3), iar restul patru fiind posturi private: Pink⁠(d), Happy⁠(d), Prva și O2. Ponderile de piață pentru aceste canale în 2016 au fost următoarele: 20,2% pentru RTS1, 14,1% pentru Pink, 9,4% pentru Happy, 9,0% pentru Prva, 4,7% pentru O2 și 2,5% pentru RTS2. Există 28 de posturi regionale de televiziune și 74 de posturi de televiziune locale. Pe lângă canalele terestre, există zeci de canale de televiziune sârbe disponibile numai pe cablu sau prin satelit. 
Există 247 posturi de radio în Serbia. Dintre acestea, șase posturi de radio cu acoperire națională, inclusiv două posturi publice de radiodifuziune ale Radio-Televiziunii Sârbe ( Radio Belgrad 1 și Radio Belgrad 2 / Radio Belgrad 3) și patru companii radio private (Radio S1, Radio S2, Radio și Radio Hit FM). De asemenea, există 34 de posturi regionale și 207 posturi locale. 
Există 305 de ziare publicate în Serbia, dintre care 12 cotidiane. Cotidianele Politika⁠(d) și Danas⁠(d) sunt publicațiile de referință⁠(d) ale Serbiei, primul fiind cel mai vechi ziar din Balcani, fondat în 1904. Ziarele cu cel mai mare tiraj sunt tabloidele Вечерње новости⁠(d), Blic⁠(d), Kurir⁠(d) și Informer⁠(d), toate cu peste 100.000 de exemplare vândute. Există un cotidian dedicat sportului - Sportski žurnal⁠(d), un ziar de afaceri, Privredni pregled, două ziare regionale (Dnevnik⁠(d), publicat în Novi Sad și Narodne novine de la Niš) și un cotidian într-o limbă minoritară (Magyar Szó⁠(d) în limba maghiară, publicat la Subotica). 
În țară sunt publicate 1.351 de reviste.  Printre acestea se numără revistele săptămânale NIN⁠(d), Vreme și Nedeljnik⁠(d), revista populară științifică Politikin Zabavnik⁠(d), Lepota & Zdravlje⁠(d) pentru femei, revista auto SAT revija, revista IT Svet kompjutera⁠(d). În plus, există o gamă largă de ediții sârbești ale revistelor internaționale, cum ar fi Cosmopolitan, Elle, Grazia, Men's Health, National Geographic, Le Monde diplomatique, Playboy, hello⁠(d) și altele. 
Există două agenții de știri principale, Beta⁠(d) și Fonet. 
La data de 2017, din 432 de portaluri web (în principal pe domeniul .rs) cele mai vizitate sunt edițiile online ale ziarelor tipărite Blic⁠(d) și Kurir⁠(d) , portalul de știri B92 și anunțurile KupujemProdajem⁠(d). 

### Bucătăria

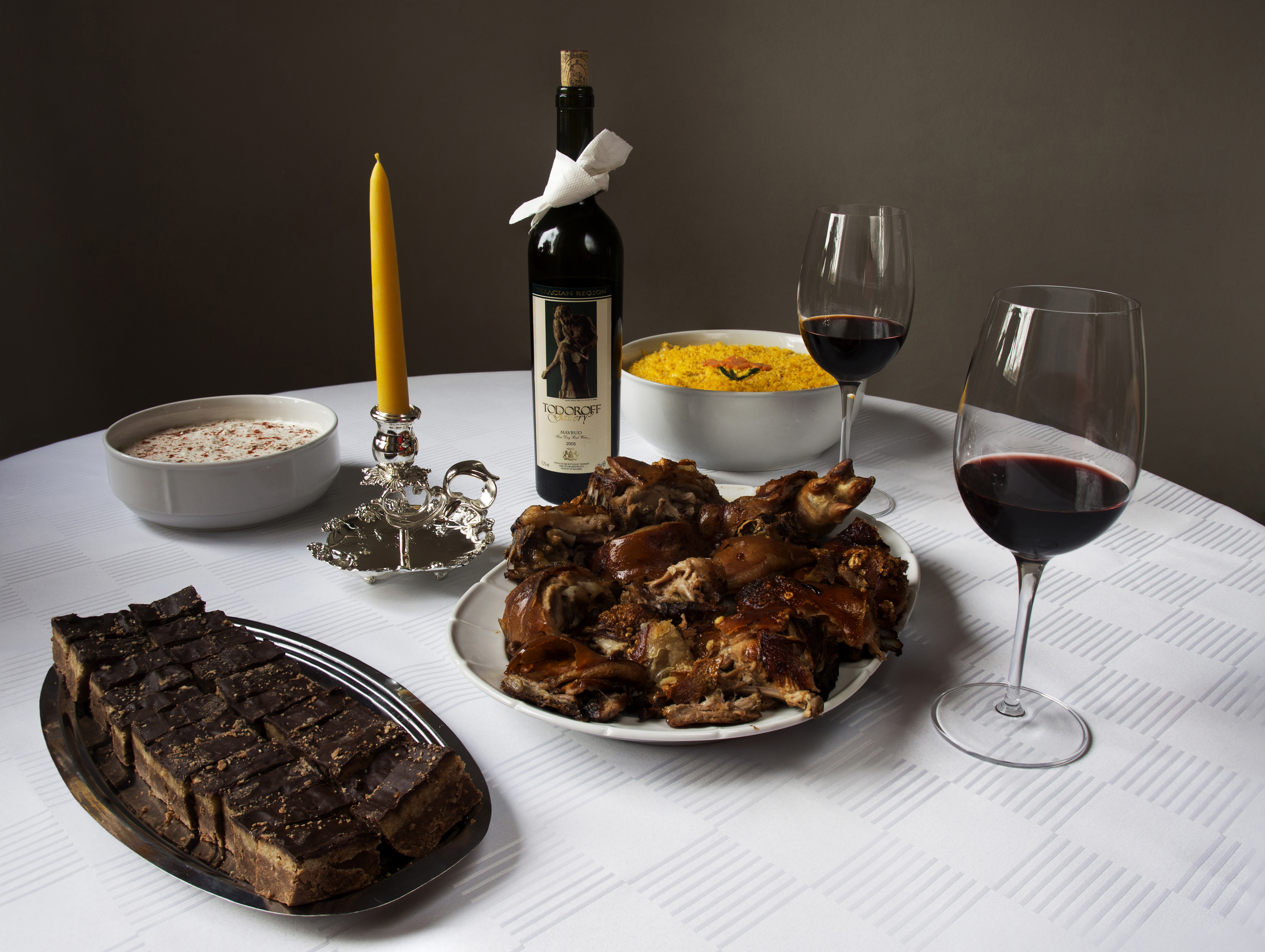
Masă de Crăciun tipică în Serbia

Bucătăria sârbă este în mare parte eterogenă, amestecând caracteristici balcanice (în special fosta Iugoslavie) cu bucătăria mediteraneană (în special greacească⁠(d)), turcească și central-europeană (în special austriacă⁠(d) și maghiară⁠(d)). Alimentația este foarte importantă în viața socială sârbă, în special în timpul sărbătorilor religioase, cum ar fi Crăciunul, Paștele și zilele de sărbătoare, de exemplu, slava (onomastica).
Caracteristicile regimului alimentar sârbesc sunt pâinea, carnea, fructele, legumele și produse lactate. Pâinea este baza tuturor meselor sârbești și joacă un rol important în bucătăria sârbă și poate fi găsită în ritualuri religioase. O întâmpinare tradițională sârbească implică oferirea de pâine și sare oaspeților. Carnea este consumată pe scară largă, ca și peștele. Specialitățile sârbe sunt čevapčići (cârnați neînveliți din carne tocată, mereu făcuți la grătar și condimentați), pljeskavica⁠(d), sarmale, caimac (produs lactat similar cu smântâna coagulată⁠(d)), Gibanica⁠(d) (plăcintă de brânză și caimac), Ajvar (o cremă din ardei roșu copt), Proja⁠(d) (pâine de porumb) și kačamak⁠(d) (un fel de mămăligă). 
Sârbii pretind că țara lor este locul de naștere al rakiei⁠(d) (rakija), o băutură foarte alcoolică distilată în principal din fructe. Rakia sub diverse forme se regăsește însă în întreaga Peninsulă Balcanică, în special în Bulgaria, Croația, Slovenia, Muntenegru, Ungaria și Turcia. Șlivovița (šljivovica), un fel de țuică, este un tip de rakie care considerată băutura națională a Serbiei.
Producția de vinificație din Serbia⁠(d) datează din epoca romană. Vinurile sârbești sunt produse în 22 de regiuni geografice diferite, dominând vinul alb. Pe lângă rakia și bere, vinul este cea mai populară băutură alcoolică din țară. 

### Sport
Sportul joacă un rol important în societatea sârbă, iar țara are o istorie sportivă puternică. Cele mai populare sporturi din Serbia sunt fotbalul, baschetul, tenisul, voleiul, polo și handbalul. 
Sporturile profesioniste din Serbia sunt organizate de federațiile și ligile sportive (în cazul sportului de echipă). Una dintre particularitățile sportului profesionist sârb este existența multor cluburi multi-sportive (numite „societăți sportive”), dintre care cele mai mari și cele mai de succes sunt Steaua Roșie⁠(d), Partizan⁠(d) și OSD Belgrad⁠(d) din Belgrad, Voivodina⁠(d) din Novi Sad, Radnički⁠(d) din Kragujevac, Spartak din Subotica. 

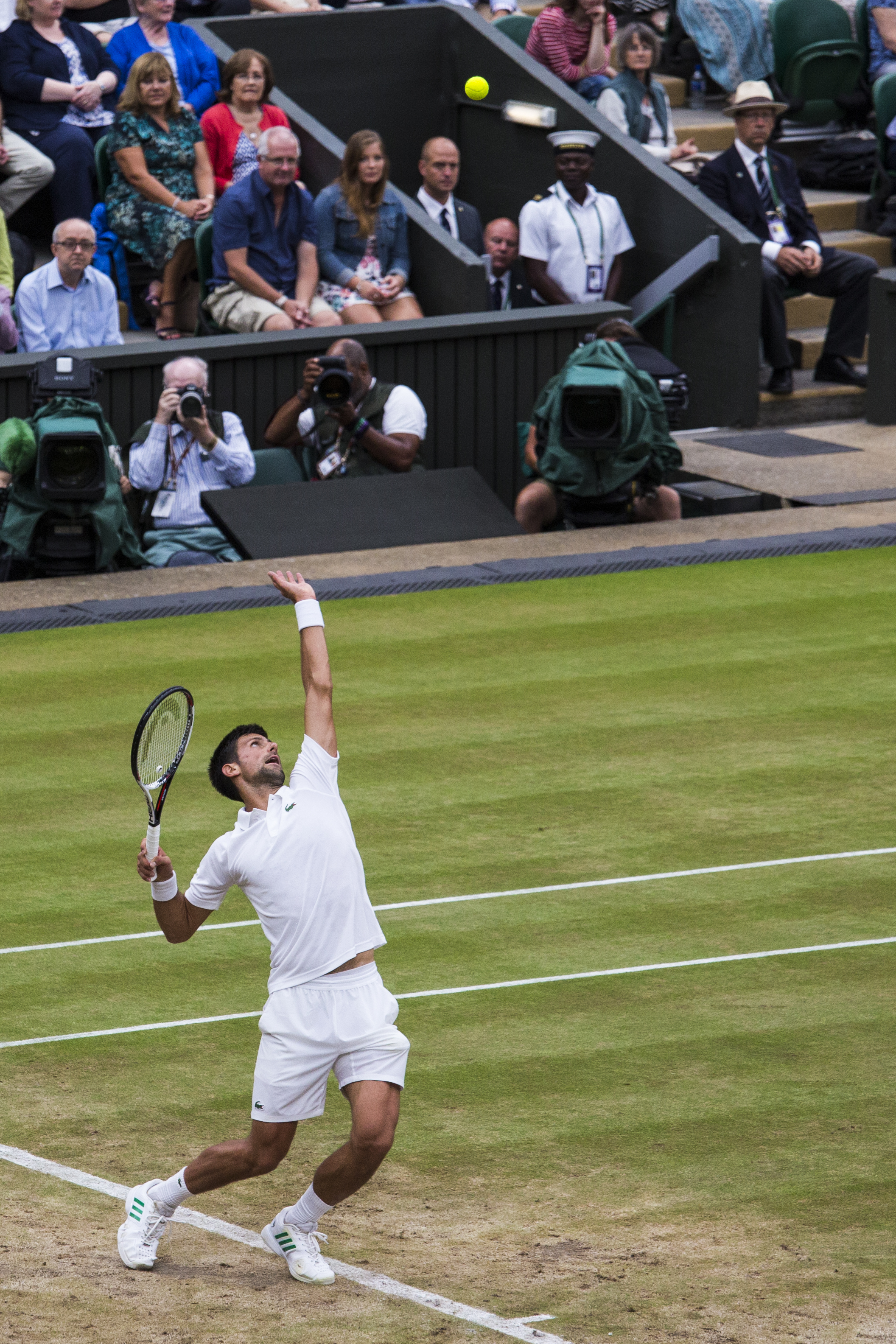
Novak Đokovic, considerat unul dintre cei mai buni jucători de tenis din toate timpurile

Fotbalul este cel mai popular sport din Serbia, iar Asociația de Fotbal a Serbiei, cu 146.845 de jucători înregistrați, este cea mai mare asociație sportivă din țară. Dragan Džajić a fost oficial recunoscut ca „cel mai bun jucător sârb al tuturor timpurilor” de către Asociația de Fotbal a Serbiei și, mai recent, Nemanja Vidić , Dejan Stanković și Branislav Ivanović joacă pentru cluburi de elită din Europa, dezvoltând reputația națiunii ca una dintre cei mai mari exportatori de fotbaliști din lume.
Echipa națională de fotbal a Serbiei nu a avut foarte mult succes, deși s-a calificat pentru trei din ultimele patru Cupe Mondiale ale FIFA. Echipele naționale naționale de tineret ale Serbiei au câștigat Campionatul European U-19 din 2013⁠(d) și Cupa Mondială U-20 din 2015⁠(d). Cele două cluburi de fotbal principale din Serbia sunt Steaua Roșie (câștigătoare a Cupei Campionilor Europeni în 1991) și Partizan (finalistă a Cupei Campionilor Europeni în 1966), ambele din Belgrad. Rivalitatea dintre cele două cluburi este cunoscută sub denumirea de „Eternul Derby⁠(d)” și este adesea citată drept una dintre ele mai interesante rivalități sportive din lume. 
Serbia este una dintre puterile tradiționale ale baschetului mondial, deoarece echipa națională de baschet a Serbiei⁠(d) a câștigat două campionate mondiale (în 1998 și 2002), trei campionate europene (1995, 1997 și 2001) și două medalii olimpice de argint (în 1996 și 2016). Echipa națională de baschet feminin⁠(d) a câștigat Campionatul European în 2015 și medalia de bronz olimpică în 2016. Un total de 31 de jucători sârbi au jucat în NBA în ultimele două decenii, inclusiv Predrag „Peja” Stojaković⁠(d) (de trei ori NBA All-Star⁠(d) ) și Vlade Divac⁠(d) (NBA All-Star în 2001 și membru în FIBA Hall of Fame⁠(d)). Renumita „școală sârbă de antrenori” a produs mulți dintre cei mai de succes antrenori europeni de baschet din toate timpurile, cum ar fi Dušan Ivković⁠(d) și Željko Obradović⁠(d), care au câștigat 9 titluri Euroleague ca antrenor. Clubul de baschet KK Partizan⁠(d) a fost campion european⁠(d) în 1992. 

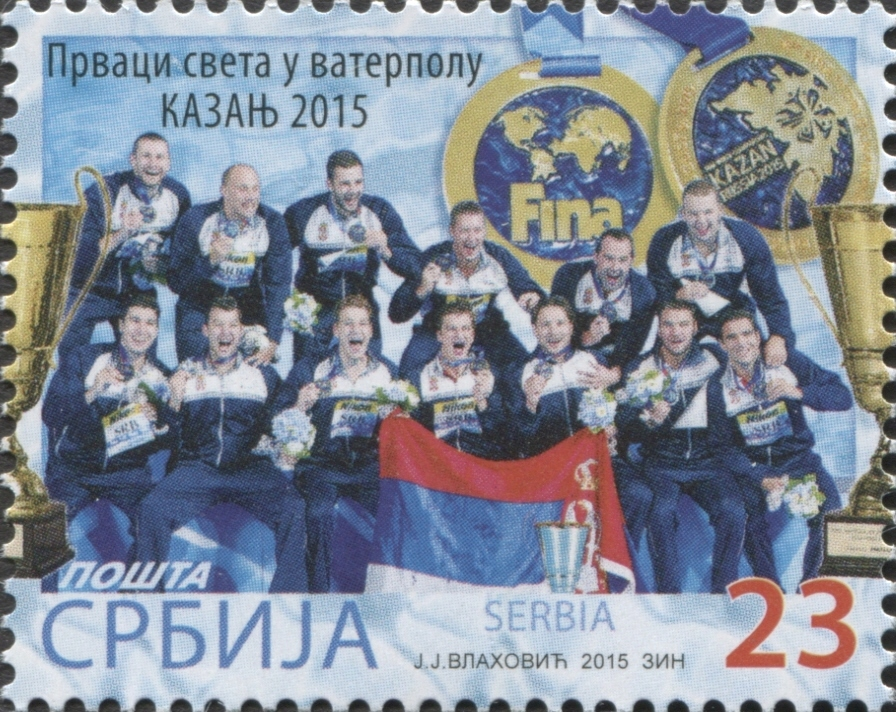
este actuala campioană olimpică și europeană

Succesul recent al jucătorilor de tenis sârbi a dus la o creștere imensă a popularității tenisului în țară. Novak Đoković, câștigător a 15 turnee de Grand Slam, a terminat anii 2011, 2012, 2014, 2015 și 2018 pe locul 1 în lume. Ana Ivanovic (campioană la Rolland Garros în 2008 ) și Jelena Janković au fost ambele clasate pe locul 1 în clasamentul WTA. Au fost și doi jucători de dublu numărul unu mondial: Nenad Zimonjić (câștigător a trei turnee de Grand Slam la dublu masculin a patru astfel de turnee la dublu mixt) și Slobodan Živojinović⁠(d). Echipa națională masculină de tenis a Serbiei⁠(d) a câștigat Cupa Davis 2010 iar cea feminină⁠(d) ajuns în finala Fed Cup în 2012⁠(d). 
Serbia este una dintre cele mai importante țări din lume la volei. Echipa națională masculină⁠(d) a câștigat medalia de aur la Jocurile Olimpice 2000⁠(d), Campionatul European⁠(d) de două ori, precum si Liga Mondială FIVB⁠(d) 2016. Echipa națională feminină de volei⁠(d) este campioană mondială actuală, a câștigat campionatul european⁠(d) de două ori, și medalia olimpică de argint⁠(d) în 2016. 
Echipa națională masculină de polo pe apă a Serbiei⁠(d) este cea mai titrată națională la acest sport după Ungaria, câștigând medalia de aur olimpică în 2016, trei campionate mondiale (2005, 2009 și 2015) și șapte campionate europene⁠(d) în 2001, 2003, 2006, 2012, 2014, 2016 și, respectiv, 2018. VK Partizan⁠(d) a câștigat șapte titluri de campioană europeană⁠(d). 
Alți sportivi sârbi notabili sunt: înotătorii Milorad Čavić (campion mondial în 2009 la 50 de metri fluture și medaliat cu argint la 100 de metri fluture, precum și medaliații olimpici cu argint la 100 de metri fluture în istorica cursă cu înotătorul american Michael Phelps⁠(d)) și Nađa Higl⁠(d), campioană mondial în 2009 la 200 de metri bras — prima femeie sârbă care a devenit campioană mondial la înot); atleta Ivana Vuleta⁠(d) (săritoare în lungime, campioană europeană în 2016 și medaliată cu bronz la Jocurile Olimpice din 2016); luptătorul Davor Štefanek⁠(d) (medaliat olimpic cu aur în 2016) și taekwondoista Milica Mandić (medaliată cu aur la olimpiada din 2012). 
Serbia a găzduit mai multe competiții sportive majore în ultimii zece ani, inclusiv Campionatul European de Baschet Masculin din 2005⁠(d), Campionatul European de Volei Masculin din 2005⁠(d), Campionatele Europene Masculine de Polo pe Apă din 2006 și 2016, Universiada de Vară din 2009 , Campionatul European de Handbal Masculin din 2012, și Campionatul Mondial de Handbal Feminin din 2013. Cele mai importante evenimente sportive anuale organizate în țară sunt Maratonul Belgrad și Turul Ciclist al Serbiei⁠(d).

## Sărbători legale
Sărbătorile legale din Serbia sunt definite de Legea sărbătorilor naționale și de altă natură în Republica Serbia.
| Data               | Nume                                               | Numele local        | Comentarii                                                                        |
| ------------------ | -------------------------------------------------- | ------------------- | --------------------------------------------------------------------------------- |
| 1 ianuarie         | Anul Nou⁠(d)                                        | Nova Godina         |                                                                                   |
| 7 ianuarie         | Crăciunul ortodox pe stil vechi                    | Božić               | Biserica Ortodoxă Sârbă utilizează calendarul iulian                              |
| 15 februarie       | Ziua statalității⁠(d)                               | Dan državnosti      | Aniversarea Primei Răscoale sârbe din 1804 și a primei Constituții sârbe din 1835 |
| Vezi data de Paște | Vinerea Mare ortodoxă                              | Veliki petak        |                                                                                   |
| Vezi data de Paște | Paștele ortodox                                    | Vaskrs              |                                                                                   |
| Vezi data de Paște | A doua zi de Paște ortodox                         | Vaskrsni ponedeljak |                                                                                   |
| 1 mai              | Ziua Muncii⁠(d) /Ziua Internațională a Muncitorilor | Praznik rada        |                                                                                   |
| 11 noiembrie       | Ziua Armistițiului                                 | Dan primirja        |                                                                                   |